# Знам'янка
Зна́м'янка — місто в центральній Україні, адміністративний центр Знам'янської міської громади Кропивницького району Кіровоградської області. Важливий залізничний вузол. Візитівкою міста також є урочище Чорний ліс.

## Назва
1730 року переселенці з Центральної Росії заснували селище Знам'янка (тепер Знам'янка Друга).
Є п'ять версій походження назви міста:
- назва походить від особливо шанованої переселенцями-старообрядцями ікони Знамення Богородиці;
- можливо, вихідці назвали місто на честь села Знам'янського Орловської губернії, у якому вони жили до виселення;
- імовірно, переселенці принесли з собою якесь знамено, назвавши місто на його честь (найменш імовірна версія);
- козацька версія — запорожці заховали тут свої клейноди серед яких було бойове знамено, а потім загинули в бою з турками, поселення отримало свою назву від добре збереженого прапора (легенда)
- назва міста означає «знак».

## Географія
Місто розташоване на північному сході області, на вододілі басейнів Інгулу, Інгульця й Тясмину, за 40 км на північний схід від обласного центру міста Кропивницького.

### Рельєф
Рельєф міста відзначається хвилястістю та рівнинністю і визначений геологічною будовою. Місто розташоване між лісостеповою (на північ) та степовою зонами (на південь від міста), у межах Придніпровської височини. На південному заході міста, на ставку Копанка, бере початок річка Балка Орлова, притока Бешки, а на північ, між смт Знам'янка Друга та містом Знам'янка у лісі починається річка Рудка, пряма притока Інгульця.
Площа території міста становить 1480 га.
Біля Знам'янки, на території Чорного лісу, розташований ландшафтний заказник «Чорноліський» загальнодержавного значення.
| Відстань до найближчих населених пунктів автошляхами | Відстань до найближчих населених пунктів автошляхами |
| великі міста                                         | села та селища міського типу                         |
| ---------------------------------------------------- | ---------------------------------------------------- |
| Кропивницький (41,8 км)                              | Суботці (17 км)                                      |
| Мала Виска (109 км)                                  | Богданівка (15 км)                                   |
| Кам'янка (63 км)                                     | Цибулеве (20 км)                                     |
| Чигирин (46,4 км)                                    | Дмитрівка (11 км)                                    |
| Світловодськ (67 км)                                 | Пантаївка (17 км)                                    |
| Олександрія (35 км)                                  | Петрове (36 км)                                      |

### Клімат
| Клімат Знам'янки                                                                   | Клімат Знам'янки | Клімат Знам'янки | Клімат Знам'янки | Клімат Знам'янки | Клімат Знам'янки | Клімат Знам'янки | Клімат Знам'янки | Клімат Знам'янки | Клімат Знам'янки | Клімат Знам'янки | Клімат Знам'янки | Клімат Знам'янки | Клімат Знам'янки |
| Показник                                                                           | Січ.             | Лют.             | Бер.             | Квіт.            | Трав.            | Черв.            | Лип.             | Серп.            | Вер.             | Жовт.            | Лист.            | Груд.            | Рік              |
| Середній максимум, °C                                                              | −2               | −1               | 3                | 13               | 20               | 23               | 25               | 24               | 19               | 12               | 5                | 0                | 11               |
| Середня температура, °C                                                            | −5,7             | −4,3             | 0,5              | 8,9              | 15,3             | 18,6             | 20,0             | 19,4             | 14,7             | 8,1              | 2,3              | −2,3             | 8,0              |
| Середній мінімум, °C                                                               | −8               | −6               | −2               | 5                | 10               | 13               | 15               | 14               | 10               | 4                | 0                | −4               | 5                |
| Норма опадів, мм                                                                   | 32               | 31               | 27               | 36               | 45               | 66               | 72               | 48               | 38               | 27               | 35               | 57               | 499              |
| ---------------------------------------------------------------------------------- | ---------------- | ---------------- | ---------------- | ---------------- | ---------------- | ---------------- | ---------------- | ---------------- | ---------------- | ---------------- | ---------------- | ---------------- | ---------------- |
| Джерело: Щомісячна середня температура Знам'янки, Середня кількість опадів у місті |                  |                  |                  |                  |                  |                  |                  |                  |                  |                  |                  |                  |                  |

Клімат помірно-континентальний. У місті діє метеостанція. Найтеплішим за всю історію спостережень виявився 2007 рік.

## Історія

### Давня історія
Терени міста населяли скіфи. Пізніше сармати, алани, готи, гуни. Під час Великого переселення народів на цих землях з'явились слов'яни. У період княжої доби тут мешкало східнослов'янське плем'я уличів. У XIII столітті ці землі входили до складу Королівства Руси, а після Битви на Синіх Водах до складу Великого князівства Литовського, Руського й Жемайтійського. З кінця XV століття ці терени входили до сфери впливу Війська Запорозького та з середини XVII століття — Гетьманщини. За Андрусіївським миром Правобережжя відійшло до Речі Посполитої. Це викликало посилення гніту православного населення та виникнення гайдамацького руху (один з гайдамаків на початку XVIII століття заснував тут село Орлова Балка, що нині включене до складу села Петрове).

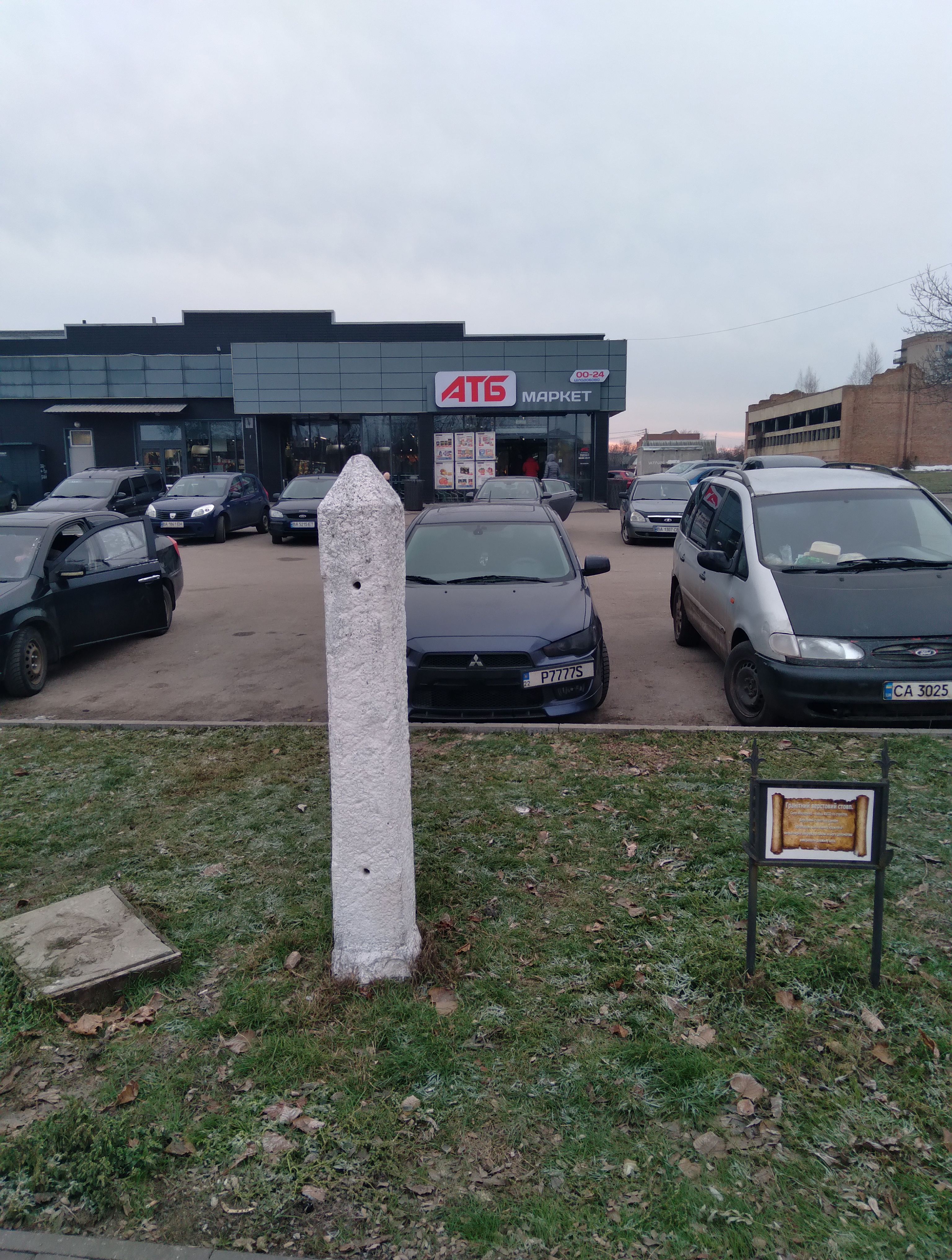
Один з унікальних гранітних верстових стовпів якими козаки позначали свою територію (знайдений у селі Мошорине, тепер знаходиться у Знам'янці)

У першій половині XVIII століття ця територія входила до сфери впливу Війська Запорозького Низового, у середині XVIII століття тут з'явилася Нова Сербія. Тоді переселенці з Балкан заснували села Суботці, Мошорине, Гостинне, тощо. Після руйнування Січі та знищення запорізького козацтва у 1775 ці земли опинились під безпосередньою владою Російської імперії через що продовжилася політика лінгвоциду, русифікації та закріпачення населення.

### Заснування

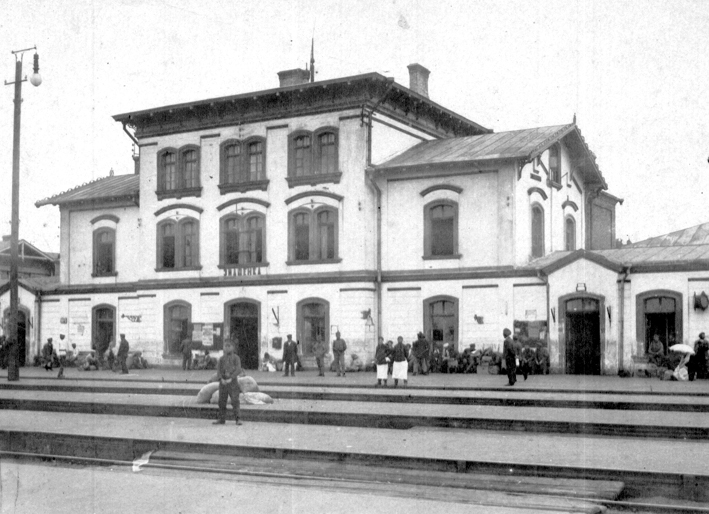
Знам'янський старий вокзал, фото 1918 (будівля була зруйнована радянськими військами під час Другої Світової війни) сьогодні біля цього місця знаходиться станція Знам'янка-Сортувальна

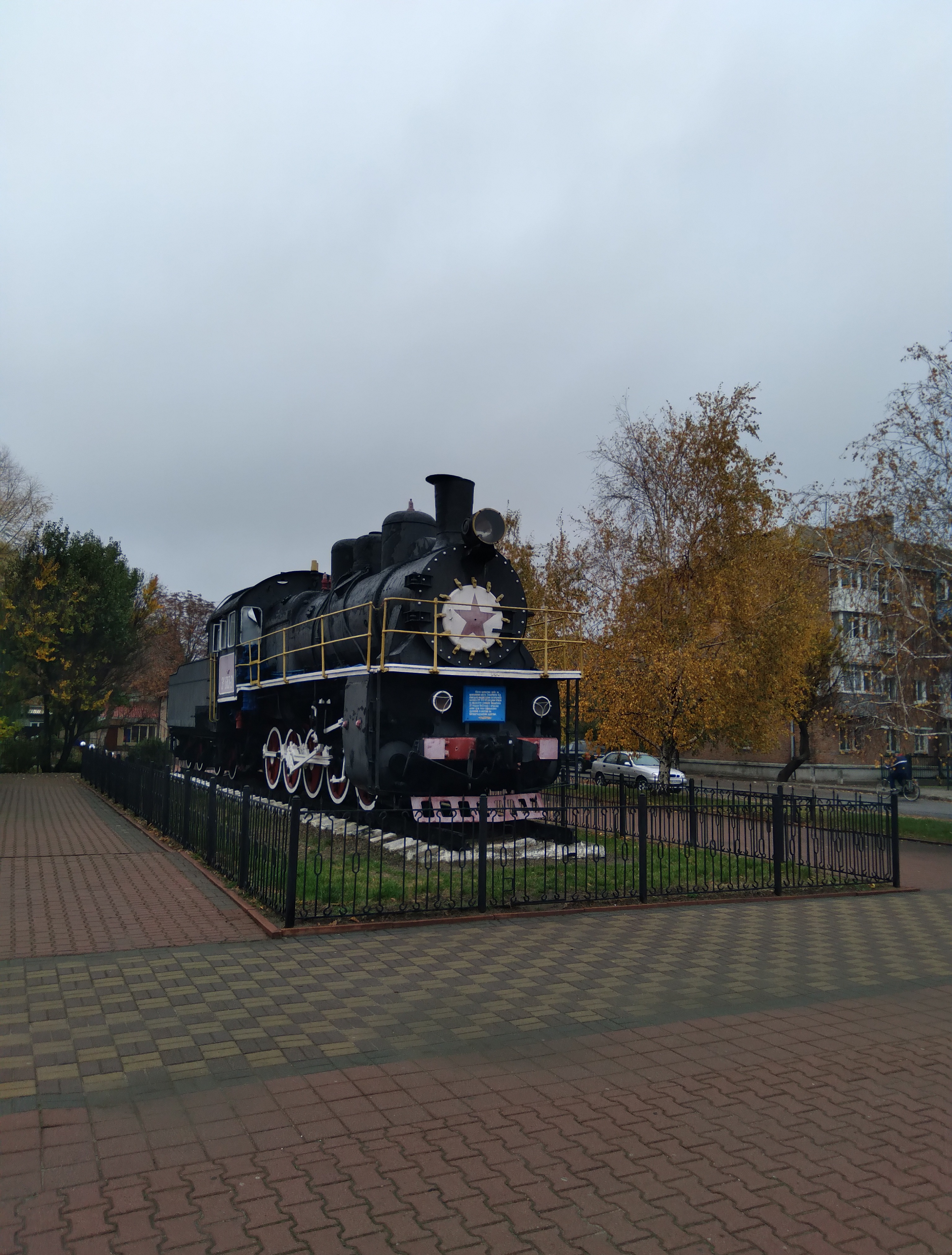
Пам'ятник паротягові Еу 683-21 біля залізничного вокзалу

Знам'янка як залізнична станція утворилася 1869 року, після відкриття руху поїздів на лінії Одеса — Харків. Назвали станцію так само, як і невелике селище, що за 3 км від неї, — Знам'янка (нині — Знам'янка Друга), засноване 1730 року переселенцями з Центральної Росії (ймовірно — із села Знам'янського Орловської губернії). Переселенці займалися теслярним, токарним і меблевим ремеслами.
Існує й інша версія походження назви, згідно якої під час війн з Туреччиною запорізькі козаки перед тим як вступити у черговий бій з противником заховали на одній з галявин Чорного лісу свої клейноди: бунчук і знамено, а згодом загинули. На честь надійно збереженого знамена, начебто, і з’явилася назва поселення .
Станцію Знам'янка з вокзалом та конторськими спорудами побудовано на галявині Чорного лісу, через який проходила залізнична колія Одеса — Харків. Чорний ліс розташований на правому березі верхів'я Інгульця, а його південно-західна частина виходить на вододіл між річками Інгулець та Інгул.
За часів татарських набігів на Київщину та Поділля поблизу проходив Чорний шлях, яким пересувалися нападники. У самому лісі вони зосереджували свої загони перед набігами, робили засідки. У 1764 — 1781 роках термін «чорний» застосовувався до значної території ліквідованого Знам'янського району (з 2020 року — Кропивницький район), яка входила до військових поселень Чорного гусарського полку. Природознавці пов'язують назву Чорний ліс з тим, що він густий і дуже затінений, оскільки в ньому переважають великі дубово-грабові масиви.

### За часів Російської імперії

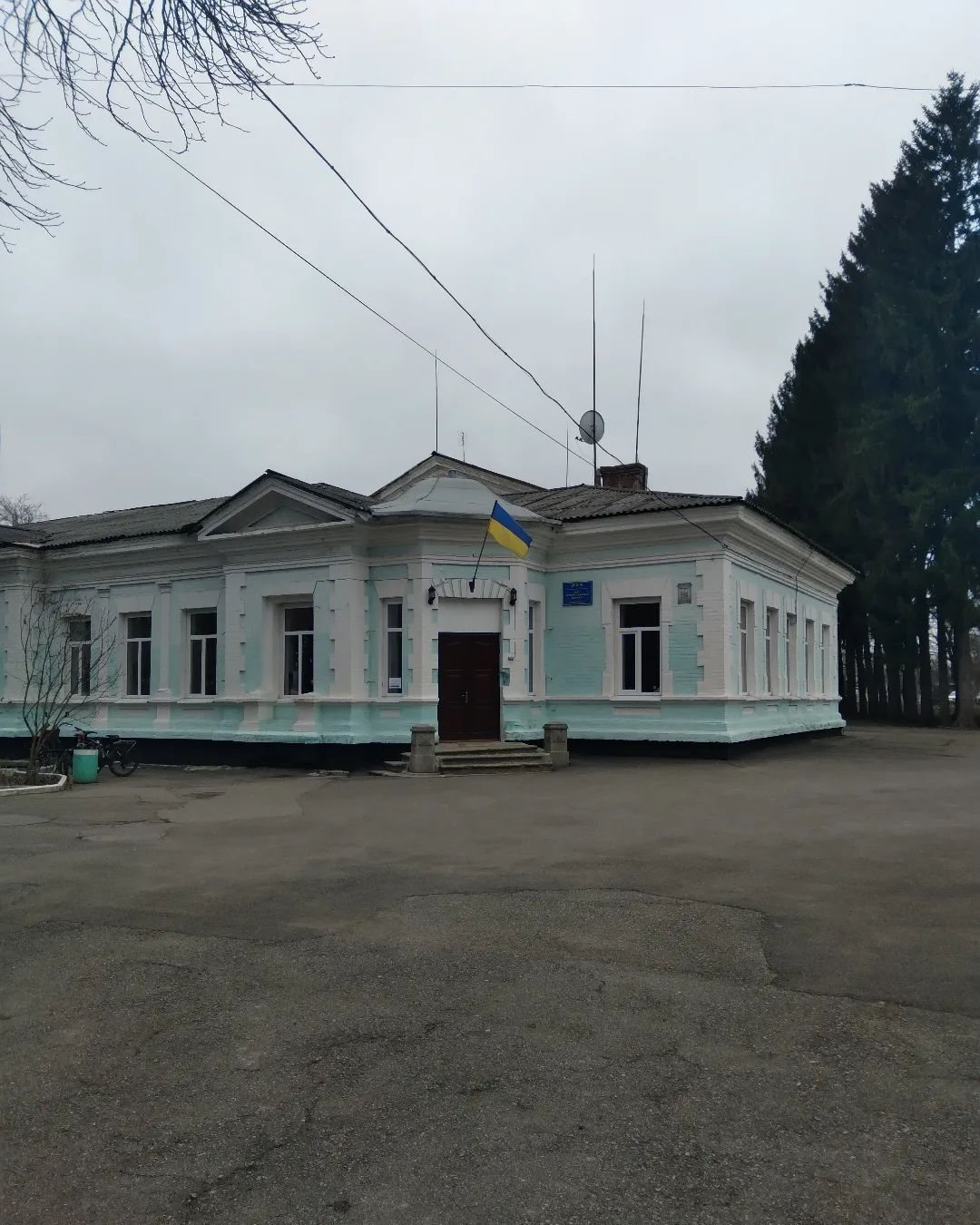
Будівля Центру дитячої та юнацької творчості, 2023 р.

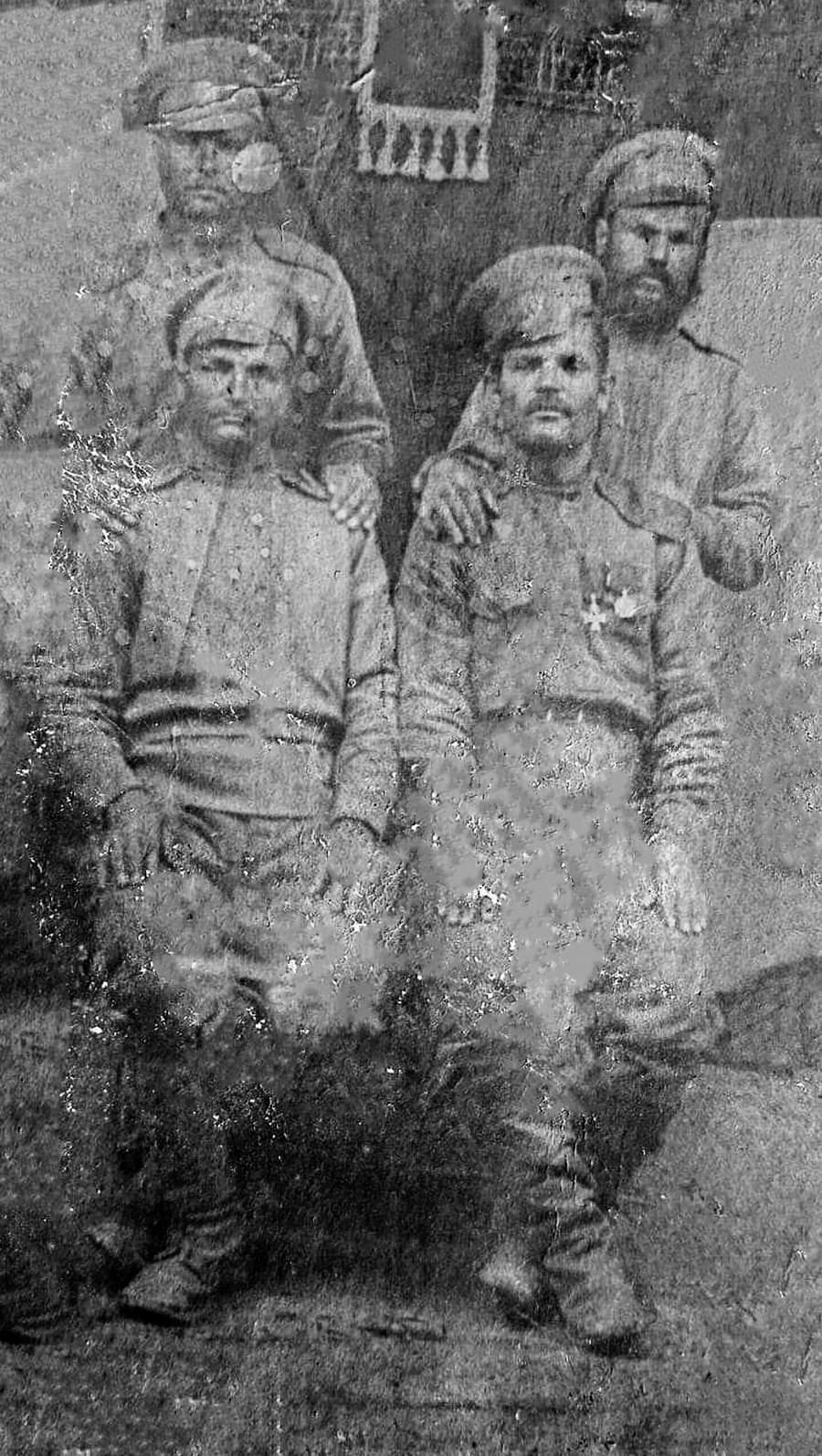
Солдати Першої Світової війни. Знам'янка, 1914—1915 рр.

Через чотири роки після заснування Знам'янки, у серпні 1873 року, відкрито рух поїздів на новозбудованій дільниці Знам'янка — Миколаїв, а ще через три роки — до Фастова. Тож протягом семи років станція стала важливим транспортним вузлом на перехресті залізничних колій Харків — Одеса та Київ — Миколаїв. Його розширення наступними роками зумовило швидке зростання населення пристанційних селищ.
Тривалий час Знам'янка була залізничною станцією 3-го класу, її депо спочатку налічувало 4 паровози. У грудні 1883 року тут закінчилося будівництво нового приміщення депо. Відтоді в ньому перебувало 29 паровозів та працювало 92 особи.

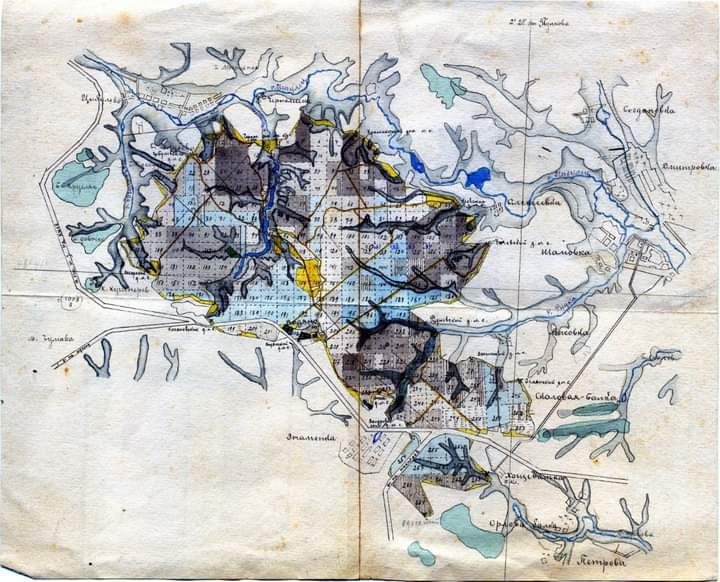
Знам'янка, мапа кінця XIX століття

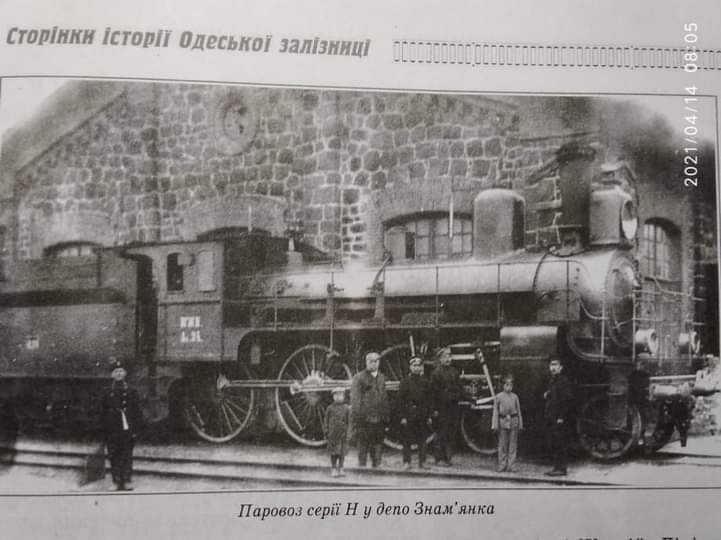
Знам'янка поч. XX століття

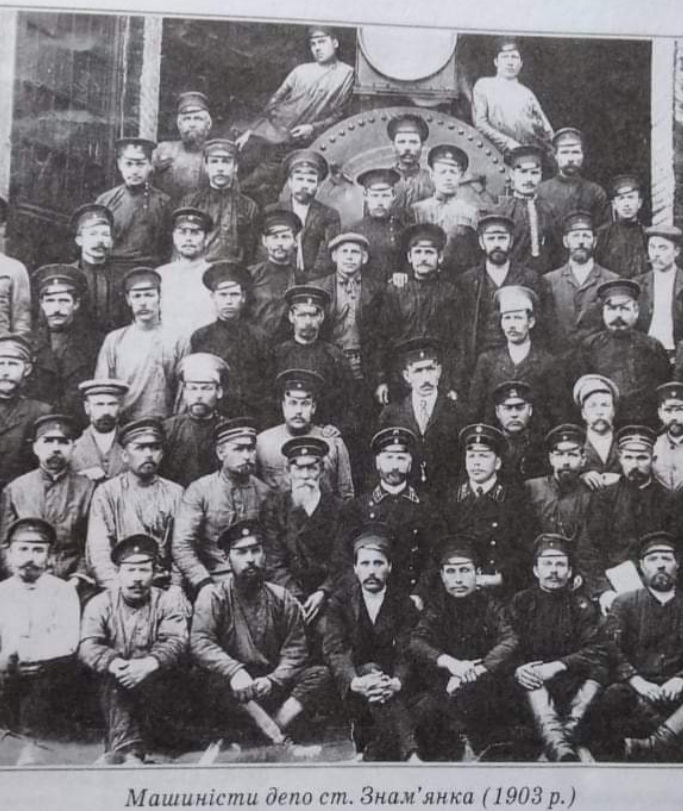
Знам'янка. Машиністи вагонного депо, світлина 1903 р.

У 1890-х роках XIX століття вузол щороку відвантажував до портових міст та в північному напрямку близько 600 тисяч пудів хліба, а 1913 року — 5 млн пудів. Того ж 1913 року було одержано 2 млн пудів різних товарів.
Одночасно з розбудовою станції на землях, які в поміщиків Осипових орендували переселенці з сусідніх сіл та з інших повітів, постало невелике селище залізничників — Осипове (центр нинішньої Знам'янки). 1886 року тут було 24 приватні будинки, землянка, 6 торговельних закладів. На той час у селищі мешкало 143 особи. На межі XIX — ХХ століть на південь від станції (також на землях, взятих в оренду) виникає ще одне селище — Ліницьке (пізніше — Наталівка, Козьми). Розширення залізничного вузла наступними роками зумовило швидкий приріст населення пристанційних селищ. 1913 року в Осиповому і Ліницькому налічувалося близько 6 тисяч жителів.
Селище Осипове, що прилягало до вокзалу від проспекту до вулиці Радянської (колишньої поліцейської).
Селище Лінницьке від вулиці Вокзальної до вулиці Рози Люксембург (колишньої Наталіївської) і до вулиці Селянської. Всі вулиці селища Лінницького було названо іменами членів поміщиці:
- вулиці Леніна і Карла Маркса були названі Ганнівською (мати поміщиці),
- вулиці Селянської і Рози Люксембург — Наталіївською (сама поміщиця),
- Червона площа — Анатоліївською (чоловік поміщиці),
- вулиця 40 років Жовтня — Юрівською (син поміщиці).

Наприкінці XIX століття Знам'янка стала важливим торговельним осередком півдня Російської імперії, з чого мали значний прибуток місцеві поміщики та купці. Водночас тут сформувався один із найбільших на півдні Російської імперії ринків робочої сили.

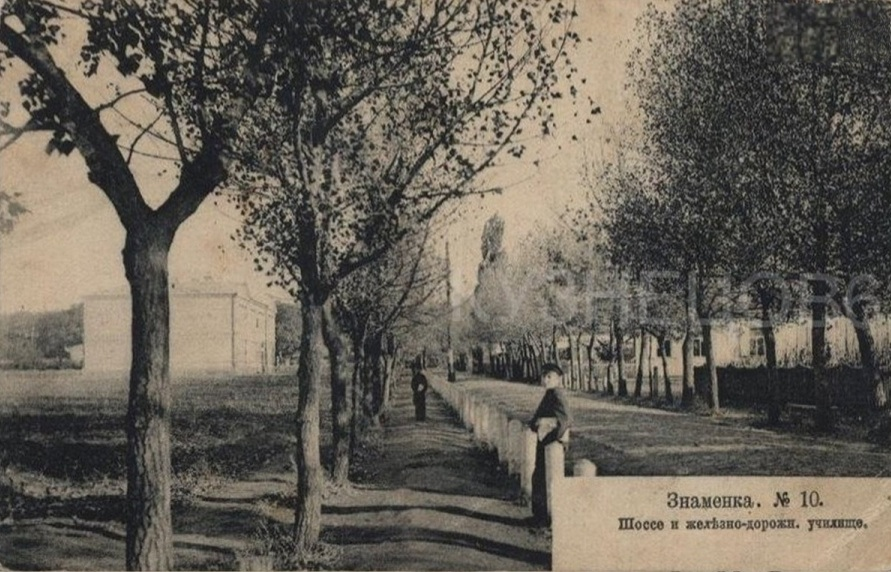
центральна вулиця Знам'янки у 1915 р.

У 1910-х роках XX століття в Знам'янці були відкриті контори трьох акціонерних банків і товариство взаємного кредиту, обіг якого за перший же рік діяльності становив 8 млн. карбованців. Значно розвинулися лісові промисли: деревообробний, меблевий, теслярний, і токарний.
30 квітня 1892 року у Знам'янці почав діяти лікувально-продовольчий пункт. Його працівники реєстрували заробітчан, здійснювали санітарний нагляд за ними, подавали амбулаторну допомогу хворим, давали дешеві обіди. Першим завідувачем Знам'янського лікувально-продовольчого пункту став лікар залізничної лікарні, брат видатного українського композитора Миколи Лисенка — Андрій Лисенко, досвідчений фахівець.
З історією Знам'янки кінця XIX — початку XX століття пов'язано життя і діяльність відомих діячів української культури. Улітку 1892 року тут перебували сім'ї композитора Миколи Лисенка та драматурга Михайла Старицького. В Орловій Балці Микола Лисенко зустрічався з Каролем Шимановським — майбутнім видатним польським композитором, працював над оркестровкою опери «Тарас Бульба». Теплу згадку про Знам'янку й Орлову Балку залишив польський письменник Ярослав Івашкевич. Михайло Старицький написав тут драму з народного побуту «Без світу».

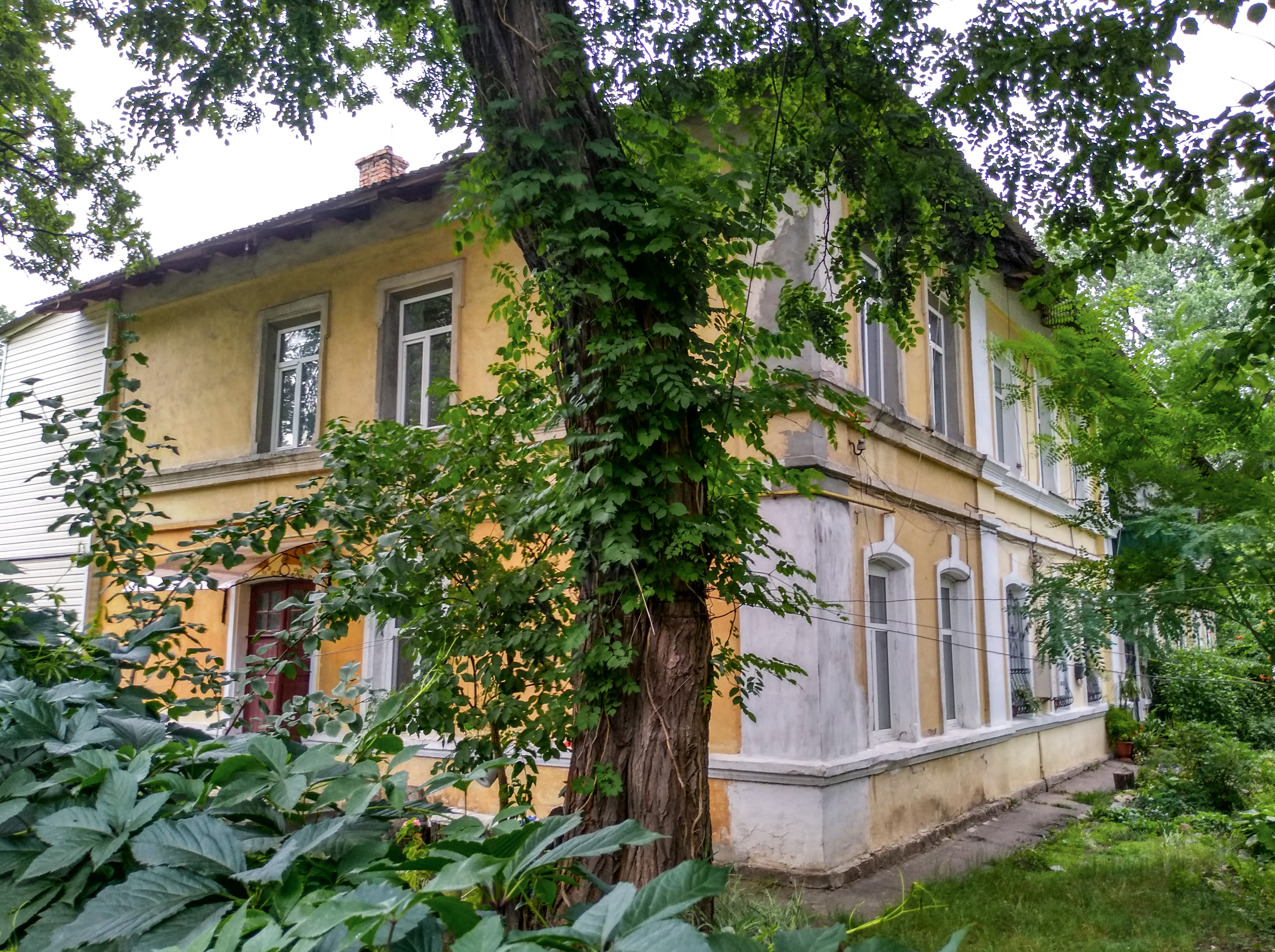
житловий будинок Лисенка

За порадою і творчою допомогою Старицького Андрій Лисенко 1898 року зорганізував серед робітників станції і депо аматорський музично-драматичний гурток. Однією з перших гуртківці поставили п'єсу «Не судилось». Тут провів своє дитинство і артист Юрій Лисенко, який згодом працював у театрі разом з Марією Заньковецькою, Панасом Саксаганським та іншими видатними акторами.
Напередодні Першої світової війни завдяки загальному економічному пожвавленню в країні зросло значення Знам'янки як вузлової станції.

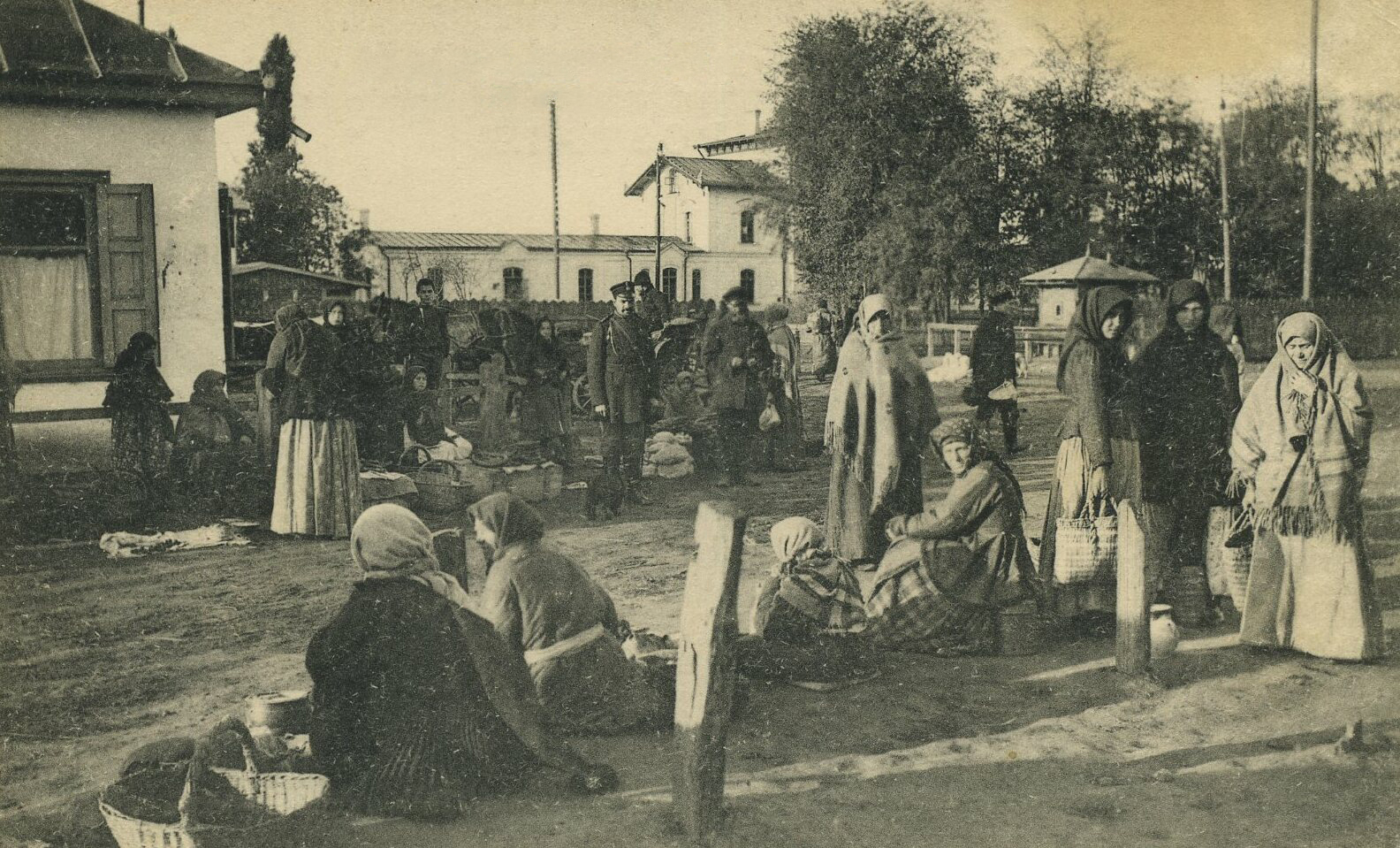
Знам'янський старий вокзал (зворотний бік)
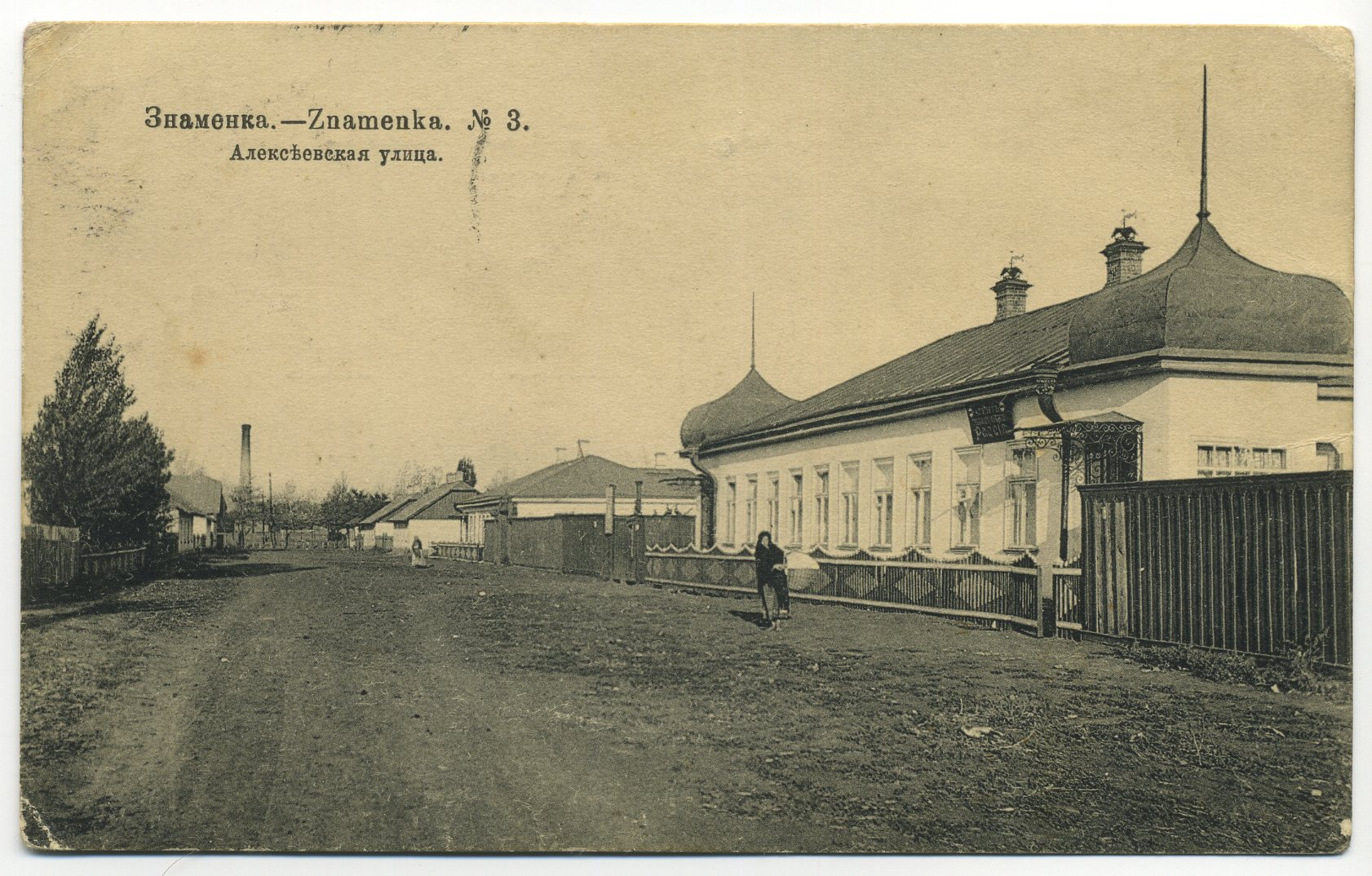
Олексіївська вулиця
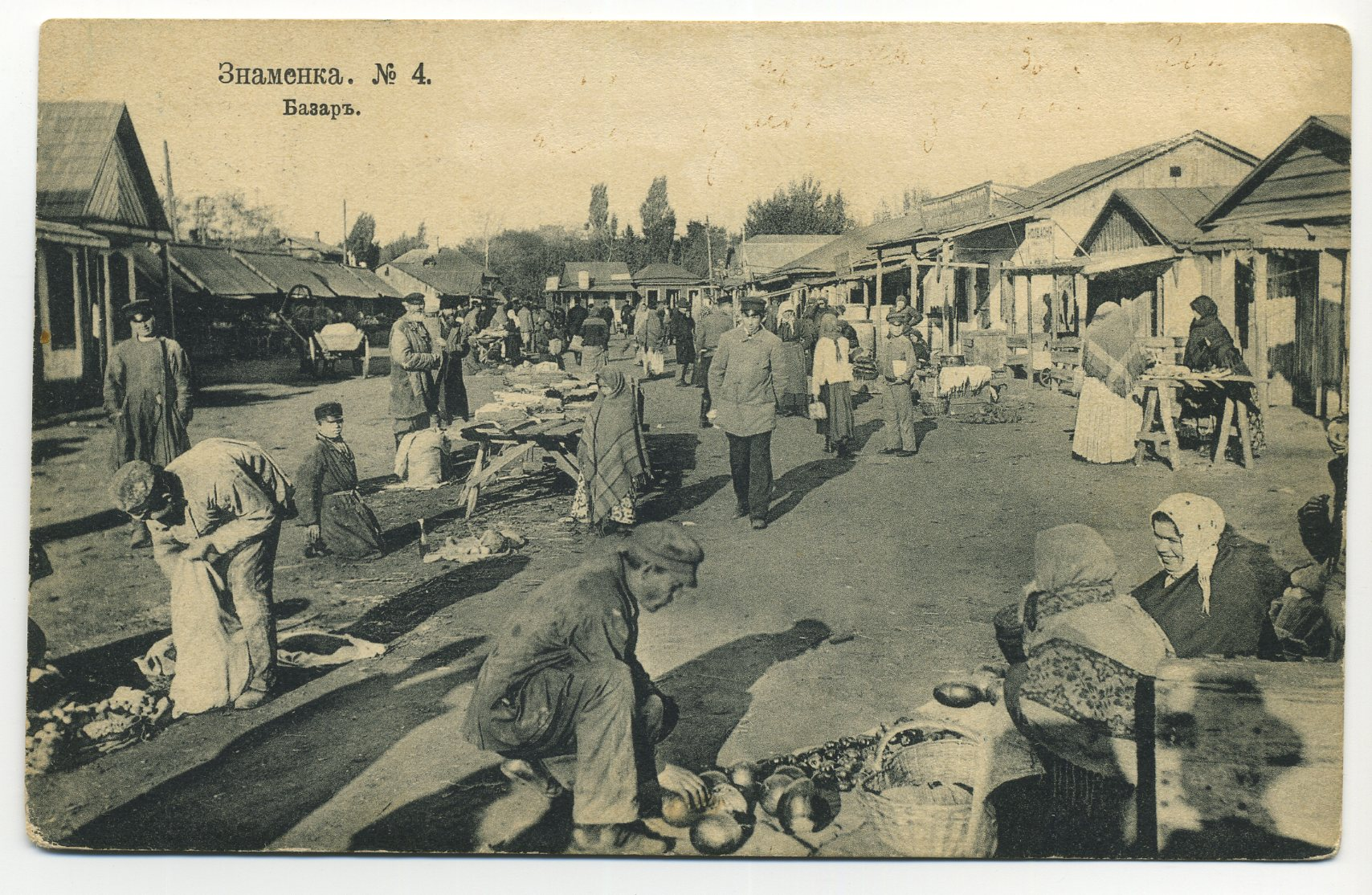
Базар

#### Період визвольних змагань 1917—1921 років

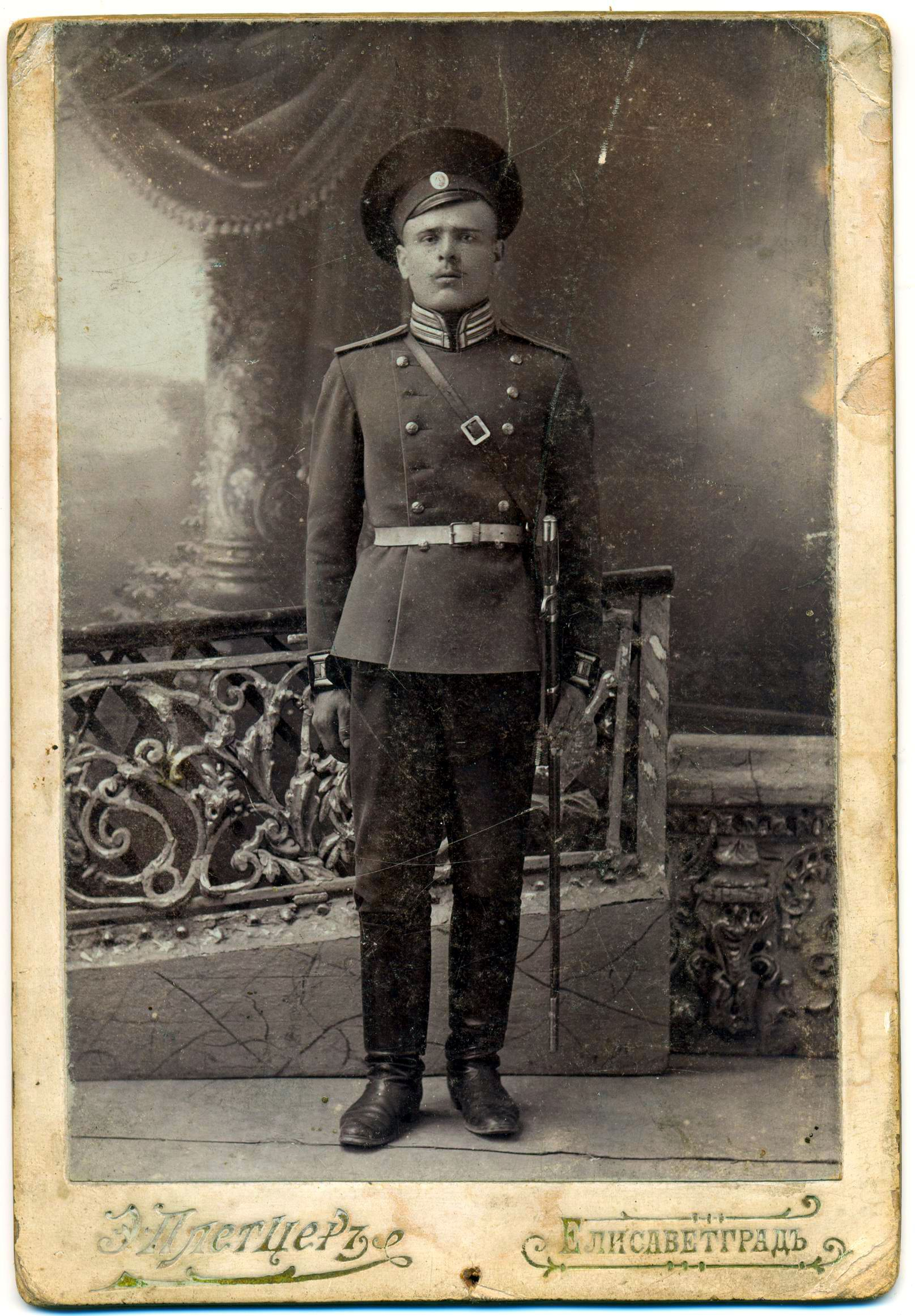
Отаман Кібець-Бондаренко Микола Степанович

Отаман Пилип Хмара

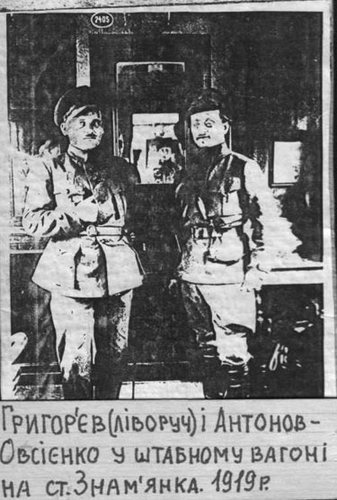
Отаман Никифор Григор'єв (праворуч)

Під час Української революції 1917—1921 років Знам'янка перебувала під владою різних військових формувань: уповноважені тимчасового уряду (меншовики), більшовики, представники Центральної Ради, Директорії УНР, Української держави, повстанці, представники Холодноярської Республіки.
Після Лютневої революції, 3-го березня 1917 року солдати з військових ешелонів роззброїли відділи жандармерії, захопили установи царської адміністрації і оголосили про результат революції на станції Знам'янка.
Наприкінці 1917 — на початку 1918 року після Третього і Четвертого Універсалу у Знам'янці діяла адміністрація УНР і базувалися частини Вільних козаків.
19 січня — 20 березня 1918 року у Знам'янці діяла адміністрація більшовиків — ревком.
4 листопада 1918 — 5 лютого 1919 року у Знам'янці діяла адміністрація Директорії Української Народної Республіки.
3-23 травня Знам'янка перебувала під контролем формувань Никифора Григор'єва.
13 серпня — 22 грудня 1919 року Знам'янка перебувала під владою «білої армії».
У 1920 Знам'янку знову захопила радянська армія.

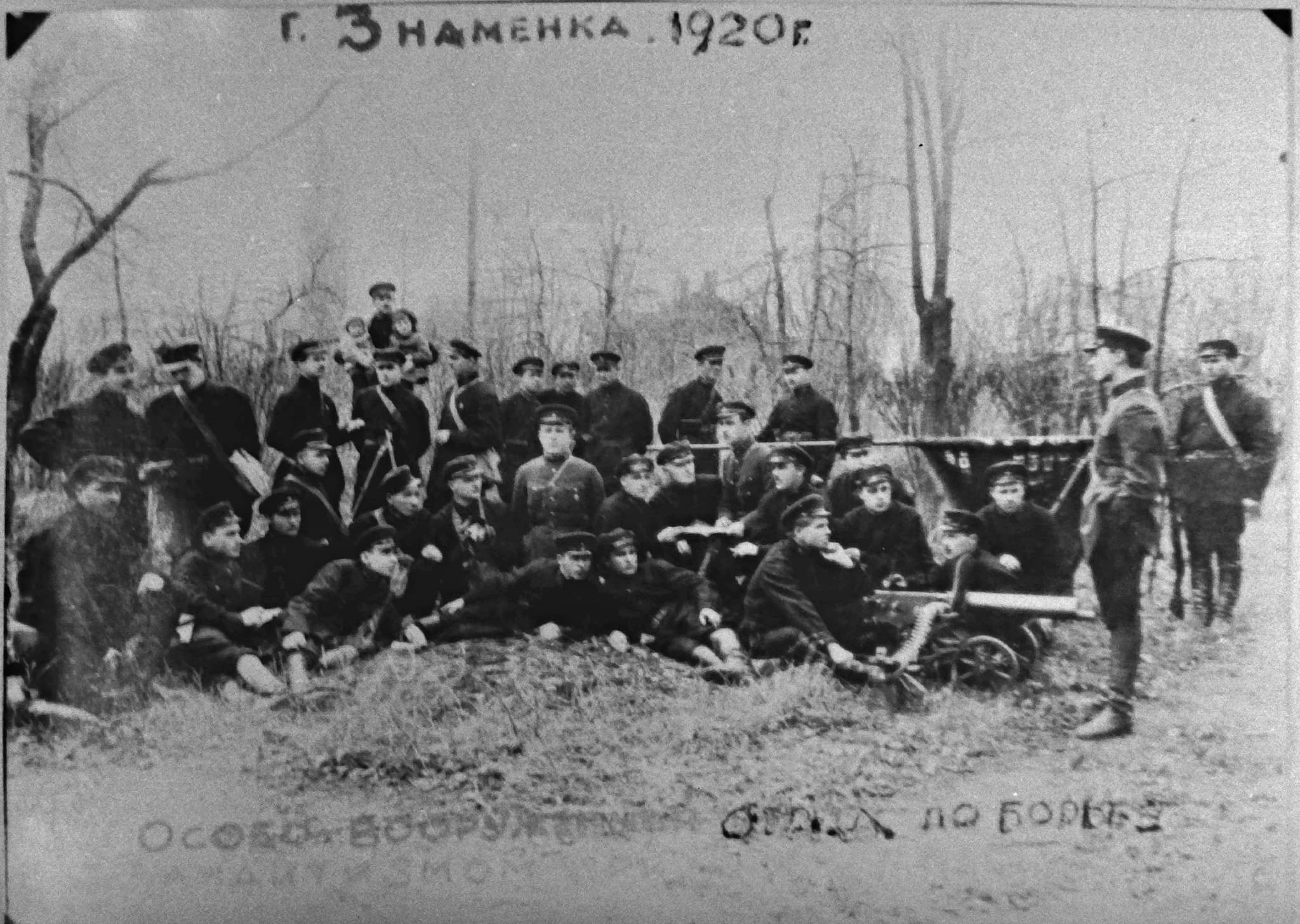
загін червоноармійців у Знам'янці, 1920

На окрему розповідь заслуговує діяльність загону Кібця, який діяв з 1920 року у Чорному лісі, узяв участь у Знам'янському повстанні. Загін Кібця на станції Знам'янка хитрощами роззброїв ескадрон червоної кінноти, захопив у полон і розстріляв комісара ескадрону Якова Галембу, який закатував його дружину й сина. У листопаді Кібець знову здійснив наліт на вузлову станцію Знам'янка. До кінця листопада 1920 року отамани Хмара і Кібець діяли біля Знам'янки — здійснювали диверсії на залізницях, зупиняли потяги, знищували відділи червоноармійців і ЧК.

Денис Гупало, Отаман Республіки Чорного Лісу

У 1922—1923 на території сучасних Знам'янської та Дмитрівської громад діяли холодноярці під проводом отаманів Дениса Гупало, Максима Терещенка та отамана на прізвисько Чорний Ворон

### Радянський період
Після радянсько-української війни у місті була остаточно встановлена радянська влада.
Становлення Знам'янки як міста відбулось у 1920 — 1930х роках. 7 березня 1923 року Знам'янка стала районним центром, якому підпорядковувалися 9 сільських рад. До 1925 року район входив до складу Олександрійського, а потім Єлисаветградського округу. З утворенням району село Хвощувате (Патрина) злилося з селищем.

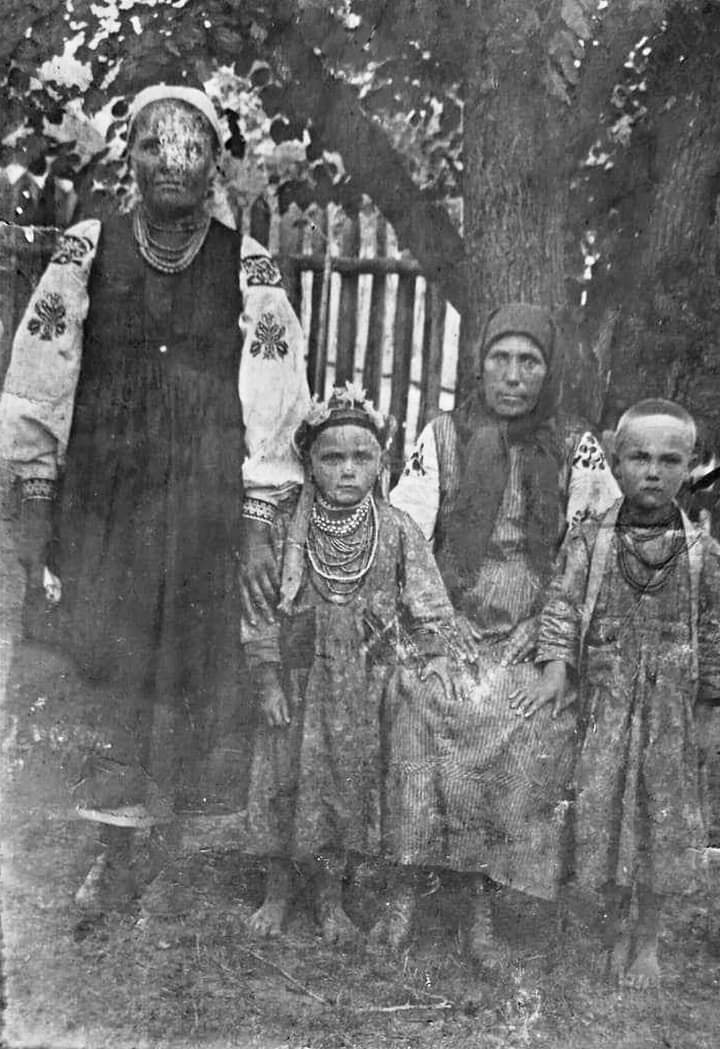
Cеляни, 1927 р.

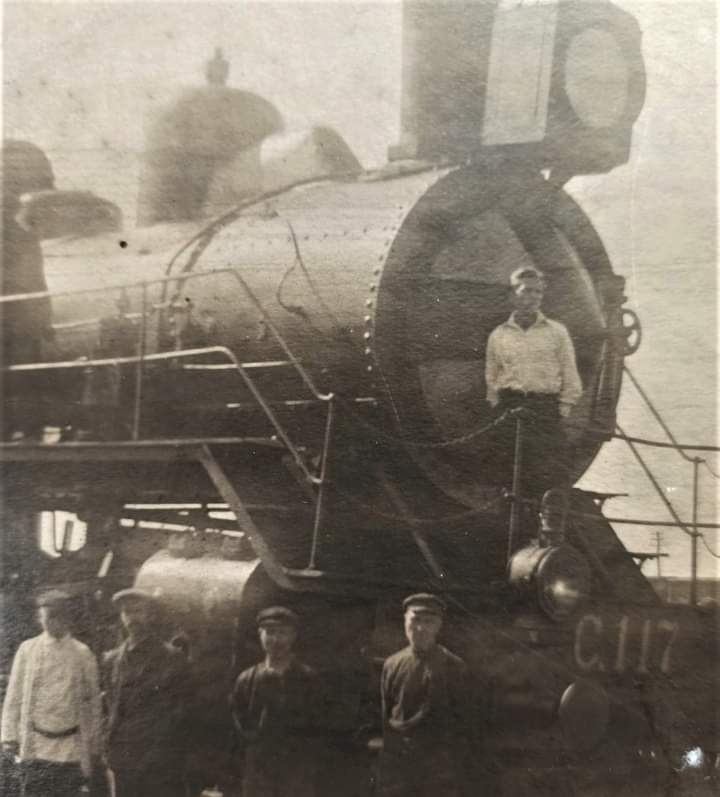
Знам'янка, поч. 1930х років

У роки перших п'ятирічок розширено паровозне й збудовано вагонне депо, автоконтрольний пункт і пункт технічного огляду. Зросла потужність електростанції, з'явилися нові локомотиви, верстати. Знам'янка стала однією з найбільших у Правобережній Україні «фабрик поїздів». Безперервним потоком в усі напрямки йшли звідси ешелони з рудою, нафтою, вугіллям, хлібом тощо. Розвивалася місцева промисловість. Наприкінці 1931 року створено деревообробний комбінат «Україна».
У травні 1930 року Знам'янці надано статус селища міського типу. Від 1932 року — райцентр Одеської області, від 1937 — Миколаївської, а від 1939 року — Кіровоградської області. У жовтні 1938 року робітниче селище Знам'янка 1, де проживало 14,6 тис. осіб, переведено до розряду міст районного, а у серпні 1939 року — обласного підпорядкування.

#### Сталінські репресії

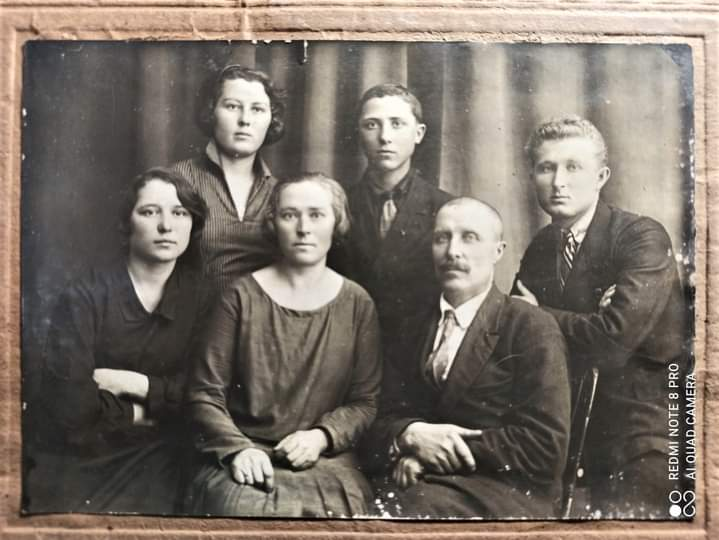
Репресовані знам'янчани, фото початку 1930х.

У Знам'янці було репресовано багатьох її жителів. Частина імен збереглася, однак більшість так і залишилися невідомими.
| - Антонова Лідія Василівна (педагог з Диківки), - Бочковий (майстер депо), - Вітохін Василь Хомич (помічник машиніста), - Голубничий Герасим Никонович (начальник паровозного депо), - Гуржій Степан Іванович (головний кондуктор), - Дятлов (начальник політвідділу відділку залізниці), - Завиша Едуард Карпович (бухгалтер залізничної лікарні), - Замуренко, - Запаренко Костянтин Зіновійович (слюсар паровозного депо), - Зозуля Айзек Беньяминович (завідувач Знам'янської районної друкарні), - Іздобський Костянтин В'ячеславович (провідник вагонів), - Ківенко Василь Устимович (стрілочник), - Конраді (секретар партійного бюро паровозного депо), | - Лопатіна Галина Василівна (педагог з Казарні), - Людвинський (машиніст), - Мадлішевський Анатолій Вільгельмович (помічник машиніста), - Новицький Роман Петрович (завідувач магазину), - Петров Гаврило Митрофанович, - Попов Іван Давидович (директор ринку), - Пурис Олександр Михайлович (заступник начальника Центрального апарату Народного комісаріату шляхів), - Симонович Іван Володимирович (машиніст), - Стаскевич Віктор Йосипович (розсильний дистанції колії), - Точинський Антоній Северинович (головний інженер Головного управління металургії Раднаркому СРСР), - Флоринцев Григорій Пилипович (котельник паровозного депо), - Царенко Григорій Давидович (помічник машиніста), - Яровий Леонтій Вакулович (машиніст паровоза). |

#### Голодомор
Під час організованого радянською владою Голодомору-геноциду 1932—1933 років помер щонайменше 891 житель міста. Здебільшого в районі старого залізничного вокзалу з товарних вагонів 1933 року падали знесилені люди з сільських місцевостей що намагались виїхати у великі міста. Їх ховали такі ж голодні біля самого вокзалу чи на прилеглій території. На сучасній території будівельно-монтажного поїзда є поховання жертв голодомору 1921 — 1923 і 1932 — 1933 років .

Згадує ветеран Другої Світової війни Г. І. Ніклонський: 
|  | Я був свідком жахливої картини, коли екскаватор проривав траншею, це від теперішньої насосної станції вгору, що поруч із залізничним полотном, і натрапив на масове захоронення людей… |

Колишній працівник вагонного депо Б. П. Приходько розповідає: 
|  | Сам бачив купи кісток, коли рили траншею (між огорожею елеватора і залізничним полотном), у деякий місцях по останках можна було розпізнати дітей, жінок… Так їх знову і загорнули… |

### Друга світова війна

##### Повсякденне життя
5 серпня 1941 року німецькі нацисти захопили місто. Знам'янка увійшла до складу Олександрійського ґебіту. Протягом 857 днів і ночей Знам'янка знаходилася під нацистською окупацією. За цей період нацисти розстріляли 753 мирних мешканців, замучили живцем 188 осіб, примусово вивезли зі Знам'янки до Німеччини 1121 особу.
Мешканка Знам'янки часів німецько-радянської війни, 7 листопада 1943 року записала до свого щоденника:

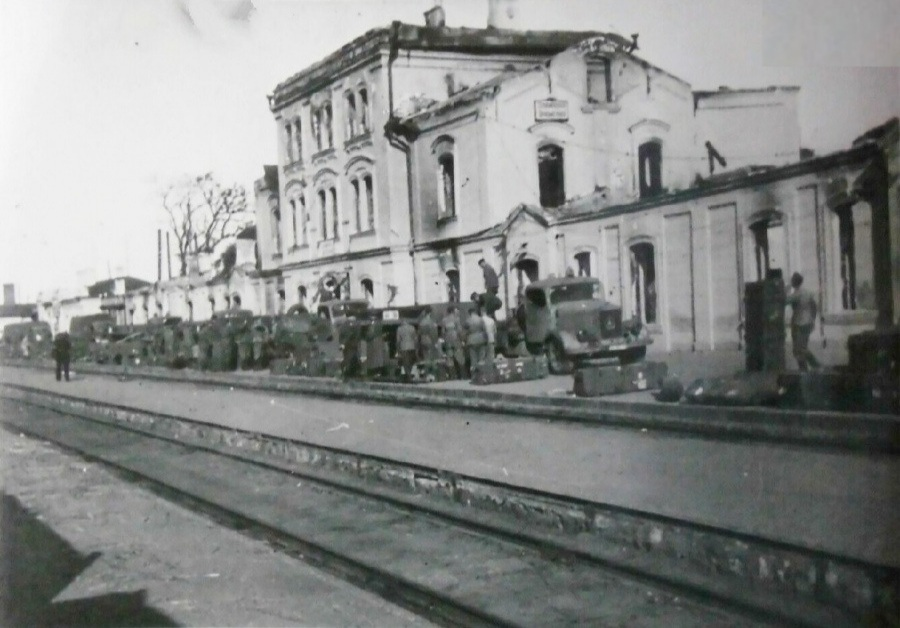
Знам'янський старий вокзал, 1941

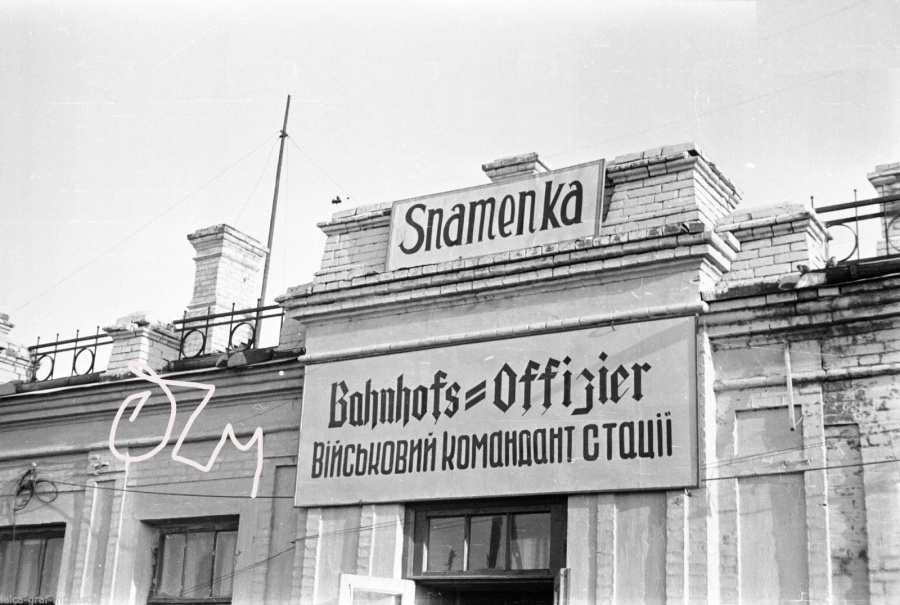
Знам'янський старий вокзал, 1942

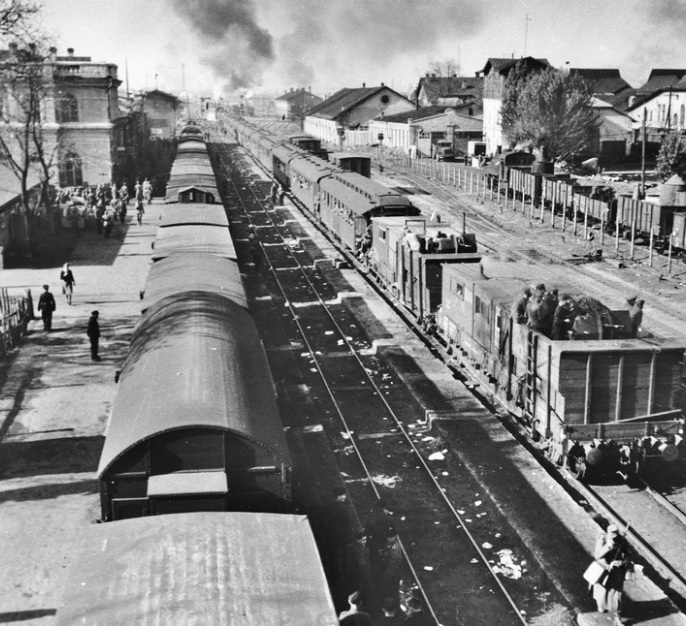
Німецькі потяги у місті, 1942

|  | За кордоном, у росіян, святкують 26-ту річницю Жовтневої революції. А ми... чекаємо, що Знам'янку також привітають. Бомбами. Оригінальний текст (рос.) За границей, у русских, празднуют 26-ю годовщину Октябрьской революции. А мы… ждем, что Знаменку тоже поздравят. Бомбами. |

#### Партизанська боротьба проти нацистів

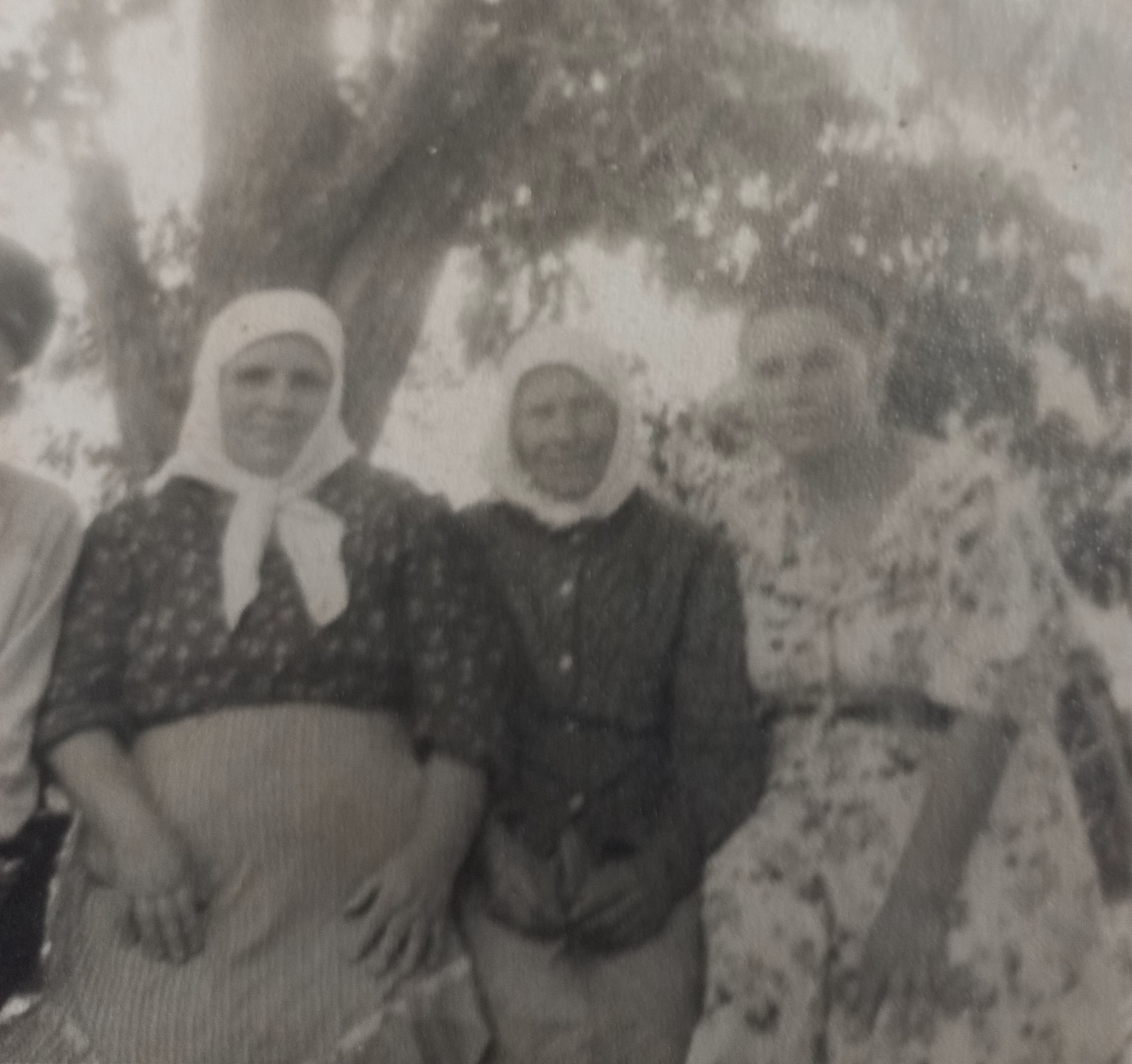
Лукія Стаченко (по центру) разом з родиною, фото 1955 року

У період 1941—1943 років район Чорного лісу став одним із центрів партизанського руху на Кіровоградщині. Тут діяв штаб партизанського руху Кіровоградської області, яким керував знам'янчанин М. М. Скирда, випускалася газета штабу партизанського руху Кіровоградщини. На станції і паровозному депо діяли підпільно-диверсійні групи А. І. Олександрова, В. Ю. Рожка, О. С. Климової, Г. Ф. Соколюка. Також, в грудні 1941 року у кількох районах Кіровоградщини, в тому числі Знам'янському, було створено націоналістичне підпілля ОУН-УПА. У 1942 році гестапо вдалося розгромити націоналістичне підпілля в Кіровограді, Аджамці, Фундукліївці, Знам'янці. Через жорсткий контроль у місті ще одним осередком спротиву окрім лісу стали місцеві села, звідки нацисти викрадали навіть дітей і відправляли у якості остарбайтерів до Німеччини. Особливо з осіб що чинили спротив виділяється мешканка Новоолександрівки, Лукія Юхимівна Стаченко (1879-1973) що готувала хліб партизанам Чорного лісу.
На станції Знам'янка формували і відправляли на фронт щодня по декілька військових ешелонів. Усі служби вузла працювали чітко і злагоджено, попри те, що багато залізничників пішло на фронт. Особливо активізувалися дії партизанів на початку 1943 року.

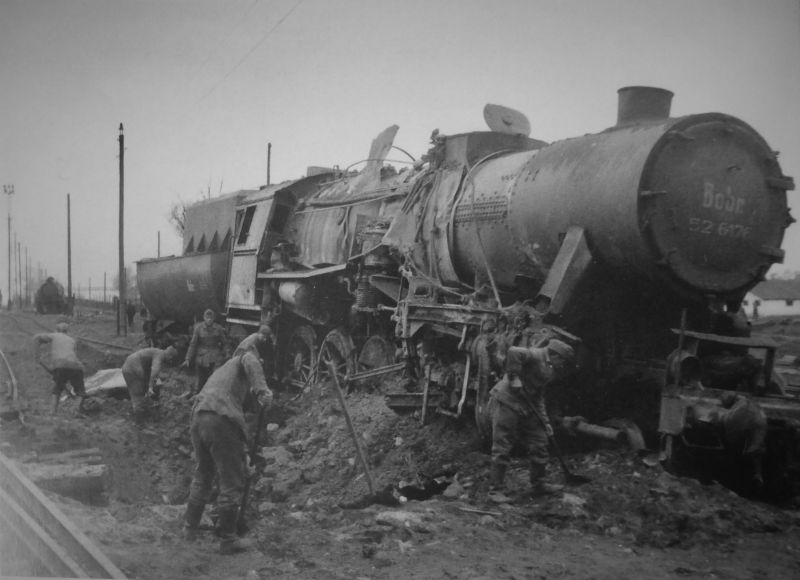
Німецький паровоз підірваний радянськими партизанами, 1943

Восени 1943-го до Знам'янки наблизилась Червона армія. 19 жовтня битву за місто розпочали літаки, а в ніч проти 9 грудня, після тривалої артпідготовки, почався штурм вузла. Наступальну операцію здійснювали частини 18-го і 29-го танкових корпусів 5-ї гвардійської танкової армії під командуванням генерал-полковника П. О. Ротмістрова, 6-ї, 110-ї гвардійських стрілецьких дивізій 5-ї гвардійської армії, якою командував генерал-лейтенант О. С. Жадов, та стрілецький корпус, який очолював генерал-майор О. І. Родимцев. У звільненні міста від німецьких загарбників активну участь взяли партизанські загони під командуванням І. Д. Діброви, Є. І. Петрова, М. П. Кришталя, Г. М. Володіна, І. Ф. Присяжнюка, а також підпільники знам'янських диверсійних груп.
Понад 1000 жителів Знам'янки, які в складі військ Червоної армії воювали на фронті, нагороджено орденами і медалями СРСР. У Знам'янці народилися два Герої Радянського Союзу — О. П. Осадчий і П. К. Філоненко.

#### Боротьба українських націоналістів за незалежність України

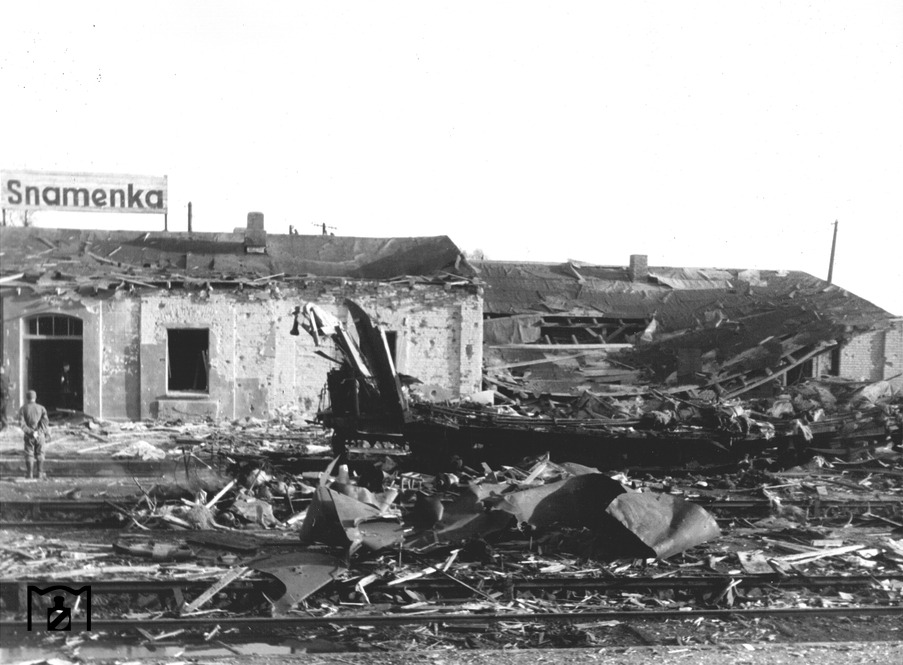
Руїни старого вокзалу після бомбардування Червоною армією, 1943

Зв'язківець Української повстанської армії Семен Сорока згадує: 
|  | У нас на Кіровоградщині теж були упівці і боролися… Не Скирда, який сидів в Дмитрівському чи Іванківському лісі недалеко від Знам’янки. Він там нічим не займався, він тільки займався… Брали дівчат, ґвалтували їх, у розход пускали або виганяли. А воювали, наприклад, у Чорному лісі – це загін В’ячеслава, Енея… Тут були ці люди, які воювали, що кожного дня були бої. Бо ті хлопці, які сиділи в Дмитрівці і в Знам’янці, передавали німцям, що пішли туди, то туди пішли упівці. Партизани й німці ганялися за ними. Тому що, виходить, що радянські партизани замість того, щоб боротися, бігали позаду і взнавали де вони, і передавали німцям. |

У роки німецької окупації Знам'янки проти нацистів боролися не тільки партизани-комуністи, а й українські націоналісти. Коли націоналістичний рух почав розвиватися й ставити завдання боротьби на два фронти — проти більшовиків і німців, та створення самостійної української держави, німці почали репресувати українських націоналістів. Влітку 1943 року, напередодні проведення гітлерівцями каральної операції проти радянських партизанів у Чорному лісі біля Знам'янки, співробітники СД розстріляли військовослужбовців-українців з шуцманшафтбатальйону 124, причетних до організації українських націоналістів. Незважаючи на глибоку конспірацію, гестапо вдалося розгромити Знам'янське повстанське підпілля.
9 грудня 1943 Знам'янку зайняли радянські війська.

### Після Другої Світової війни

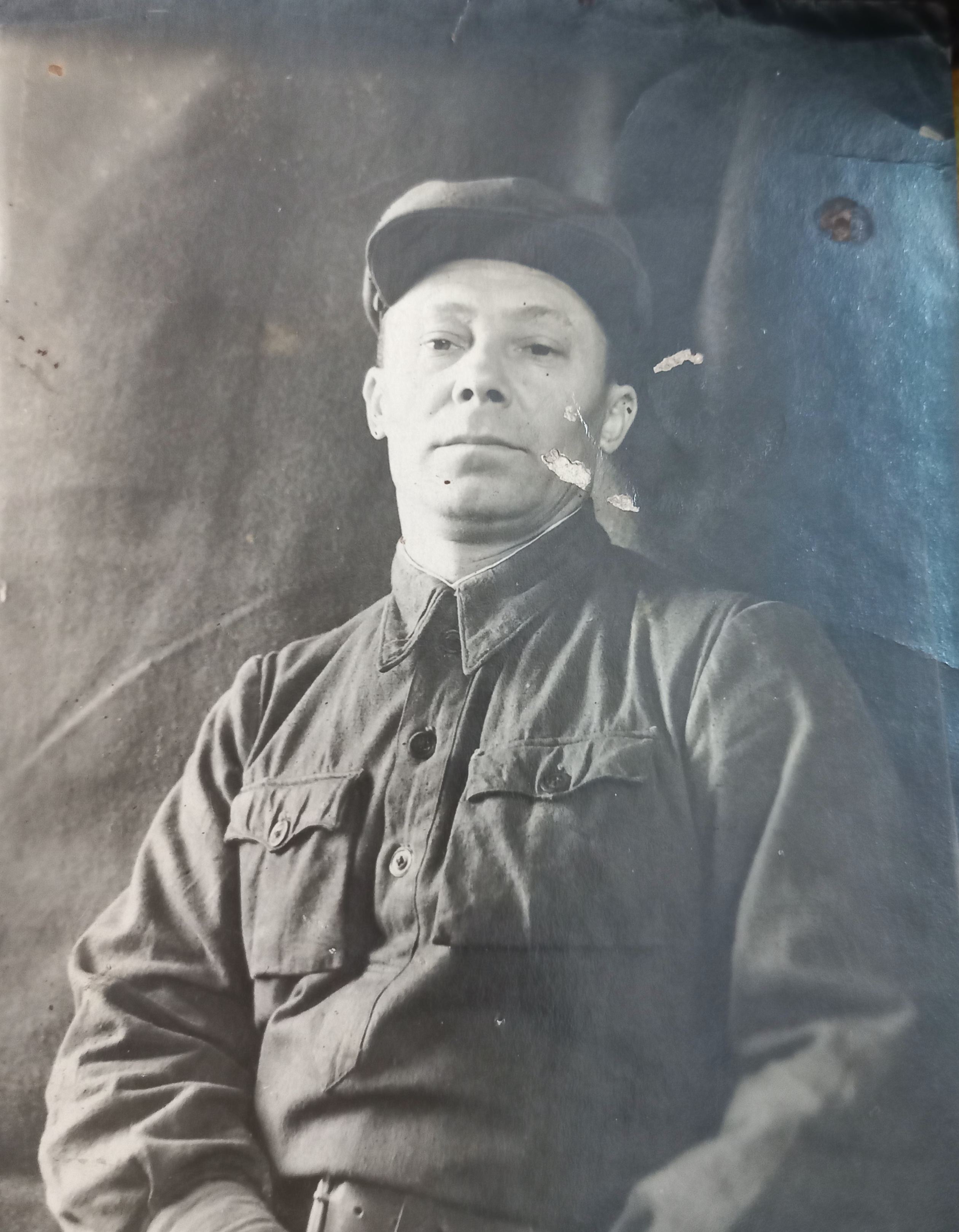
Панас Кравцов, один з місцевих жертв репресій

У жовтні 1946 року виконком міської ради затвердив схему генерального плану забудови Знам'янки. Розширилася привокзальна площа, почалося озеленення міста, брукування вулиць. Наприкінці 1949 року в місті стали до ладу основні магістралі водопостачання; промисловість і транспорт почали одержувати електроенергію з Олександрії.
Наприкінці 1940х у СРСР були розгорнуті репресії проти фронтовиків та інвалідів Другої Світової війни, як частина сталінських репресій. Частину з них розстріляли, іншу частину вивезли на далекі острови Півночі та у глухі кути Сибіру. Як приклад можна привести історію Панаса Кравцова, учасника радянсько-фінської та Другої світової війни що двічі потрапив у німецький полон, а після війни був розлучений з родиною і висланий на Камчатку .
Після третього Голодомору 1946-1947 років серед місцевих жителів закріпилась приказка "їж спокійно, в тебе ніхто не забирає".
З 1950 року у місті існує військовий цвинтар на якому поховано 150 воїнів, серед яких уродженець Московської області, Герой Радянського Союзу, Галочкін Віктор Іванович (06.07.1925 - 15.12.1943) .

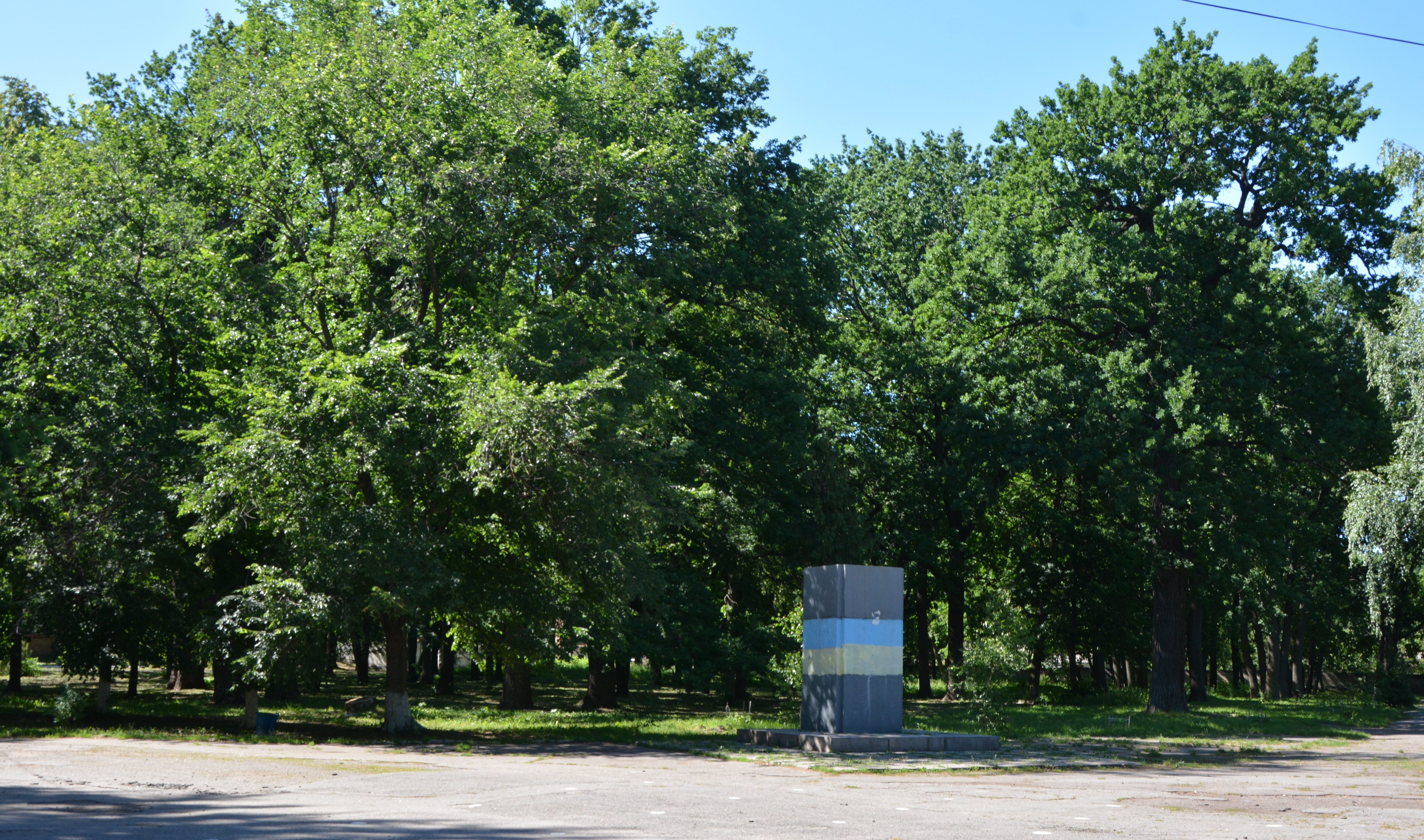
Демонтований пам'ятник Леніну, 2014

У 50-ті роки в Знам'янці розгорнулося спорудження багатьох підприємств, реконструкція наявних. 1952 року закінчилося будівництво пасажирського вокзалу. Розширення колійного господарства дало змогу збільшити пропускну здатність вузла. У грудні 1959 року вузол одержав струм із Кременчуцької ГЕС, завдяки чому в 1962 році стало можливим електрифікувати дільницю Знам'янка — П'ятихатки, а в наступному році — дільницю Знам'янка — Миронівка.
1965 року в Знам'янці почав працювати потужний маслосирзавод — найбільше в області підприємство молочної промисловості. 1971 року став до ладу хлібозавод з продуктивністю 50 тонн виробів за добу.
У центрі та на околицях міста поступово постають масиви багатоповерхових житлових будинків із комплексами підприємств побутового обслуговування.
В 1966 була відкрита Знам'янська бальнеологічна лікарня на базі місцевих джерел мінеральної радоново-вуглекислої води. У 1960-х були збудовані 5-ти поверхові житлові будинки, у 1977 було відкрито міський Палац Культури, а у 1980х було збудовано 9-ти поверхові житлові будинки.

### Після відновлення незалежності України
Під час Революції Гідності 21 лютого 2014 року у Знам'янці відбулось народне Віче політичних і громадських організацій та громадськості міста. Учасники Віча звернулися до міської ради з вимогами реформ у місті та кадрових змін у його керівництві
. Протягом періоду Антитерористичної операції на сході України (2014—2018) та Операції Об'єднаних Сил (2018—2021) у бойових діях взяло участь майже 1000 знам'янчан. 12 загинуло, на честь одного з них у місті було названо центральну вулицю
2020 року було створено Знам'янську міську територіальну громаду.
У 2022—2023 під час Повномасштабного російського вторгнення у Знам'янці активізувався волонтерський рух. Наприкінці 2022 у місті стояв Пункт Незламності.

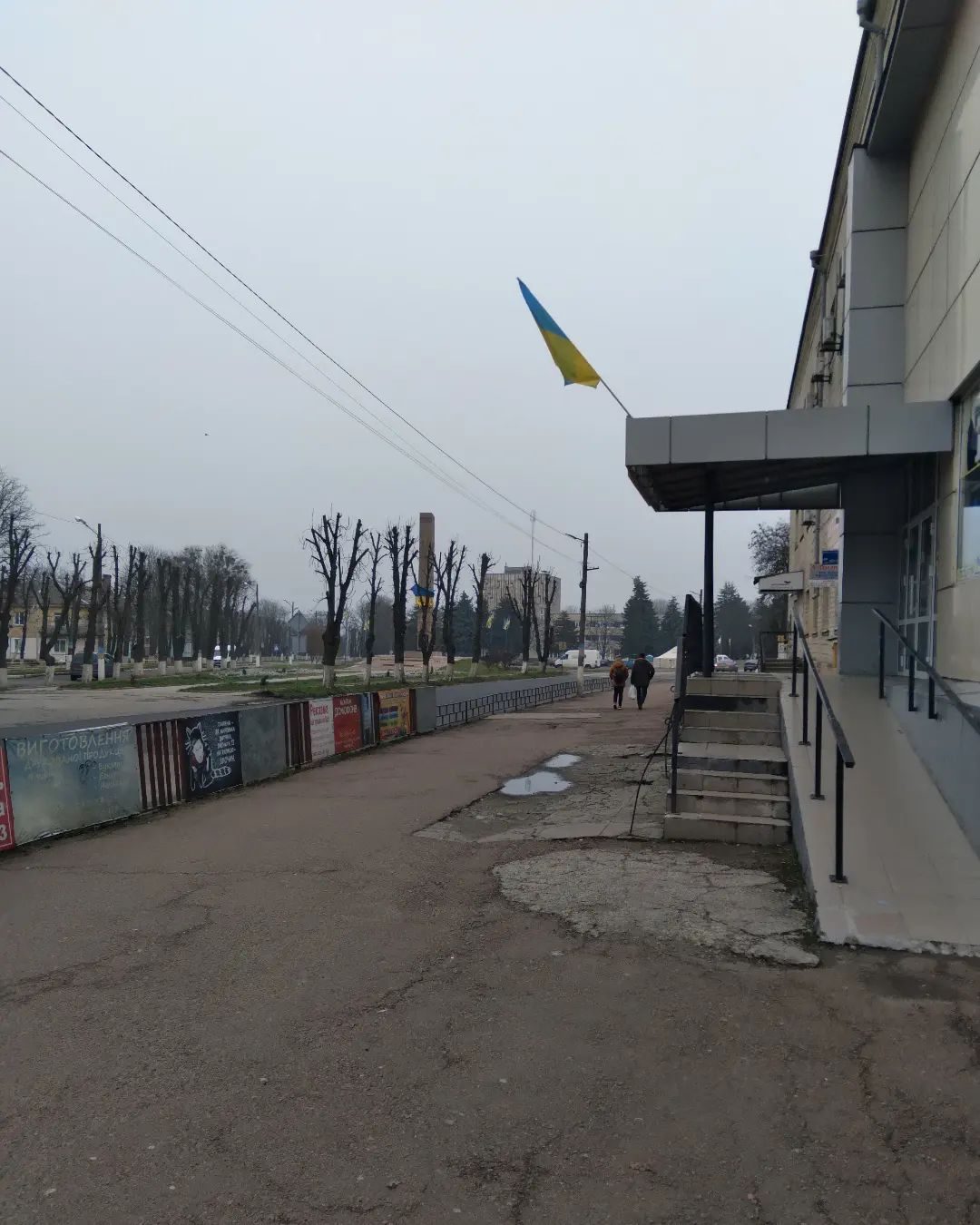
Центр міста, 2022

У 2023 в центрі міста стояв аеромен у вигляді пса Патрона.
6 серпня 2023 біля Палацу Культури виступав оркестр 3го окремого полку спецпризначення імені князя Святослава Хороброго.
Також Знам'янка стала притулком для кількох тисяч біженців з південного сходу країни.
У роки повномасштабного вторгнення у місті розгорнувся ряд корупційних скандалів, найвідоміші з яких були пов'язані зі зведенням площі перед міським Палацом Культури, яке тривало з травня по грудень 2023 року обійшовшись в майже 10 млн гривень з місцевого бюджету , та ремонтом вул. Соборної що тривав з грудня 2023 по листопад 2024 та коштував 40 млн гривень . При цьому міська рада та місцеві організації закликали робити донати на потреби ЗСУ .
За повідомленнями міської ради, за три роки повномасштабного російського вторгнення Знам'янстка громада втратила 110 воїнів.

## Почесні громадяни міста
27 жовтня 1967 року народні депутати Знам'янської міської ради затвердили Положення про надання звання «Почесний громадянин міста Знам'янки». Нині є такі почесні громадяни:
- Скирда Михайло Михайлович,
- Найденко Пилип Мартинович,
- Булах Костянтин Омелянович,
- Волошаненко Сергій Микитович,
- Рикунов Георгій Сергійович,
- Кузнецов Віталій Георгійович,
- Лінник Михайло Никифорович,
- Горбунов Федір Іванович,
- Шкода В'ячеслав Євгенович,
- Рябошапка Олександр Антонович,
- Джулай Володимир Олександрович
- Голий Віктор Анатолійович,
- Цуркан Дмитро Володимирович,
- Носкова Катерина Володимирівна[27],
- Капелюха Сергій Вікторович[28].
- Загравенко Анатолій Романович
- Трубін Сергій Сергійович
- Єфремов Дмитро Сергійович
- Кісліченко Дмитро Валерійович

## Населення

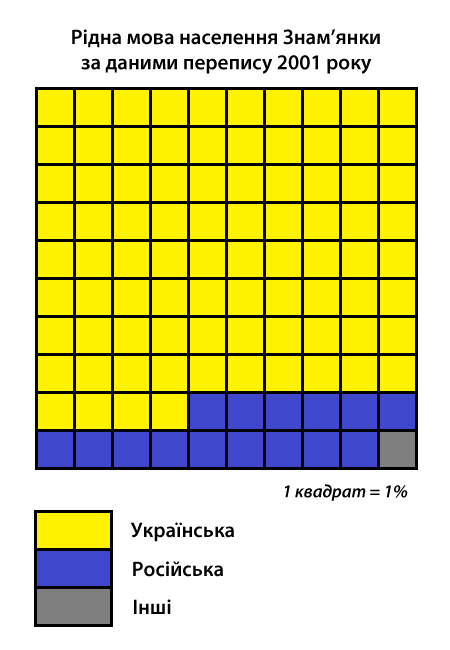
Рідна мова населення Знам'янки за даними перепису 2001 року

1894 року у місті проживало 2500 осіб, здебільшого залізничники й ремісники
1926 року в Знам'янці жило 9035 осіб, а 1930 — 11143 жителі, 30 % яких працювали на залізниці.
За підсумками Всеукраїнського перепису населення 2001 року в місті проживало 29 200 осіб. Це на 7,9 % менше, ніж було в 1989 році.
На 1 січня 2014 року в місті проживало 23 743 осіб.

### Національний склад
Національний склад населення за даними перепису 2001 року:
| Національність  | Відсоток |
| --------------- | -------- |
| українці        | 83,50%   |
| росіяни         | 14,16%   |
| білоруси        | 0,49%    |
| вірмени         | 0,46%    |
| молдовани       | 0,27%    |
| роми            | 0,22%    |
| татари          | 0,10%    |
| інші/не вказали | 0,80%    |

### Мовний склад
Рідна мова населення за даними перепису 2001 року:
| Мова            | Чисельність, осіб | Відсоток |
| --------------- | ----------------- | -------- |
| Українська      | 24 587            | 84,10%   |
| Російська       | 4 322             | 14,78%   |
| Вірменська      | 122               | 0,42%    |
| Білоруська      | 44                | 0,15%    |
| Ромська         | 42                | 0,14%    |
| Румунська       | 30                | 0,10%    |
| Болгарська      | 6                 | 0,02%    |
| Польська        | 2                 | 0,01%    |
| Німецька        | 2                 | 0,01%    |
| Інші/Не вказали | 77                | 0,27%    |
| Разом           | 29 234            | 100%     |

## Релігія
У місті зареєстровано 14 релігійних громад:
- Українська православна церква Московського патріархату:
  - храм Святого Андрія,
  - храм Святої мучениці Тетяни,
  - храм Свято-Знамення Богородиці;
- Православна церква України:
  - церква Святої мучениці Тетяни,
  - Свято-Троїцька церква;
  - храм Покрови Пресвятої Богородиці[33];
- Українська греко-католицька церква:
  - храм Успіння Пресвятої Богородиці[34];
- Євангельські християни-баптисти (3 громади);
- Християни віри євангельської (3 громади);
- Свідки Єгови (1 громада);
- Адвентисти сьомого дня (1 громада).

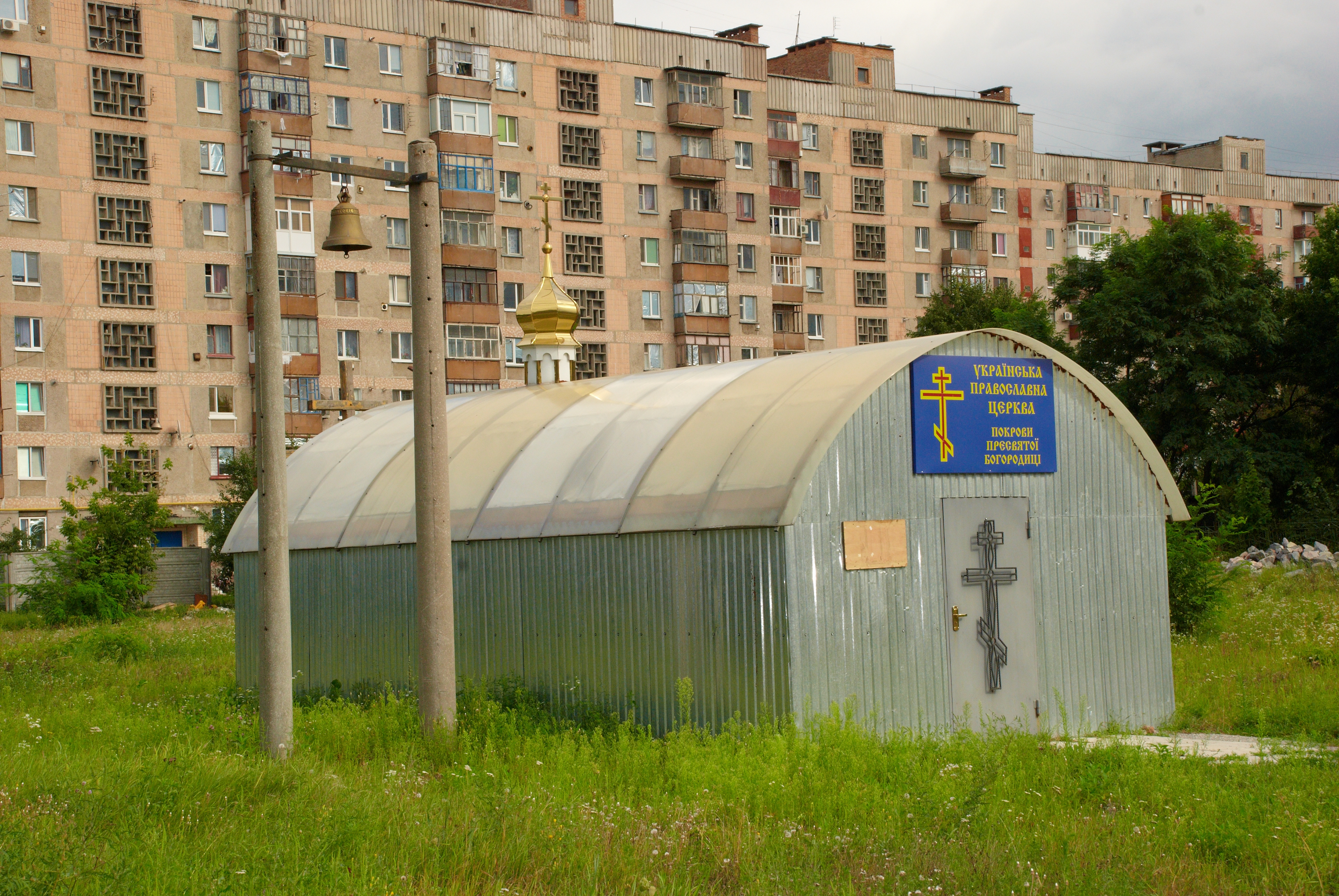
Храм Покрови Пресвятої Богородиці
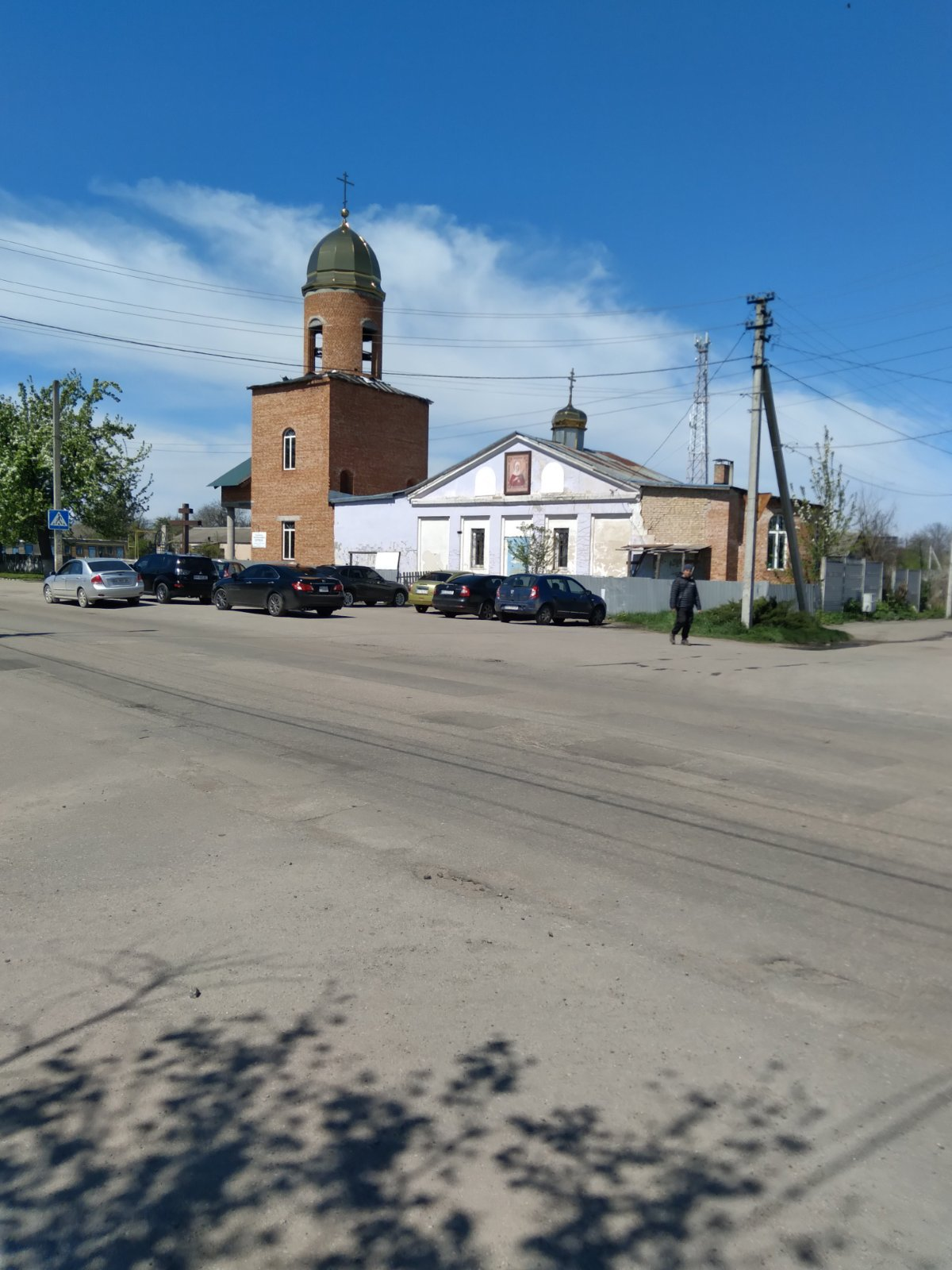
Церква святої Тетяни
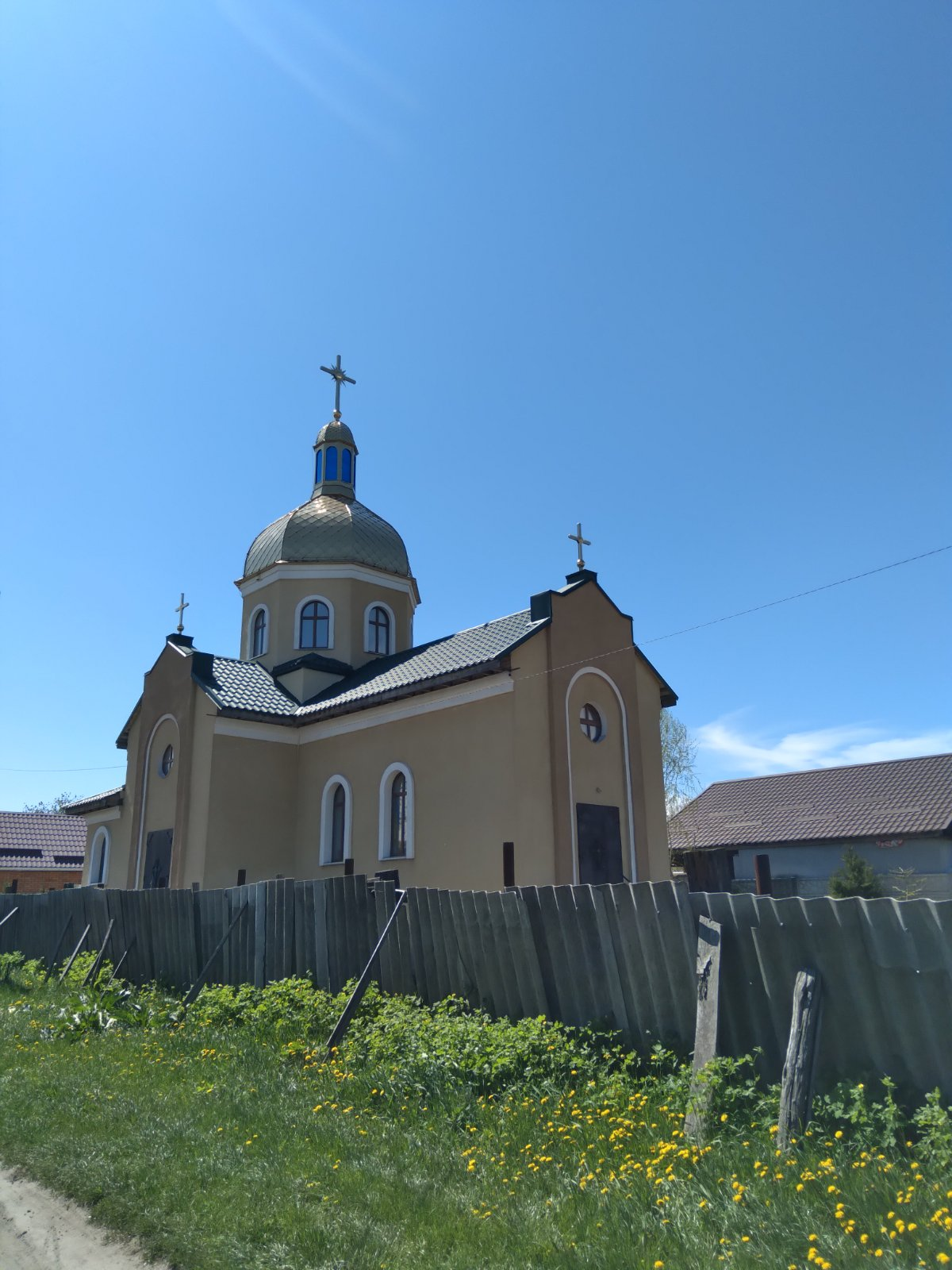
Греко-католицька церква
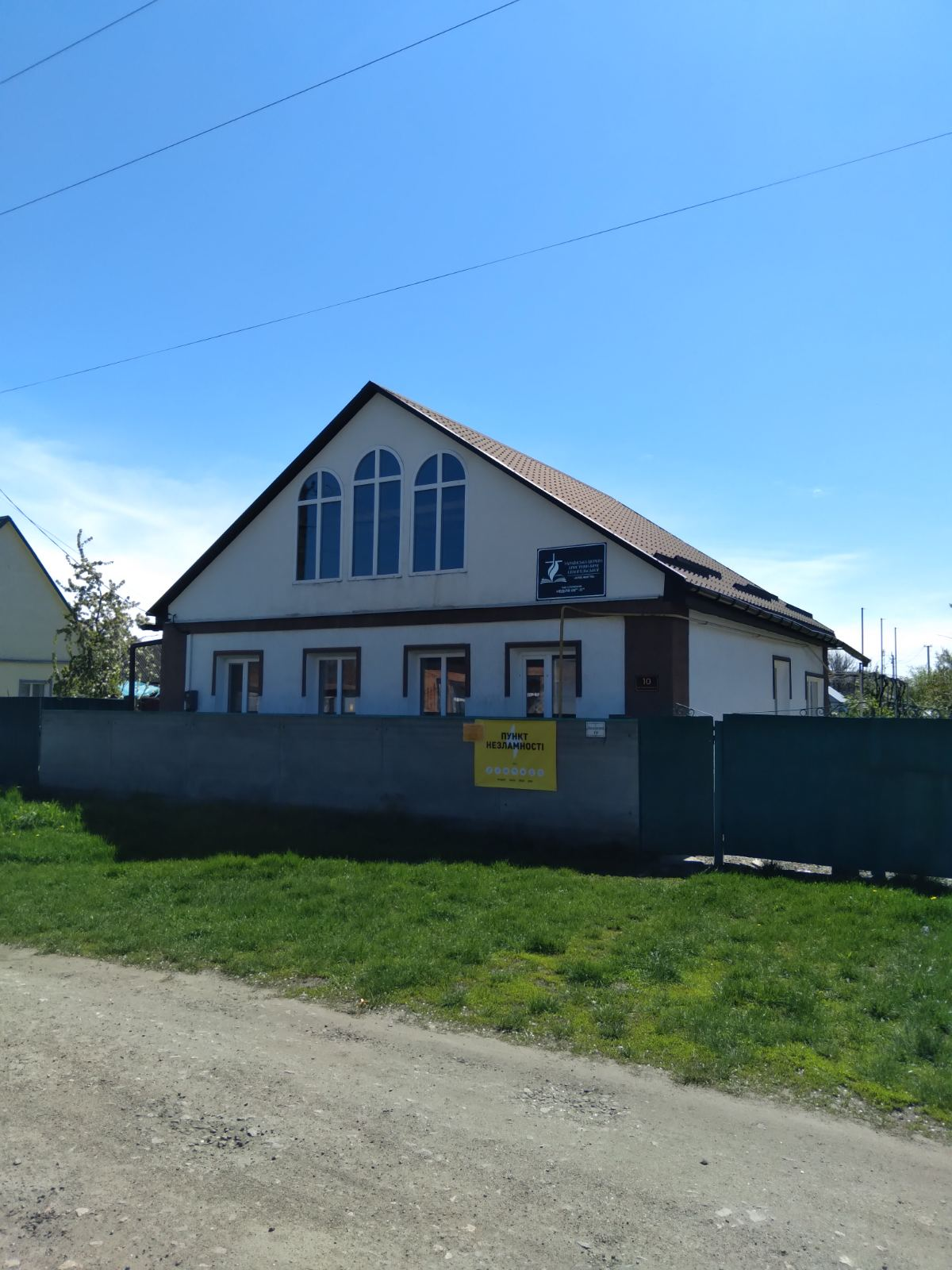
Українська церква християнської віри Євагнельської "Хліб Життя"
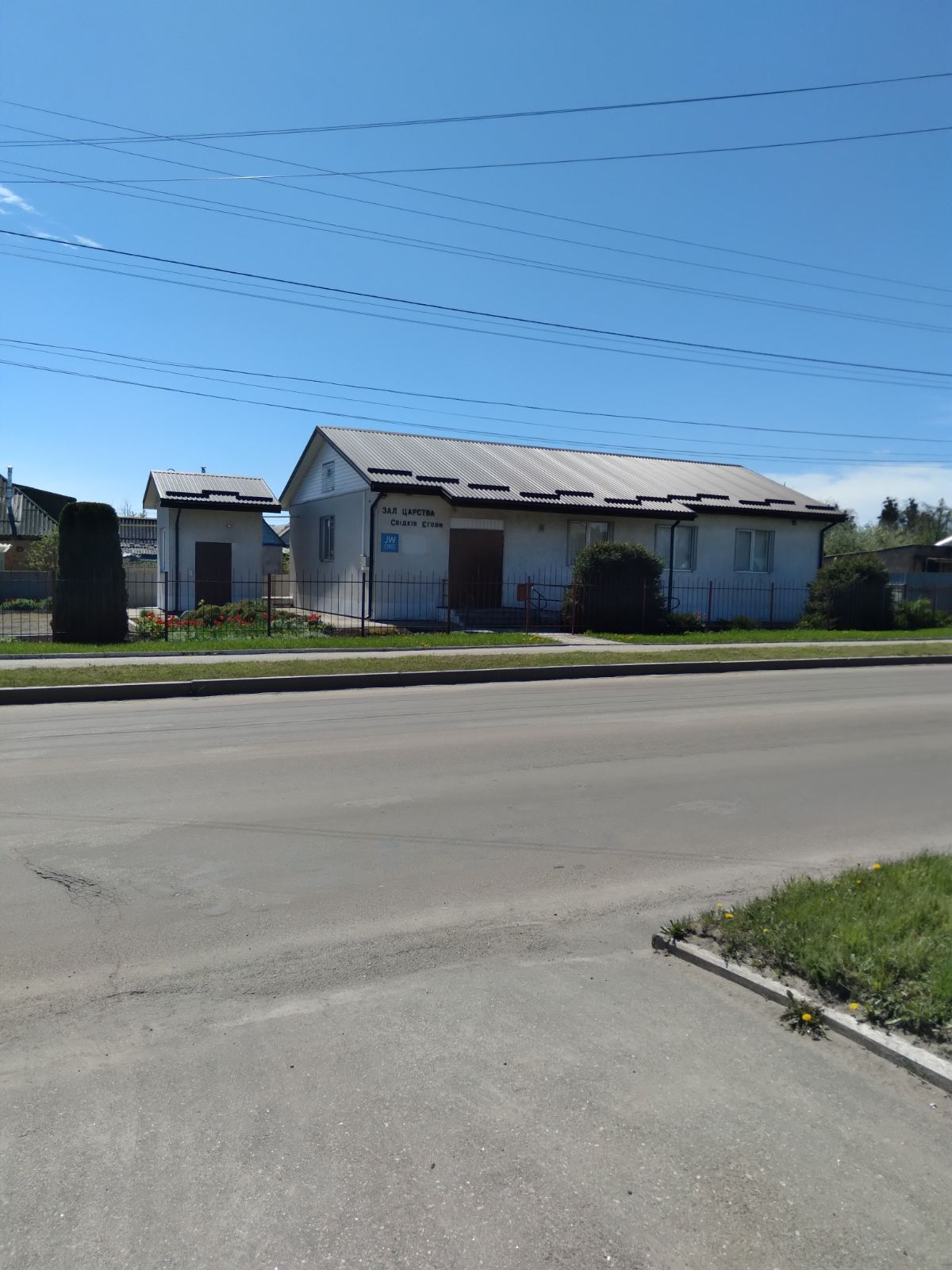
Зал царства свідків Єгови, вул. Віктора Голого
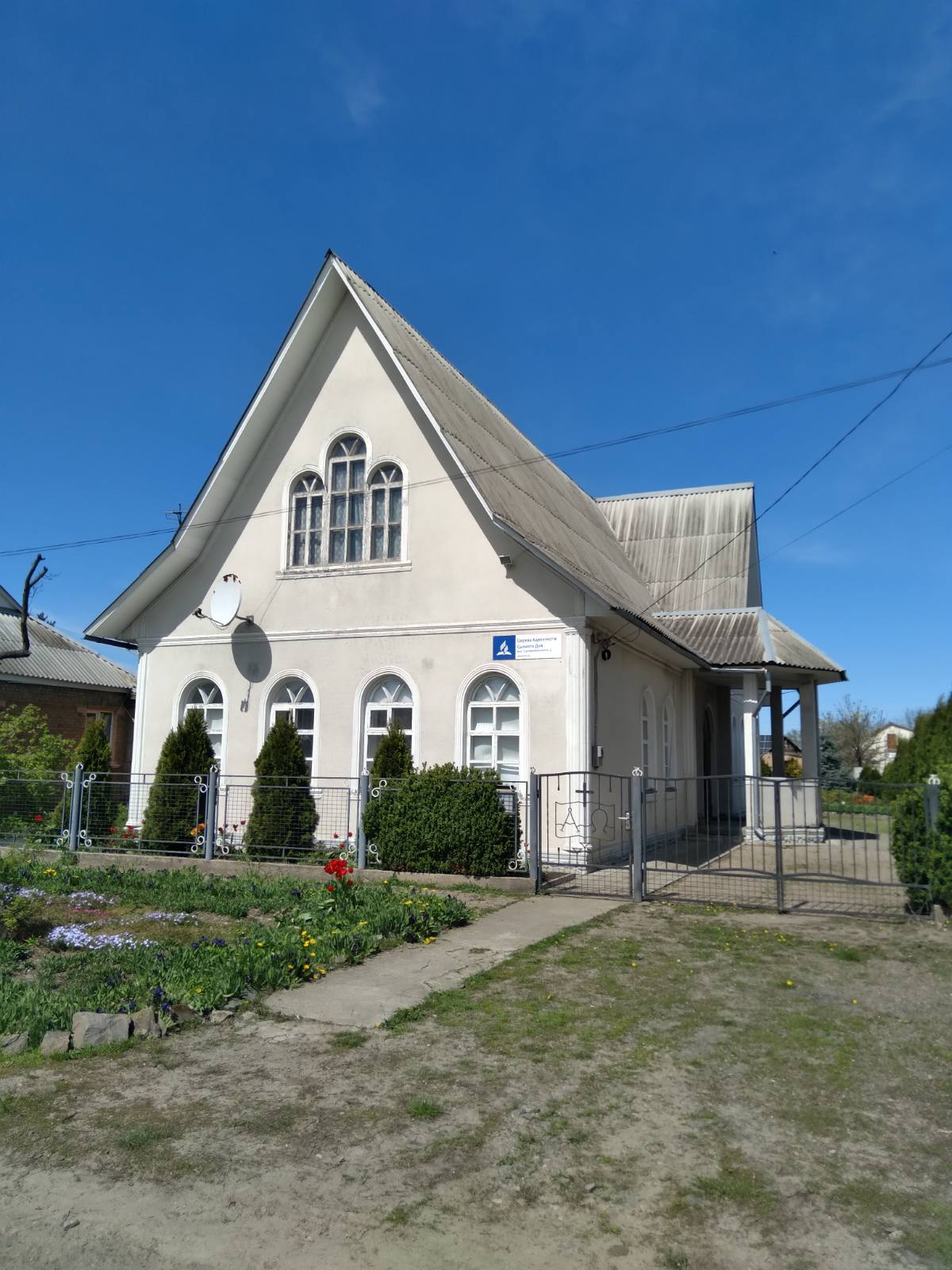
Церква Адвентистів сьомого дня
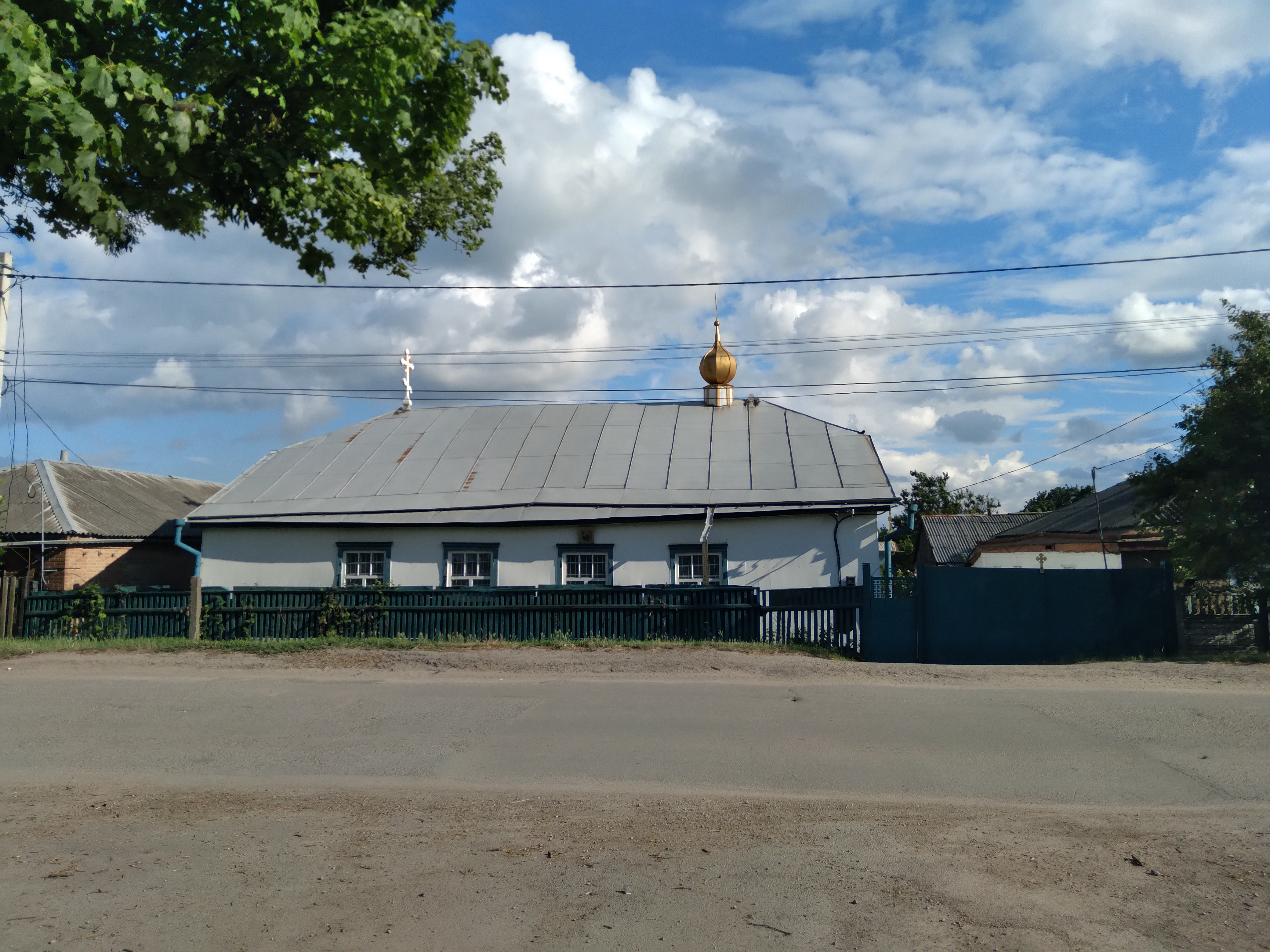
Церква Андрія Первозваного

## Економіка міста

### Торгівля і сфера послуг
Нині у місті функціонує близько 190 торговельних закладів, 4 ринки, 46 закладів громадського харчування, 14 аптек та аптечних пунктів, 9 АЗС, 76 підприємств побутового обслуговування населення, на яких працюють понад 1530 осіб.
Невпинно розширюється мережа супермаркетів, оснащених сучасним торговельним обладнанням — магазинів АТБ. Поряд із великими магазинами відкриваються маленькі крамниці: «Умка», «Трелакс», «Комп», «Алекс», парфумерний магазин філії «ДЦ Кіровоград», ТОВ «ДЦ Україна». Щоб здійснювати виїзну фірмову торгівлю, відкрите акціонерне товариство "М'ясокомбінат «Ятрань» поставило два кіоски «Купава» на вулицях Привокзальній і Жовтневій. Також є аптеки «Фалбі» та інші.
Побутові послуги населенню надають 11 юридичних осіб та 62 фізичні особи — суб'єкти підприємницької діяльності. Фізичні особи надають 15 видів послуг: послуги перукарень, ремонт взуття, фотопослуги, пошиття одягу, стоматологічні послуги.

### Промисловість
Харчову промисловість Знам'янки представляє одне промислове підприємство — ТОВ «Агропродукт», створене на базі колишніх цехів ВАТ «Знам'янський завод продтоварів». Воно спеціалізується на кондитерських виробах, таких як соняшникова халва, різноманітне печиво, козинаки під торговельною маркою «Добрим Людям».
ТОВ «Геоїд» засновано 1995 року як підприємство, спеціалізоване на проектно-пошукових роботах для будівництва. Ця потужна компанія за свою 14-річну історію розвинулася в багатьох напрямках і поширила діяльність на різноманітні галузі, які тепер стабільно працюють і розвиваються (виробництво, будівництво, торгівля, сфери послуг та інші). Переважний вид продукції підприємства — це металопластикові вікна, двері і будівельні склопакети. Також компанія виробляє антимоскітні й водовідливні системи. 2008 року ТОВ «Геоїд» за досягнення у сфері виробництва було відзначене на офіційному державному рівні. Воно стало переможцем національного бізнес-рейтингу у галузі «Виробництво будівельних виробів пластмас», посівши в Україні 26 місце. «Геоїд» здобув Почесний диплом та медаль «Лідер галузі». Продукція цього підприємства пройшла чергову сертифікацію Державного стандарту в системі УкрСЕПРО та одержала п'ятий сертифікат відповідності. Дилерська мережа налічує 116 представництв у 8 областях України й постійно розширюється.
Підприємство ТОВ '«ЛКС-Індастрі» утворилося 20 грудня 2005 року на базі промислових потужностей ВАТ "Знам'янський завод «Акустика» й виробляє переважно таку продукцію:
- металопластикові вікна;
- євровікна, зокрема дерев'яні;
- декоративні вироби з дерева;
- вироби з дерева (садові альтанки, горщики для квітів та інше);
- електричні ТеНові генератори пари;
- динамічні головки потужністю від 3 до 150 ватів;
- вагонні гучномовці;
- дверні коробки;
- лиштви.

ВАТ «Завод „Пуансон“», заснований 1968 року, виготовляє спеціальне технологічне устаткування, яке використовується у виробництві електронної техніки. Понад 35 років до асортименту продукції належать прецизійні штампи, і завод є одним із найавторитетніших в Україні та країнах СНД виробником як металевих, так і твердосплавних штампів із використанням системи автоматизованого програмування. Нині на підприємстві виробляють втулки, коробки, ящики з поліетилену та інших пластиків, металеві лінійки, технологічне оснащення для гранулювання комбікормів, металеві кроквяні ферми, рибальські ящики.
КП «Знам'янська міська друкарня» представляє галузь поліграфічної промисловості. Підприємство друкує міську газету «Знам'янські вісті», випускає бланки, альбоми для малювання, учнівські та нотні зошити, а також блокноти різних форматів на спіральній основі, які реалізуються через мережу приватних крамниць і зі складу підприємства.
ТОВ «АСТІ Знам'янський елеватор» створено у червні 2005 року. Учасниками підприємства є компанія «Альфред С. Топфер Інтернешенал (Нідерланди)» та ТОВ «Альфред С. Топфер Інтернешенал (Україна)». Товариство виробляє, обробляє, переробляє й зберігає сільськогосподарську продукцію, а також торгує нею.
ТОВ «Екобіофарм» засновано 2004 року. Підприємство вирощує, заготовляє, реалізує лікарські однорічні і багаторічні трав'янисті, напівчагарникові, ліано- й деревоподібні культури. Також воно розводить велику рогату худобу, овець, кіз, коней, свиней і свійських птахів. ТОВ «Екобіофарм» вирощує, реалізує садовий матеріал рослин для парфумерії та фармацевтики. Підприємство розробило інвестиційний проект розвитку племінного свинарства за породою «Ландрас» та впровадило свою технологію перероблення відходів тваринництва, яка передбачає отримання альтернативного виду палива та органічних добрив. Рішенням наглядової ради Регіонального фонду підтримки підприємництва надано фінансову допомогу «Екобіофарму» — 50 тисяч грн.

## Транспорт

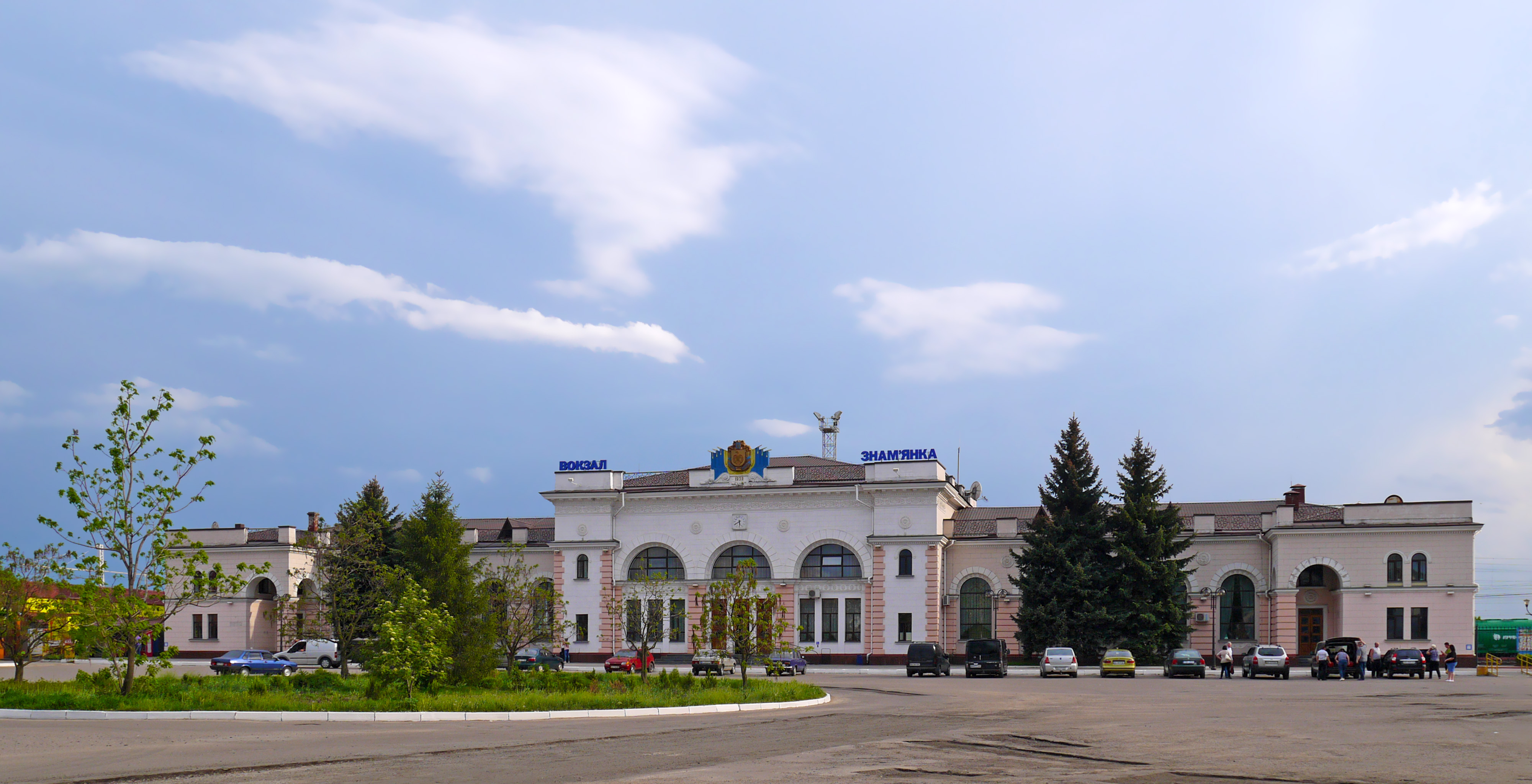
Станція Знам'янка-Пасажирська

ПП «Орбіта» представляє транспортну галузь — перевозить пасажирів на 7 міських маршрутах. Перевізник має 27 автобусів, із них автобуси марки:
- ЛАЗ — 2 (на 32 посадкові місця),
- ПАЗ — 2 (на 32 посадкові місця),
- ПАЗ — 3 (на 31 посадкове місце),
- ПАЗ — 1 (на 24 посадкові місця),
- ХАЗ — 13 (на 21 посадкове місце),
- Богдан — 1 (на 27 посадкових місць),
- Еталон — 1 (на 20 посадкових місць),
- ГАЗель — 7 (на 13 посадкових місць).

Також підприємство надає послуги таксі.

### Автошляхи
Містом проходить низка важливих автошляхів, серед них E50, E584, Н01, М04, М12,Т 1211.
Літом 2018 року було відкрито нову об'їзну дорогу довкола міста. Нова дорога поєднує міжнародні дороги М12/E50 Стрий — Тернопіль — Кропивницький — Знам'янка, М04/E50 Знам'янка — Луганськ — Ізварине, національну дорогу Н01 Київ — Знам'янка та територіальну Т 1211 Знам'янка — Подорожнє. Очікується, що інтенсивність руху на новій дорозі становитиме понад 8 000 автомобілів на добу. Будівництво дороги здійснювалося двома ділянками — протяжністю 3 км та 3,4 км. Дорога має ІІ-б технічну категорію з двома смугами руху і максимально дозволеною швидкістю 90 км/год.
Ця дорога має важливе значення не тільки для водіїв транзитного транспорту, але й для мешканців Знам'янки. Тепер вулиці міста звільнені від транзитного транспорту, що суттєво покращило екологічну ситуацію, підвищило безпеку руху.

### Залізнична інфраструктура міста
Сьогодні Знам'янка — це місто сплетіння залізниць, ворота Півдня України. Це перехрестя залізничних магістралей, які прямують з півночі на південь (Київ — Миколаїв), з півночі на південний схід (Київ — Дніпро), із сходу на захід Харків— Одеса). Понад 50 % працевлаштованих городян зайняті на 16 міських підприємствах залізничного транспорту, як-от:
- Знам'янська дирекція залізничних перевезень,
- локомотивне депо,
- вагонне депо,
- дистанція колії,
- дистанція сигналізації та зв'язку,
- дистанція захисних лісонасаджень,
- колійно-машинна станція 63,
- дистанція електропостачання,
- будівельно-монтажне експлуатаційне управління № 3,
- вагонна дільниця,
- сортувальна станція Знам'янка,
- пасажирський вокзал,
- Знам'янський відділ служби матеріально-технічного забезпечення Одеської залізниці,
- центр механізації колійних робіт,
- будівельно-монтажний потяг № 704,
- Знам'янський загін воєнізованої охорони Одеської залізниці.

## Органи самоорганізації населення
У місті діють 34 квартальних комітетів і 16 будинкових комітетів. Їхні працівники надають матеріальну допомогу малозабезпеченим, консультують населення з соціальних та інших питань, готують житловий фонд до зими, приймають будинки після капітального ремонту, телефонізації. Також вони видають довідки, виконують завдання міського голови.
Квартальні та будинкові комітети залучають до упорядкування міста через проведення оглядів-конкурсів на найкращу вулицю, будинок, що стимулюють знам'янців підтримувати у належному санітарному стані і садиби, і прилеглі території. Також здійснюються рейди для найточнішого підбиття підсумків. На урочистому зібранні переможцям вручаються заохочувальні премії, передбачені положенням про огляд конкурс.

## Комунальне господарство

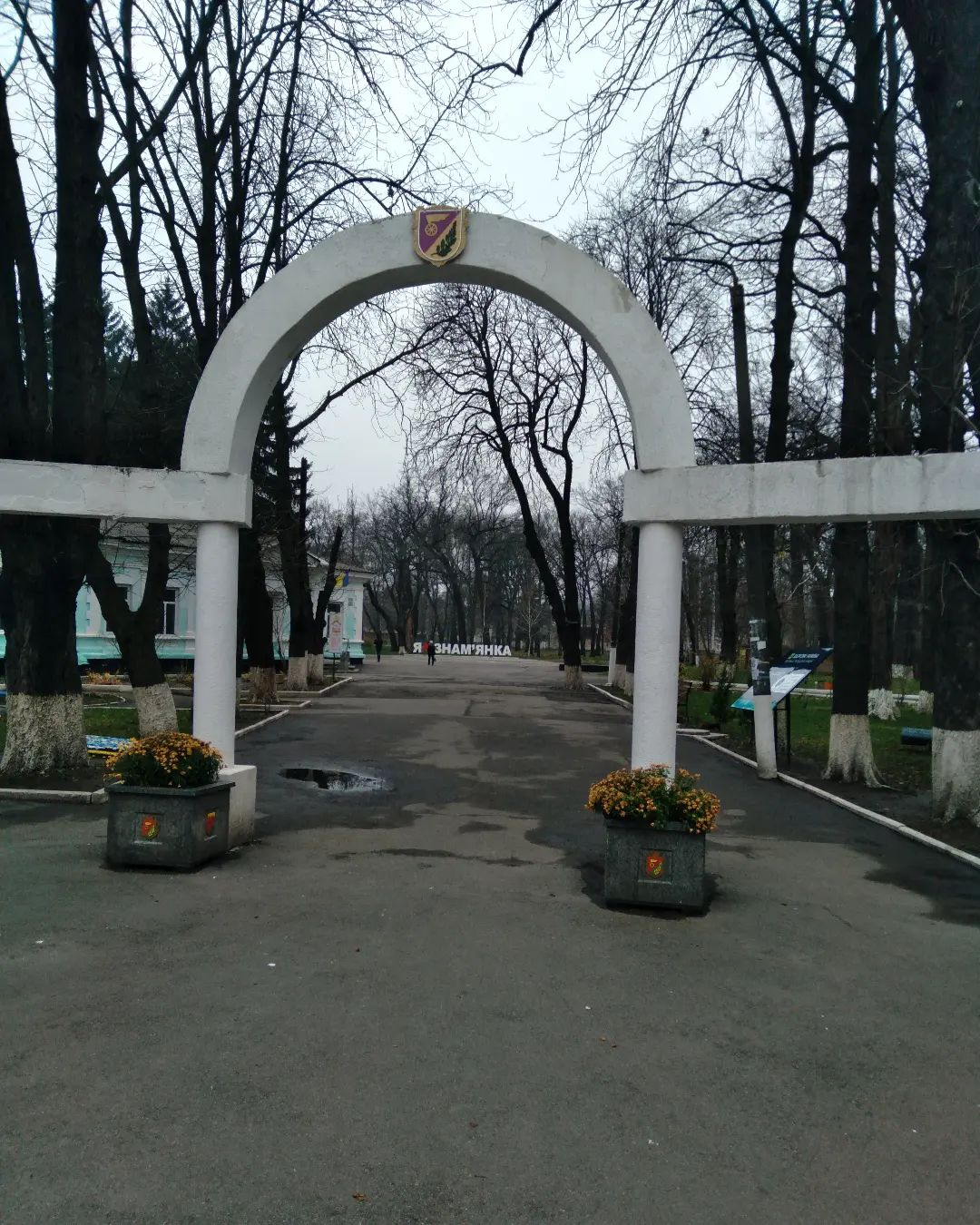
Арка на вході до міського парку

Важливу роль у місті відіграє житлово-комунальне господарство. Його працівники несуть відповідальність за 1480 гектарів, на яких розташоване місто: дороги, парки, сквери, будинки тощо.
Сьогодні 327 знам'янців працюють у семи комунальних підприємствах міста, цілодобово забезпечуючи безперебійну роботу міського комунального господарства. Висококваліфіковані фахівці житлово-комунального господарства тримають у повсякденній технічній готовності спеціальну автотракторну техніку 70-х років минулого століття і забезпечують виконання завдань, поставлених перед комунальниками, не маючи стовідсоткового фінансування та модернізації.
Комунальні підприємства міста:
- Житлово-експлуатаційна контора № 1,
- Житлово-експлуатаційна контора № 2,
- Знам'янське міське виробниче управління водогінно-каналізаційного господарства,
- «Шляховик»,
- «Міська аварійна служба»,
- «Ритуал»,
- Знам'янське комунальне підприємство теплових мереж.

## Освіта
У місті функціонують шість загальноосвітніх шкіл І—ІІІ ступенів, міжшкільний навчально-виробничий комбінат, школа-інтернат для дітей із наслідками поліомієліту та церебральних паралічів, сім дошкільних навчальних закладів.

### Загальноосвітні навчальні заклади
Школи міста.
| Назва | Керівник                        | Адреса                                     |
| --- | ------------------------------- | ------------------------------------------ |
| Знам'янська загальноосвітня школа І—ІІІ ступенів № 1 ім. Т. Г. Шевченка                                              | Солонько Наталія Віталіївна     | м. Знам'янка, вул. Олени Теліги, 69        |
| Навчально-виховний комплекс «Знам'янська загальноосвітня школа І-ІІІ ступенів № 2 — ліцей Знам'янської міської ради» | Погребняк Оксана Вікторівна     | м. Знам'янка, Шкільний проспект, 9         |
| Навчально-виховний комплекс «Знам'янська загальноосвітня школа І-ІІІ ступенів № 3 — гімназія»                        | Подвиженко Олена Іванівна       | м. Знам'янка, вул. В'ячеслава Чорновола, 2 |
| Знам'янська загальноосвітня школа І—ІІІ ступенів № 4                                                                 | Лядський Володимир Анатолійович | м. Знам'янка                               |
| Знам'янська загальноосвітня школа І—ІІІ ступенів № 6                                                                 | Полєжай Дмитро Петрович         | смт Знам'янка Друга, вул. Шевченка, 3      |
| Знам'янська загальноосвітня школа І—ІІІ ступенів № 7                                                                 | Корж Раїса Олександрівна        | смт Знам'янка Друга, вул. 1 Травня         |
| Знам'янська загальноосвітня спеціальна школа-інтернат І—ІІІ ступенів                                                 | Заруцька Надія Володимирівна    | м. Знам'янка, вул. Віктора Голого, 89      |
| Міжшкільний навчально-виробничий комбінат                                                                            | Гончаренко Микола Іванович      | м. Знам'янка, вул. Героїв Крут, 31         |

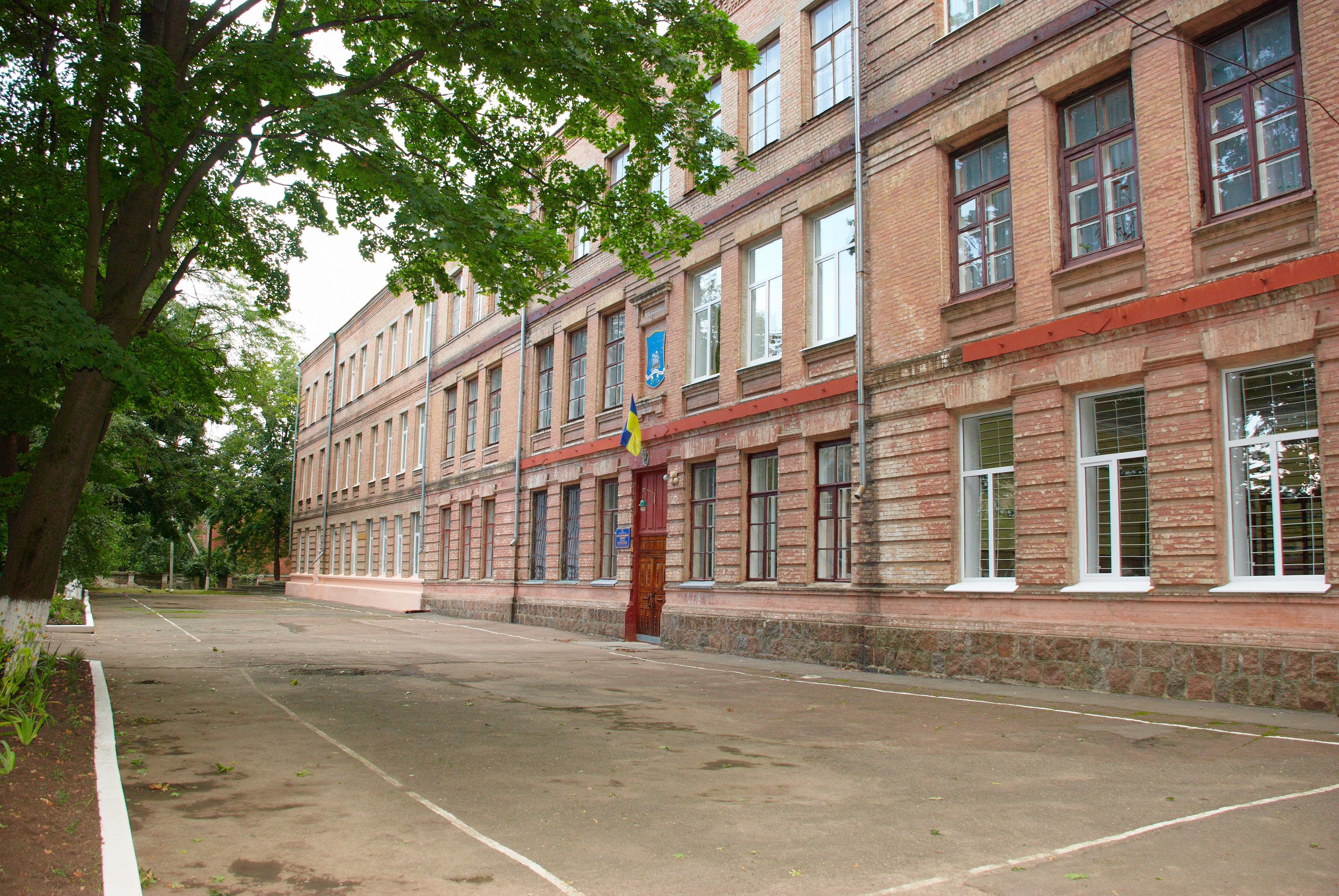
НВК Знам'янська ЗШ І-ІІІ ступенів № 2-ліцей

Протягом 2008—2009 навчального року в школах міста навчалося 3123 школярі, що становило 141 клас. У Знам'янці також є спеціальна школа-інтернат обласного підпорядкування, у якій навчається близько 200 дітей із наслідками поліомієліту та церебрального паралічу.
Від 1 серпня 2008 року проведено реорганізацію загальноосвітньої школи № 2 у навчально-виховний комплекс (НВК) «Знам'янська загальноосвітня школа І—ІІІ ступенів № 2 — ліцей», де відкрито 2 ліцейні класи фізико-математичного та гуманітарного профілю. При НВК організовано роботу 4-х класів із заочною формою навчання.
Усі заклади освіти достатньо забезпечено педагогічними кадрами. У школах працюють 264 вчителі. Вищу освіту мають 250 осіб, а середню-спеціальну й незакінчену вищу — 14.
2007 року в місті створено психологічну службу. У школах та міському методичному кабінеті введено посади практичних психологів, соціальних педагогів.
Усі школи, окрім четвертої, забезпечено сучасними комп'ютерними класами. До мережі Інтернет під'єднано відділ освіти та комп'ютерні класи навчально-виховного комплексу «Знам'янська ЗШ І—ІІІ ступенів № 2 — ліцей» та ЗШ І—ІІІ ступенів № 3.
Для роботи з обдарованими учнями 8—11 класів від 1 квітня 1999 року при міському методичному кабінеті створено наукове товариство учнів (НТУ) м. Знам'янки як структурний підрозділ Кропивницького територіального відділення Малої академії наук. Організовано роботу шести наукових секцій з тригодинним тижневим навантаженням на базі шкіл № 2, 3, 4 з безплатним використанням приміщень навчальних кабінетів та їхнього обладнання. Це секції з української мови, біології та екології, англійської мови, фізики, математики, історії та правознавства. 2008 року відкрито ще одну секцію — з інформатики — на базі навчально-виховного комплексу «Знам'янська ЗШ І—ІІІ ступенів № 2 — ліцей». Збільшено кількість годин на заняття секцій — до 4-х на тиждень. Діяльність НТУ фінансується з місцевого бюджету. Усього додатковим поглибленим профільним навчанням з основ базових наук займаються понад 80 розумово обдарованих учнів шкіл міста, які на обласних, всеукраїнських та міжнародних конкурсах, олімпіадах, у змаганнях із учнями спеціалізованих навчальних закладів, гімназій, коледжів, ліцеїв посідають призові місця.
Протягом останніх 10 років найкращі учні міста щорічно отримували матеріальне заохочення у вигляді іменних стипендій та одноразових грошових винагород, призів та подарунків. Учителів за результативну роботу нагороджують грамотами, подяками, подарунками. За плідне національно-патріотичне виховання дітей міський осередок Всеукраїнського товариства «Просвіта» імені Тараса Шевченка запровадив від 2007 року міську премію імені Т. Ващенка. Нею відзначено за 2 роки 10 осіб із числа педагогічних працівників шкіл міста.

### Дошкільні навчальні заклади[40]
| Назва                                         | Керівник                          | Адреса                                |
| --------------------------------------------- | --------------------------------- | ------------------------------------- |
| Дошкільний навчальний заклад № 2 «Теремок»    | Мазур Олена Володимирівна         | м. Знам'янка, вул. Привокзальна       |
| Дошкільний навчальний заклад № 3 «Івушка»     | Кучеренко Марина Вікторівна       | м. Знам'янка, вул. Чумацький Шлях, 6  |
| Дошкільний навчальний заклад № 4 «Ромашка»    | Кліменко Лариса Петрівна          | м. Знам'янка, вул. Заводська, 6       |
| Дошкільний навчальний заклад № 5 «Калинонька» | Довгалевська Світлана Анатоліївна | смт Знам'янка Друга, вул. Пушкіна, 12 |
| Дошкільний навчальний заклад № 6 «Сонечко»    | Остроушко Ірина Іллівна           | м. Знам'янка, вул. Чайковського, 27   |
| Дошкільний навчальний заклад № 7 «Козачок»    | Наводнича Лідія Олександрівна     | м. Знам'янка, вул. Чайковського, 13   |
| Дошкільний навчальний заклад № 8 «Світлячок»  | Кліменко Світлана Григорівна      | м. Знам'янка, вул. Калинова, 113      |

У дошкільних закладах виховується та навчається близько 1000 малюків.

### Позашкільні навчальні заклади[39]
| Назва                                 | Керівник                     | Адреса                                      |
| ------------------------------------- | ---------------------------- | ------------------------------------------- |
| Будинок дитячої та юнацької творчості | Подвиженко Геннадій Іванович | м. Знам'янка, вул. Михайла Грушевського, 13 |
| Станція юних техніків                 | Подвиженко Геннадій Іванович | м. Знам'янка, вул. Привокзальна, 22         |

Позашкільну освіту в місті представляє будинок дитячої та юнацької творчості (БДЮТ) і станція юних техніків (СЮТ), де школярі можуть обрати собі заняття для душі. БДЮТ налічує 60 груп різного спрямування. СЮТ — 35 груп гуртків технічного профілю. Унікальним у місті і єдиним у Кіровоградській області є басейн у приміщенні станції юних техніків, де юні судномоделісти готуються до спортивних змагань із судномоделювання. Завдяки таким тренуванням вони не раз перемагали на змаганнях всеукраїнського рівня. До СЮТ ходять понад 500 дітей, до БДЮТ — понад дев'ятсот. Позашкільна освіта охоплює більш як 1500 учнів, що становить приблизно 48 % загальної кількості молоді шкільного віку. Це один із найкращих показників в області.

### Професійні навчальні заклади[39]
| Назва                                        | Керівник                     | Адреса                             |
| -------------------------------------------- | ---------------------------- | ---------------------------------- |
| Знам'янський професійний ліцей               | Смоляков Сергій Анатолійович | м. Знам'янка, вул. Станційна, 4    |
| Знам'янське професійно-технічне училище № 12 | Садієр Володимир Тимофійович | м. Знам'янка, вул. Олени Теліги, 6 |

Є у місті професійно-технічне училище № 12 та професійний ліцей № 3. В одному з них учні набувають залізничних професій, а в іншому — навчаються майбутні муляри, штукатури, водії, кухарі та кондитери.

### Дитяче та молодіжне самоврядування
У січні 2003 року представники шкільної молоді Знам'янщини взяли участь у роботі установчої сесії старшокласників Кіровоградщини — лідерів дитячого та молодіжного самоврядування. Саме тоді було визначено актуальність та необхідність активізації дитячого самоврядування й організовано роботу Знам'янського міського парламенту дітей, куди увійшли представники активів міських шкіл. Головною метою діяльності парламенту дітей є створення умов для самореалізації творчого потенціалу молоді міста, обміну інформацією, формуванню навичок самоврядування, сприяння творчому розвитку молоді. Співпраця з виконавчим комітетом Знам'янської міської ради, зокрема з міським головою Віктором Крюковим та відділом у справах сім'ї, молоді та спорту, центром соціальних служб для сім'ї, дітей та молоді, Всеукраїнським благодійним фондом «Серце до серця» допомагає дітям отримувати консультаційну, інформаційну та практичну допомогу у розв'язанні тієї чи іншої проблеми.

## Медичне обслуговування
Медичне обслуговування у Знам'янці здійснюють: центральна районна лікарня, відділкова лікарня станції Знам'янка, станція швидкої та невідкладної медичної допомоги.

### Міська лікарня
Відділкову лікарню станції Знам'янка заснував 1883 року Андрій Лисенко, досвідчений медик, брат видатного українського композитора Миколи Лисенка. Відділкова лікарня впродовж багатьох років, окрім загальнодержавних функцій з надання медичних послуг населенню, виконує державне замовлення з гарантування безпеки руху поїздів, проводить перед- і післярейсові огляди локомотивних бригад, періодичні обов'язкові медичні огляди працівників, забезпечує постійний контроль за станом здоров'я залізничників, робота яких пов'язана з безпекою руху поїздів, подає невідкладну медичну допомогу пасажирам на вокзалах і поїздах. Сьогодні тут обслуговують більш ніж 20 тисяч працівників залізничного транспорту, транспортних будівельників, членів їх родин, пенсіонерів та прикріплене населення. 2008 року лікарня відсвяткувала свій 125-й ювілей.

### Центральна районна лікарня
22 жовтня 1975 року в Знам'янській центральній районній лікарні відбулося свято — новосілля, в експлуатацію здано районну поліклініку на 500 відвідувань та основний корпус лікарні на 240 ліжок, які збудовано на кошти колгоспів і підприємств району. Нині у складі районної лікарні функціонують 14 різнопрофільних відділень на 335 ліжок цілодобового перебування. У лікарні працюють 85 лікарів і 214 середніх медичних працівників. Населення міста обслуговують сім дільничних терапевтів, із них два — загальної практики сімейної медицини. Центральна районна лікарня обслуговує 63 % населення м. Знам'янки. Кожного року у лікарні поліпшуються умови перебування хворих у відділеннях: збудовано автономне опалення інфекційного відділення, закінчується монтаж індивідуального опалення корпусу дитячого і терапевтичного відділень, замінено на склопакети вікна дитячого і частково терапевтичного відділень, капітально відремонтовано приймальне і операційно-анестезіологічне відділення, придбано сучасну реанімаційну апаратуру для пологового відділення, що значно покращило умови подання медичної допомоги породіллям і новонародженим.

### Швидка допомога
Знам'янську міську станцію швидкої і невідкладної медичної допомоги створено 1978 року. На початку свого існування це було відділення швидкої медичної допомоги при Знам'янській центральній районній лікарні. Від 1996 року — самостійний господарчий суб'єкт із правами юридичної особи. Служба швидкої медичної допомоги є однією з найважливіших ланок створеної в нашій країні системи охорони здоров'я, це функціональна складова частина системи екстреної медичної допомоги за надзвичайних ситуацій. Цей медичний заклад допомагає і дорослим, і дітям, діючи в режимі цілодобового чергування та готовності до подання екстреної медичної допомоги на дошпитальному етапі в екстремальних ситуаціях, за раптових захворювань, нещасних випадків і травм, а також станів, що загрожують життю чи здоров'ю населення. Станція налічує 4 загальнопрофільні виїзні бригади швидкої допомоги, які обслуговують місто Знам'янку, село Петрове, село Гостинне, село Водяне, смт Знам'янка Друга, які входять до мережі району обслуговування. Станцію укомплектовано чотирма санітарними автомобілями, забезпечено медикаментами та медапаратурою. На станції працюють 55 осіб, із них медичного персоналу 9 лікарів, 18 фельдшерів, 5 диспетчерів. Щороку станція швидкої допомоги обслуговує близько 20 000 викликів. Середньодобове навантаження по станції становить 57,6 % навантаження на одну бригаду за добу — 13,6 %.

### Чорний ліс
Окрасою і джерелом чистого повітря Знам'янки є Чорний ліс. У ньому досі ростуть тисячолітні дуби. Цей ліс відомий оповитим легендами Чорним озером, розташованим у балці «Чорнолісці». Нещодавно неподалік від Чорного лісу було розкопано скіфські кургани. Також із ним пов'язано імена славетних знам'янців-повстанців під час національно-визвольних змагань 1917—1921 років і вояків УПА у роки другої світової війни.

### Знам'янська обласна бальнеологічна лікарня
Місто знане цілющими властивостями радону, завдяки якому й засновано обласну бальнеологічну лікарню. Знам'янська обласна бальнеологічна лікарня — комунальне підприємство Кіровоградської обласної ради. Це багатопрофільний санаторій, що надає послуги з лікування та реабілітації пацієнтів із захворюваннями опорно-рухового апарату, серцево-судинної та нервової систем, шлунково-кишкового тракту, шкіри, ендокринної системи, гінекологічними захворюваннями та патологіями, викликаними порушеннями обміну речовин.

## Засоби масової інформації
Події в місті висвітлюють засобах масової інформації. Два рази на тиждень виходить міська газета «Знам'янські вісті». У жовні 2010 року вона відзначила своє 80-річчя.
Від 1993 до 2011 років у Знам'янці працювала міська телерадіокомпанія, яка інформувала про події, що відбуваються в місті, і надавала рекламні послуги.

## Соціальна сфера

### Центр соціального обслуговування пенсіонерів
Територіальні центри в Україні є альтернативою будинків-інтернатів для ветеранів. Знам'янський центр соціального обслуговування пенсіонерів надає 27 видів послуг, побутову, медико-соціальну допомогу самотнім людям, інвалідам, злиденним сім'ям. Працівники територіального центру перуть білизну, латають одяг, взуття, посилають масажистів, медсестрер, перукарів чи ремонтників. Люди, які там працюють, отримують численні подяки від підопічних центру.

### Дитячий будинок-інтернат
У місті є дитячий будинок-інтернат, створений для найважчої категорії дітей з тяжким діагнозом — дитячий церебральний параліч. Діти тут не тільки проживають і лікуються, а ще з ними працюють над фізичною і трудовою реабілітацією. Для цього створено і оснащено кабінет лікувальної фізкультури, мультисенсорну кімнату з використанням світлозвукових ефектів, 5 ігрових кімнат, у яких вихователі працюють над розвитком дітей, збагачують словниковий запас. Усю роботу громади спрямовано на те, щоб життя дітей-інвалідів було щасливішим, цікавішим.

### Знам'янський будинок-інтернат для старезних
Заснований 1959 року Знам'янський будинок-інтернат для старезних було перепрофільовано 1984 року в психоневрологічний інтернат з геріатричним відділенням. На сьогодні — це стаціонарна соціально-медична установа, призначена для постійного проживання людей із психоневрологічними розладами та громадян похилого віку й інвалідів, які потребують догляду, побутового і медичного обслуговування. Розраховано інтернат на 175 ліжко-місць. В інтернаті організовано роботу з соціально-трудової реабілітації інвалідів, прищеплювання навичок самообслуговування, особистої гігієни, залучення до всебічної й цілеспрямованої діяльності. Підопічних забезпечено чотириразовим харчуванням, цілодобовим медичним обслуговуванням. Для них систематично проводять культурні заходи, церковні служіння.

## Спорт

### Види спорту

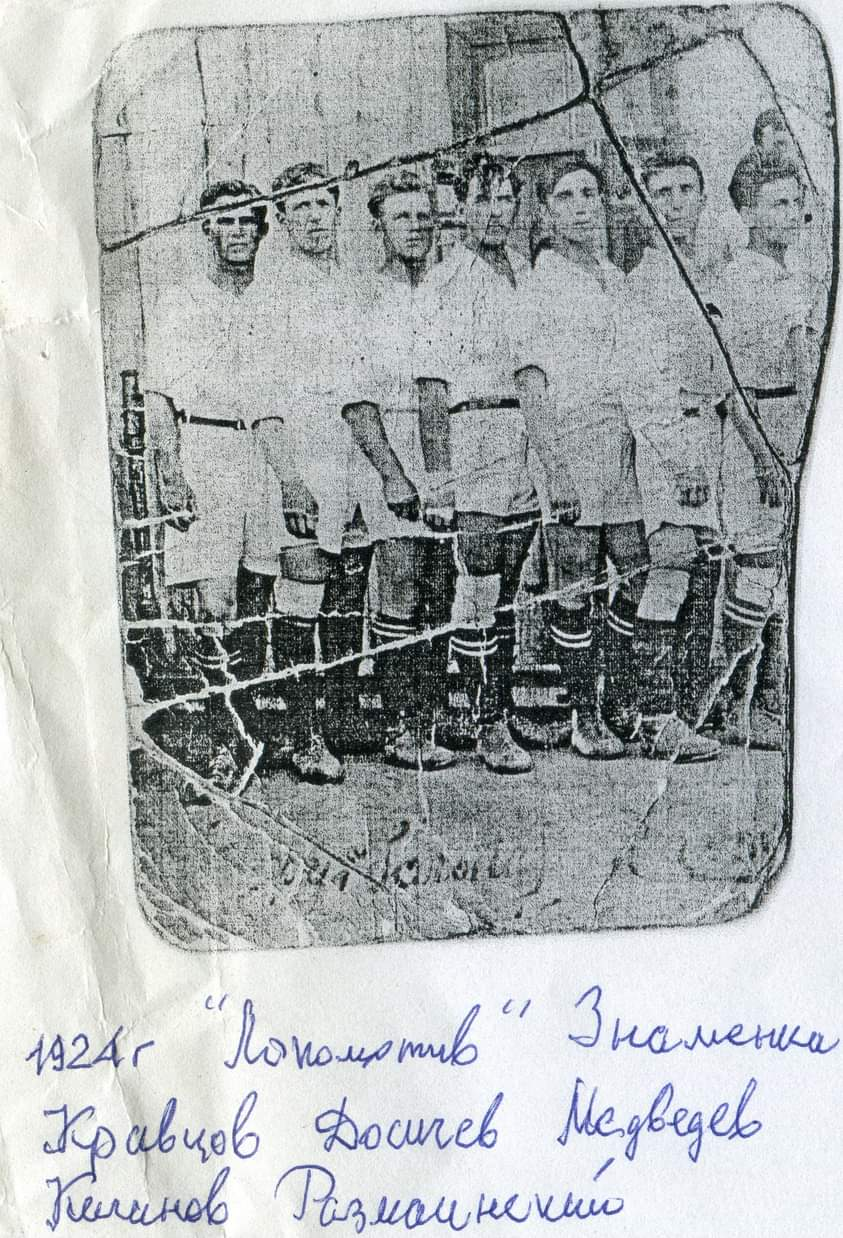
Футбольний клуб «Локомотив», Знам'янка, 1924

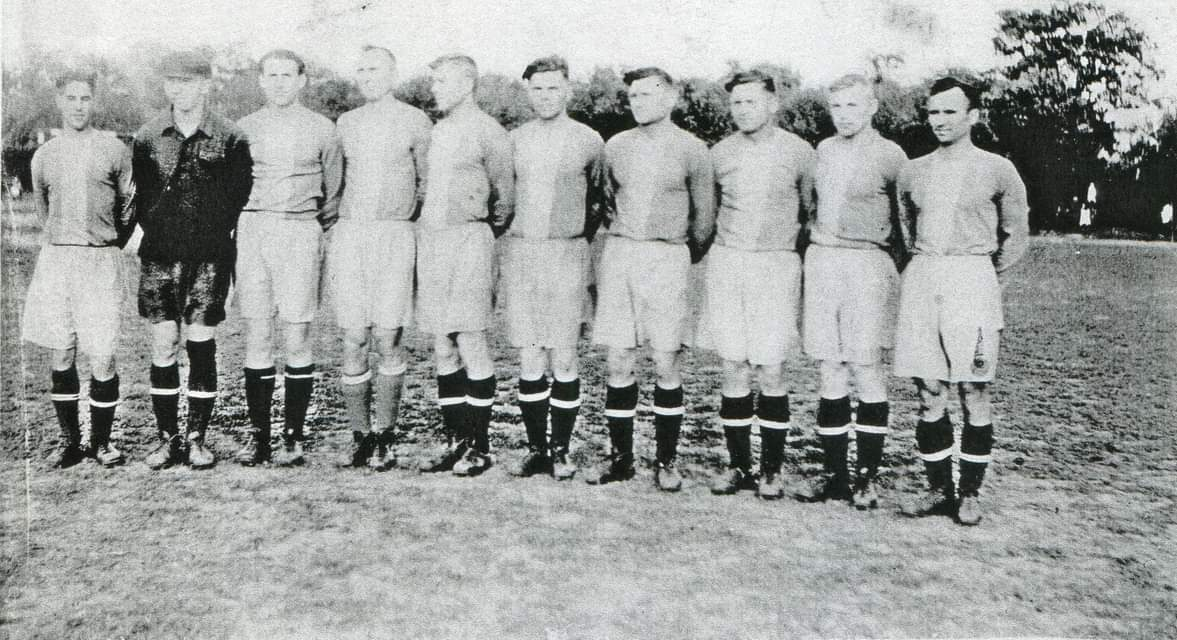
Гравці клубу «Локомотив», Знам'янка, 1924

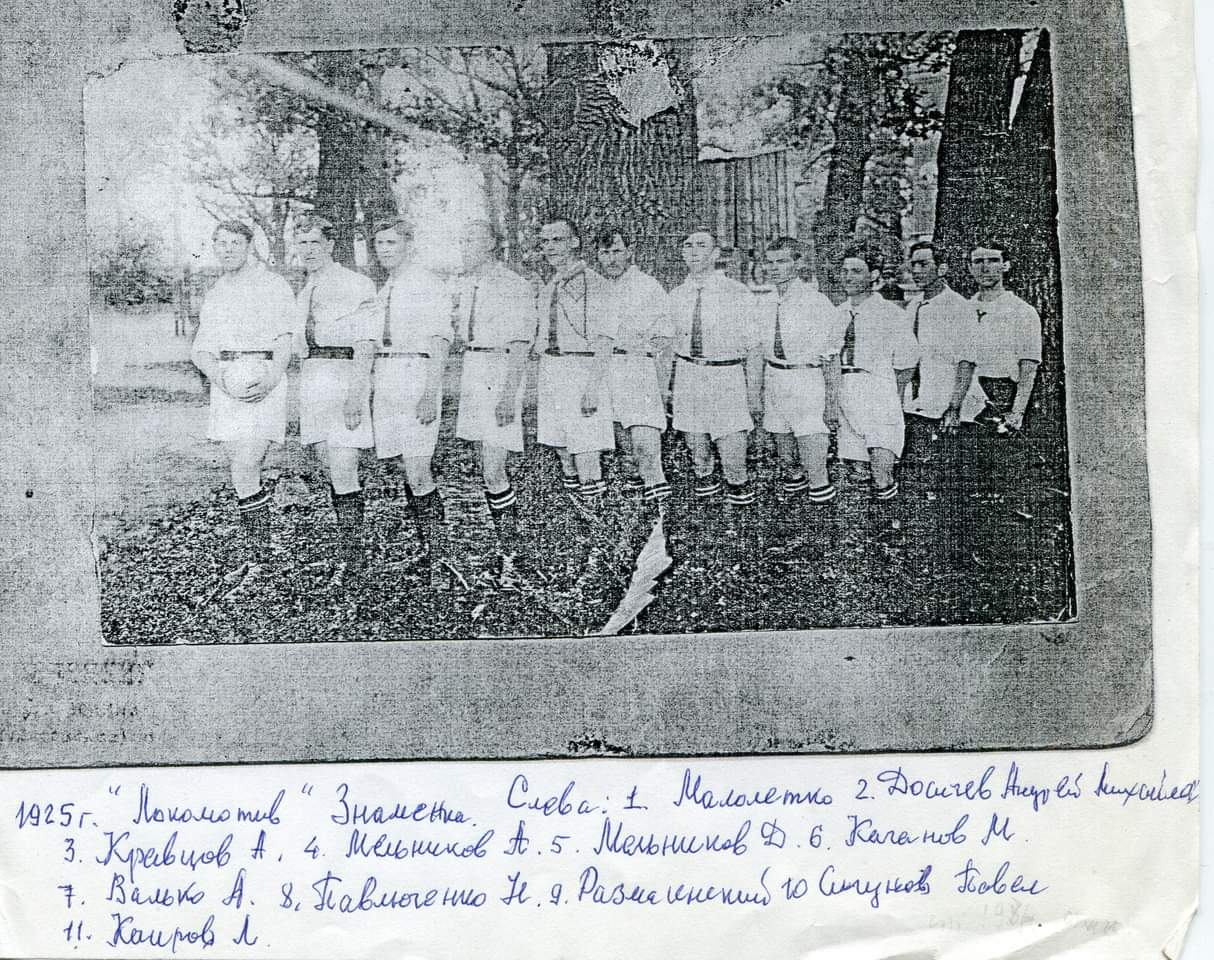
Футбольний клуб "Локомотив, 1925

Одним із перших видів спорту у місті з'явився футбол (1924 року). Команда, яка спочатку мала назву «Локомотив», а згодом — ФК «Знам'янка», за цей час ставала неодноразовим чемпіоном та призером обласних і всеукраїнських змагань.

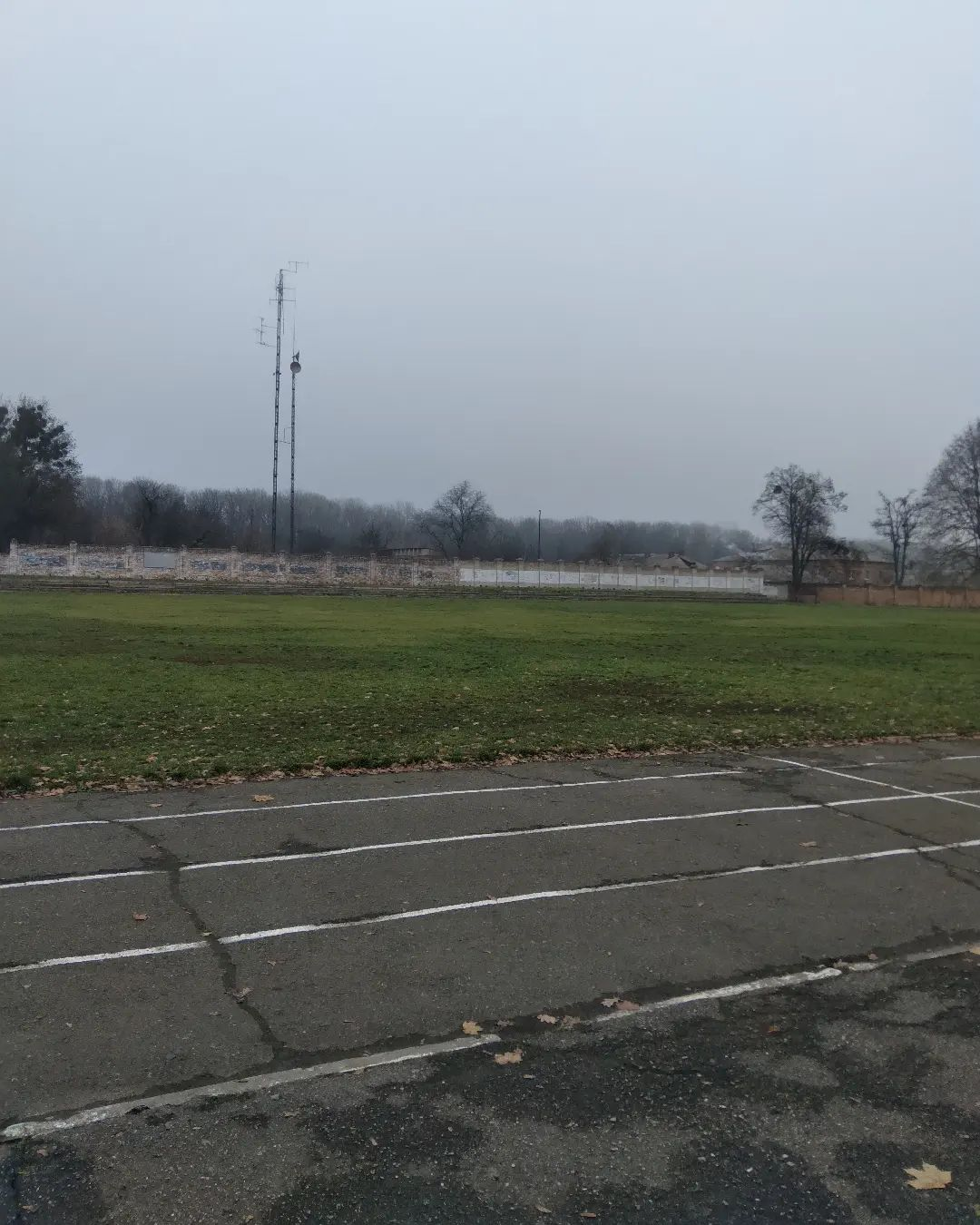
Міський стадіон, 23 листопада 2022

Від 1962 року знам'янчани почали займатися не менш популярним видом спорту — гандболом. Діти, молодь і ветерани постійно беруть участь у змаганнях міського, обласного та всеукраїнського рівнів.
З відкриттям у місті 1967 року Знам'янської дитячо-юнацької спортивної школи (ДСЮШ) з'явилися нові види спорту: баскетбол (1967 року), легка атлетика (1967), волейбол (1967), настільний теніс (1967), спортивна гімнастика (1967), велоспорт (1969), греко-римська боротьба (1989), карате (2002), дзюдзюцу (2002).

### Його роль у житті містян
Фізична культура і спорт як складники загальної культури є важливими чинниками здорового способу життя, профілактики захворювань, організації змістовного дозвілля, формування гуманістичних цінностей, створення умов для всебічного гармонійного розвитку людини та підвищення емоційного стану.
Наразі 17 тренерів-викладачів проводять навчальні заняття з 576 учнями ДЮСШ із 8 видів спорту. До участі у спортивних гуртках і секціях із видів спорту відділ освіти залучив близько 402 дітей і молоді міста.
Дев'ятнадцять міських спортивних громадських організацій та об'єднань залучають мешканців міста до занять фізичною культурою і спортом. У дев'ятьох трудових колективах працюють громадські інструктори з фізичної культури і спорту (локомотивне депо, вагонне депо, дистанція колії, дистанція сигналізації та зв'язку, колійно-машинна станція — 63, енергодільниця, вагонна дільниця, будівельні установи, податкова інспекція та інші).
Активну участь беруть знам'янські спортсмени у змаганнях серед ветеранів спорту міського та обласного рангу, у турнірах із футболу, гандболу, баскетболу, волейболу. Посідають призові місця.
Улюбленими місцями жителів міста для занять фізичною культурою та спортом, участі у змаганнях і вболівання за свої команди, є міський стадіон, спортивний зал Знам'янської ДЮСШ, три майданчики зі штучним покриттям, ігрові майданчики з різних видів спорту, плавальний басейн (наразі не працює через руйнування даху).

## Культурне життя міста
Мережа закладів культури складається з дев'ятьох установ: п'яти бібліотек, міського краєзнавчого музею , відділу культури і туризму, міського палацу культури та дитячої музичної школи імені Миколи Лисенка.

### Палац культури

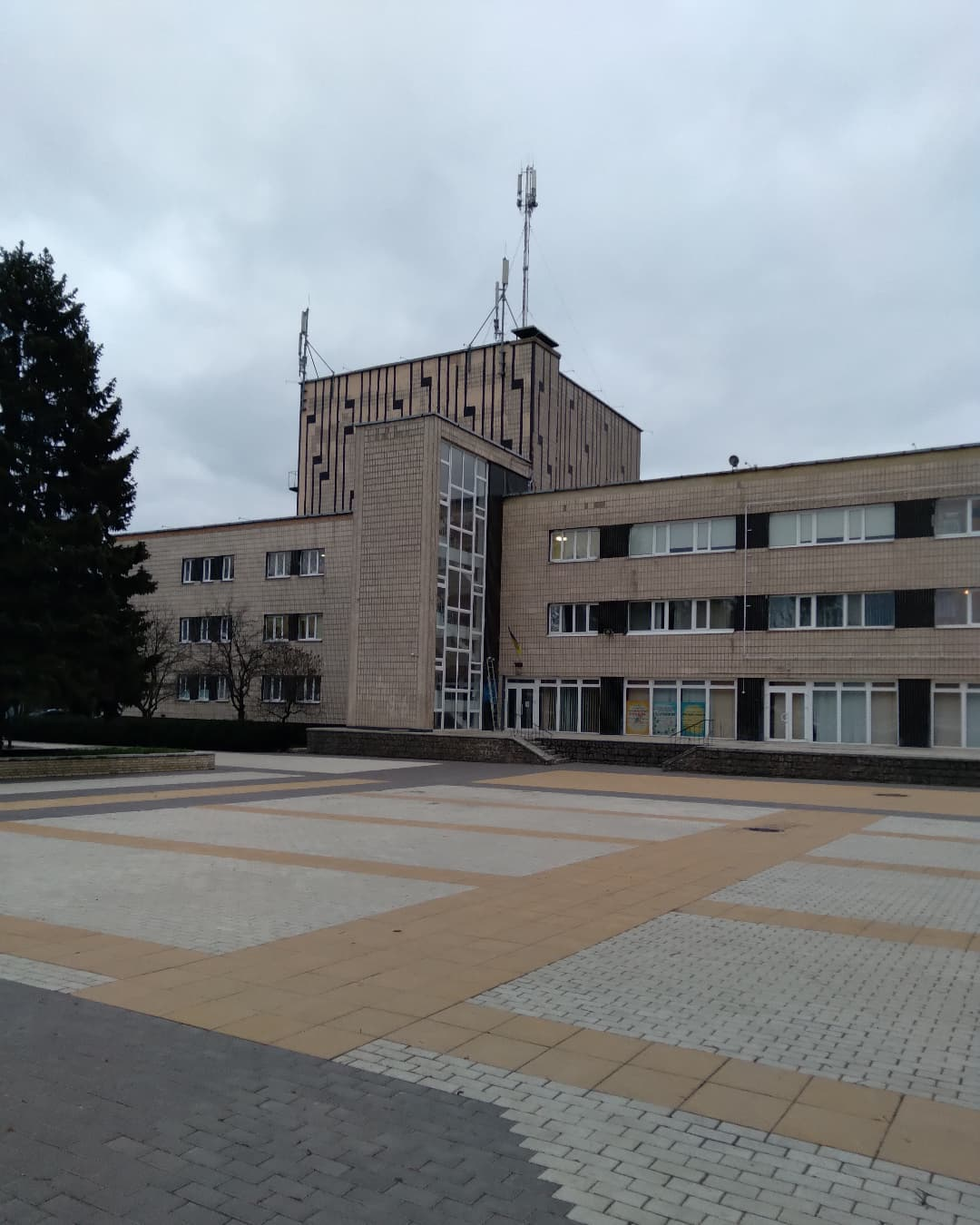
Палац Культури, 30 листопада 2021

Історія створення центру дозвілля та розвитку художньої самодіяльності починається 1970 року. З підтримкою начальника Знам'янського відділку залізниці Плотнікова О. І., депутата Верховної Ради України Макєєва В. М., трудового колективу БМП № 527 «Одестрансбуд» було побудовано Знам'янський палац культури залізничників. Його відкриття відбулося 9 травня 1977 року.
2002 року цей заклад передано у власність міста та перейменовано на міський палац культури. Творчий колектив палацу культури разом із талановитими учасниками колективів художньої самодіяльності організовує дозвілля людей різних за віком та соціальним становищем. Тут кожен знам'янчанин може обрати собі заняття до душі у різноманітних гуртках, любительських об'єднаннях, клубах за інтересами: чи то співом, поезією або танцями, сучасною та декоративно-ужитковою творчістю, чи то показати свою акторську майстерність та багато іншого.
Творчим обличчям та душею міста є створений 1992 року народний самодіяльний ансамбль пісні і танцю «Барвінок», організатором і художнім керівником якого є заслужений працівник культури України Євдокія Павлівна Мельниченко. Колектив відомий у різних куточках України, неодноразовий переможець регіональних оглядів-конкурсів, володар Гран-прі всеукраїнського фестивалю хорового мистецтва «Калиновий спів», постійний учасник конкурсів і фестивалів пісенного мистецтва. Є дійсним членом всеукраїнського науково-культурного фонду імені Тараса Шевченка та лауреатом всеукраїнського огляду народної творчості.

### Бібліотека

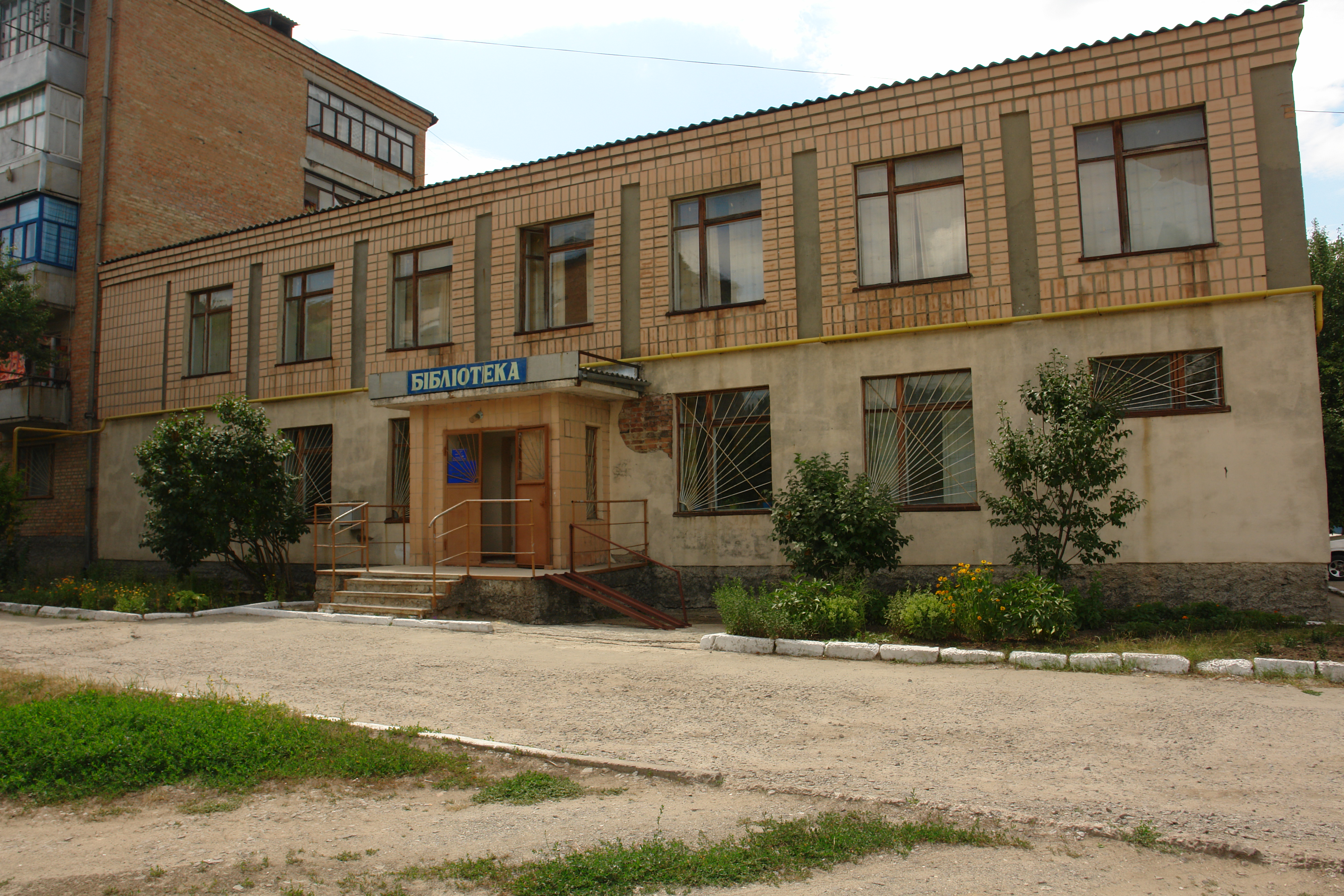
Знам'янська центральна міська бібліотека

Знам'янську міську централізовану бібліотечну систему засновано у квітні 1992 року. Вона є найменшою у Кіровоградській області. До її складу входять п'ять книгозбірень: центральна універсальна бібліотека, юнацька бібліотека і три бібліотеки-філії. Книгозбірні міської ЦБС обслуговують різні категорії користувачів: дітей, юнацтво, дорослих, та особливу увагу приділяють людям із обмеженими фізичними можливостями, соціально незахищеним верствам населення. Основним напрямком її діяльності є обслуговування користувачів із допомогою новітніх комп'ютерних технологій. Міська ЦБС має свій власний вебсайт.
Від 2002 року центральна бібліотека працює над реалізацією спільного проекту з обласною жіночою Інформаційною службою «Мережа громадянської освіти», основна мета якого полягає в забезпеченні громадян міста вільним і безкоштовним доступом до потрібної інформації завдяки мережі Інтернет. Така діяльність ЦБС сприяє підвищенню її авторитету в місті.

### Музична школа
Знам'янську дитячу музичну школу було засновано 1963 року. Протягом майже 46 років школа розвиває всі напрямки початкового музичного виховання дітей та молоді міста. 1992 року музичній школі було присвоєно ім'я класика української музики Миколи Віталійовича Лисенка. Викладачі та вихованці школи беруть активну участь у різноманітних концертних програмах міста. Учні школи посідають призові місця на обласних конкурсах. Із більше ніж 2000 вихованців школи понад 500 продовжили своє навчання за обраною музичною спеціальністю.

### Краєзнавчий музей

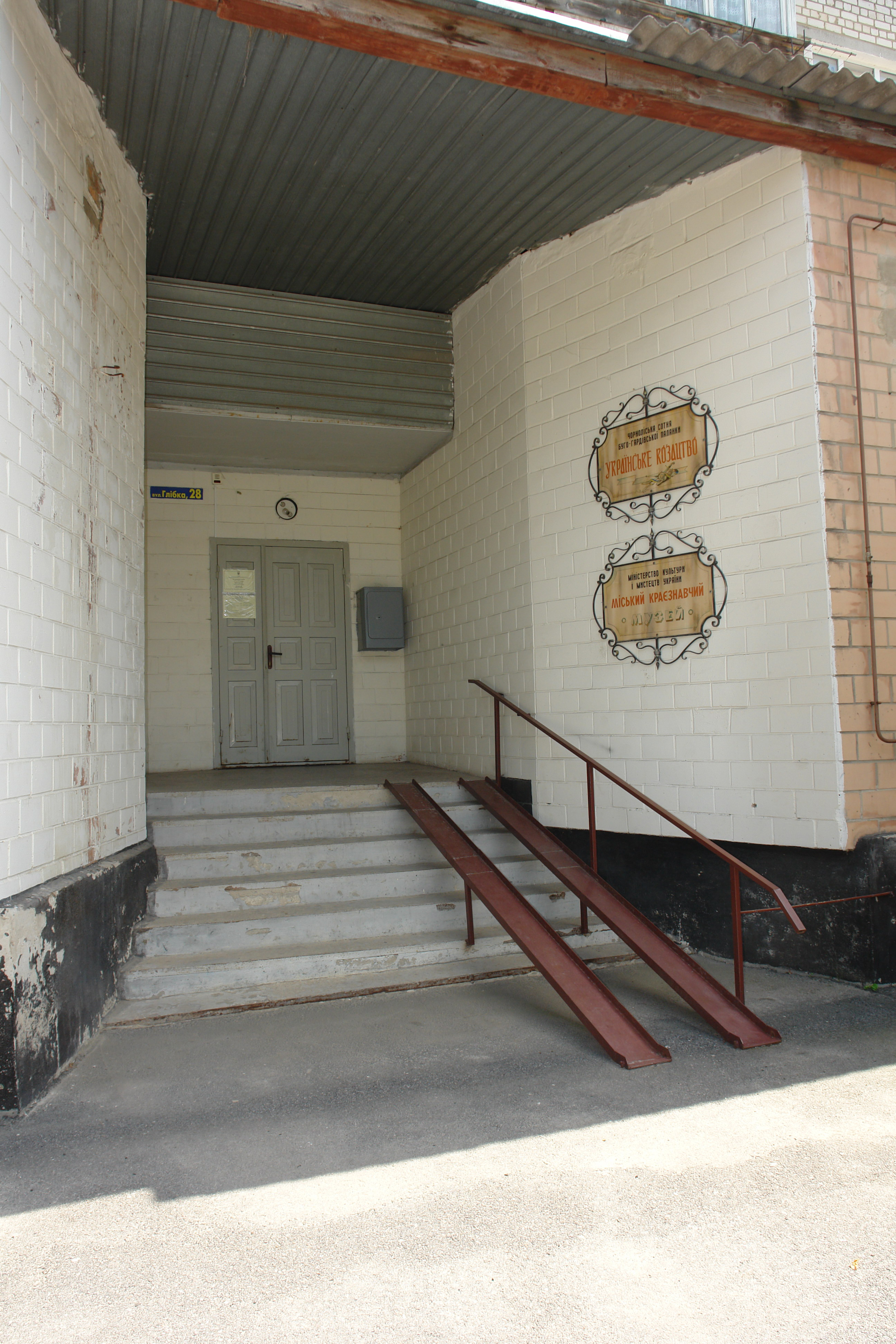
Знам'янський міський краєзнавчий музей

У місті від 1961 року працює міський краєзнавчий музей. Тоді, з нагоди 100 річниці від дня смерті Тараса Шевченка, внучата племінниця поета Катерина Максимівна Красицька та її донька Антоніна Вереміївна Красицька заснували громадський музей «Кобзарева світлиця». За тривалий час він став знаним не тільки в області, а й далеко за її межами, адже має в своїх фондах унікальні матеріали історичного і літературознавчого характеру, а також ґрунтовні матеріали генеалогії Красицьких, зібрані краєзнавцем, нащадком шевченківського роду В'ячеславом Євгеновичем Шкодою. Зараз «Кобзарева світлиця» має статус філії і входить до складу краєзнавчого музею. Дотепер — це єдиний шевченківський музей в області. У музеї діють постійні експозиції: «Природа Чорноліського краю», «Рідне місто моє», «Козацькі зимів'я і найдавніші селянські поселення у Чорноліссі», «Собор негаснучої пам'яті», «Вклонімося великим тим рокам» та практикуються тимчасові експозиції, присвячені пам'ятним датам та державним святам. Під прихистком музею діють декілька громадських організацій:
- Всеукраїнський культурно-науковий Фонд Тараса Шевченка (м. Київ, президент — Л. О. Красицька);
- Асоціація дослідників голодоморів в Україні (м. Київ, президент Л. Лук'яненко);
- Історичний клуб «Холодний яр» (м. Київ, президент Р.Коваль);
- Всеукраїнське товариство «Просвіта» імені Тараса Шевченка;
- Канцелярія Чорноліського коша Українського вільного козацтва (кошовий отаман Мазуренко В. І.).

Результатом співпраці з міським осередком організації «Просвіта» та окремим Чорноліським полком імені козака Мамая Українського козацтва є дослідження пам'яток історії і культури рідного краю, здійснення експедиційних подорожей, фіксація цікавих об'єктів історичного значення.

### Відділ культури і туризму
Відділ культури і туризму приділяє увагу охороні та збереженню культурної спадщини в місті та селищі Знам'янка Друга. У місті на обліку перебуває чотирнадцять пам'яток історії. На них укладено охоронні договори, складено акти обстеження та визначено балансоутримувачів. Під час проведення інвентаризації було виявлено, що всі наявні пам'ятки перебувають у задовільному стані.
Відділ культури і туризму як орган охорони культурної спадщини у місті контролює відведення земельних ділянок.
Заклади культури міста тісно співпрацюють із громадськими організаціями, закладами освіти міста й установами. Спільно з християнськими церквами «Благодать» і «Двері життя» відбувалися різдвяні та великодні заходи. Активно діє міська асоціація самодіяльних художників і майстрів декоративно-ужиткового мистецтва. Проведення виставок художників і народних умільців — обов'язковий складник великих міських свят.

## Пам'ятники
Після Другої Світової війни на цвинтарі загиблих вояків було споруджено пам'ятник невідомому солдатові. В'ячеслав Шкода 1989 року виступив із ініціативою встановлення у Знам'янці пам'ятника Тарасові Шевченку та брав участь у затвердженні проєктів обох монументів 1994 та 2008 років. За часів правління міського голови Віктора Крюкова у 2006 — 2010 роках було встановлено хрест жертвам Голодоморів і політичних репресій в Україні, пам'ятник учасникам афганської війни, дошку ліквідаторам наслідків Чорнобильської катастрофи (автор — ліквідатор наслідків аварії на ЧАЕС Фуртак Ю. Б.). У 2015 було встановлено пам'ятну дошку Віктору Голому на будинку де він жив. У 2021 було встановлено дошку пам'яті полеглим героям війни на сході України. (були зображені : Віктор Голий, Дмитро Цуркан, Катерина Носкова, Сергій Капелюха, Дмитро Єфремов, Дмитро Кісліченко, Юрій Коваль і Сергій Трубін). Наприкінці 2023 на ній також було встановлено фотографії героїв які загинули під час повномасштабного вторгнення: Ігора Романенко, Іллі Боровкова, Сергія Галімона, Сергія Назарова, Володимира Мостового,  Віталія Полякова, Олега Бойко, Олега Гетьманця, Миколи Генха, Олександра Д'яченко, Максима Хандусенко, Володимира Окуненко, Богдана Борисенко, Юрія Кравченко, Віталія Кучеренко, Костянтина Яковенко, Сергія Дикого, Андрія Ковтуна, Василя Бєлосвєтова та інших.

Пам'ятник учасникам афганської війни
Дошка ліквідаторам наслідків Чорнобильської катастрофи
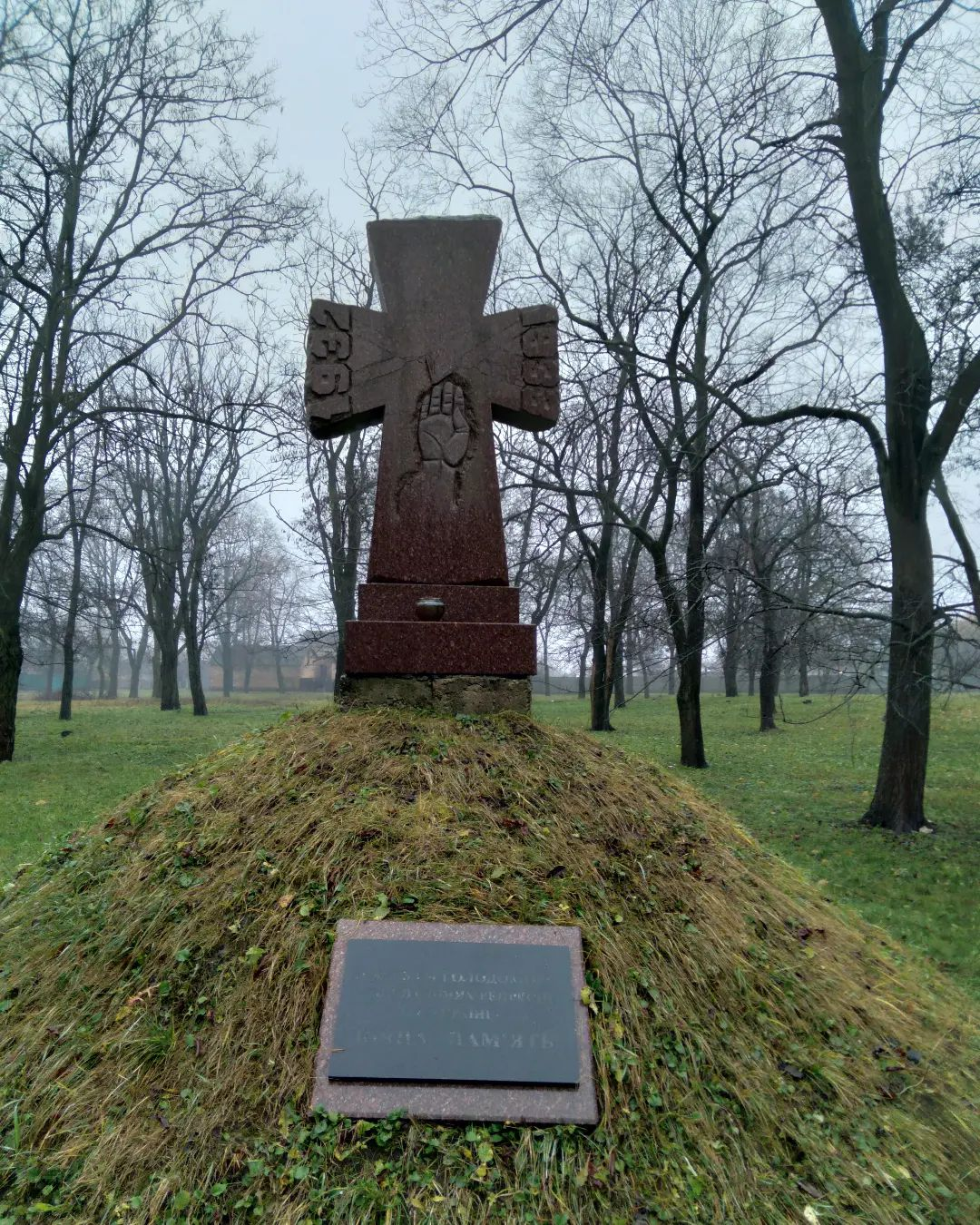
Пам'ятник жертвам Голодоморів і політичних репресій (2022)
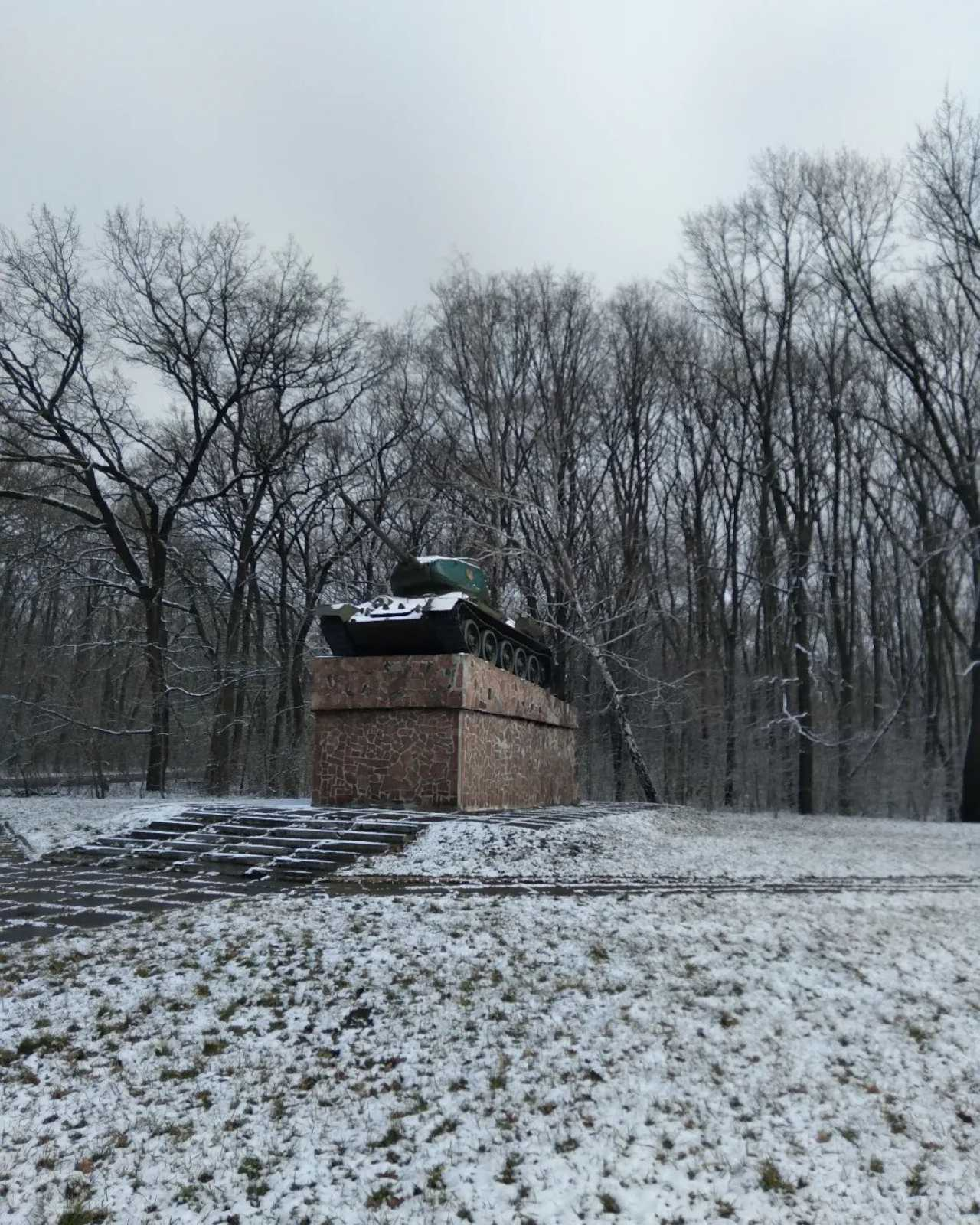
Пам’ятний знак воїнам танкістам Танк Т–34
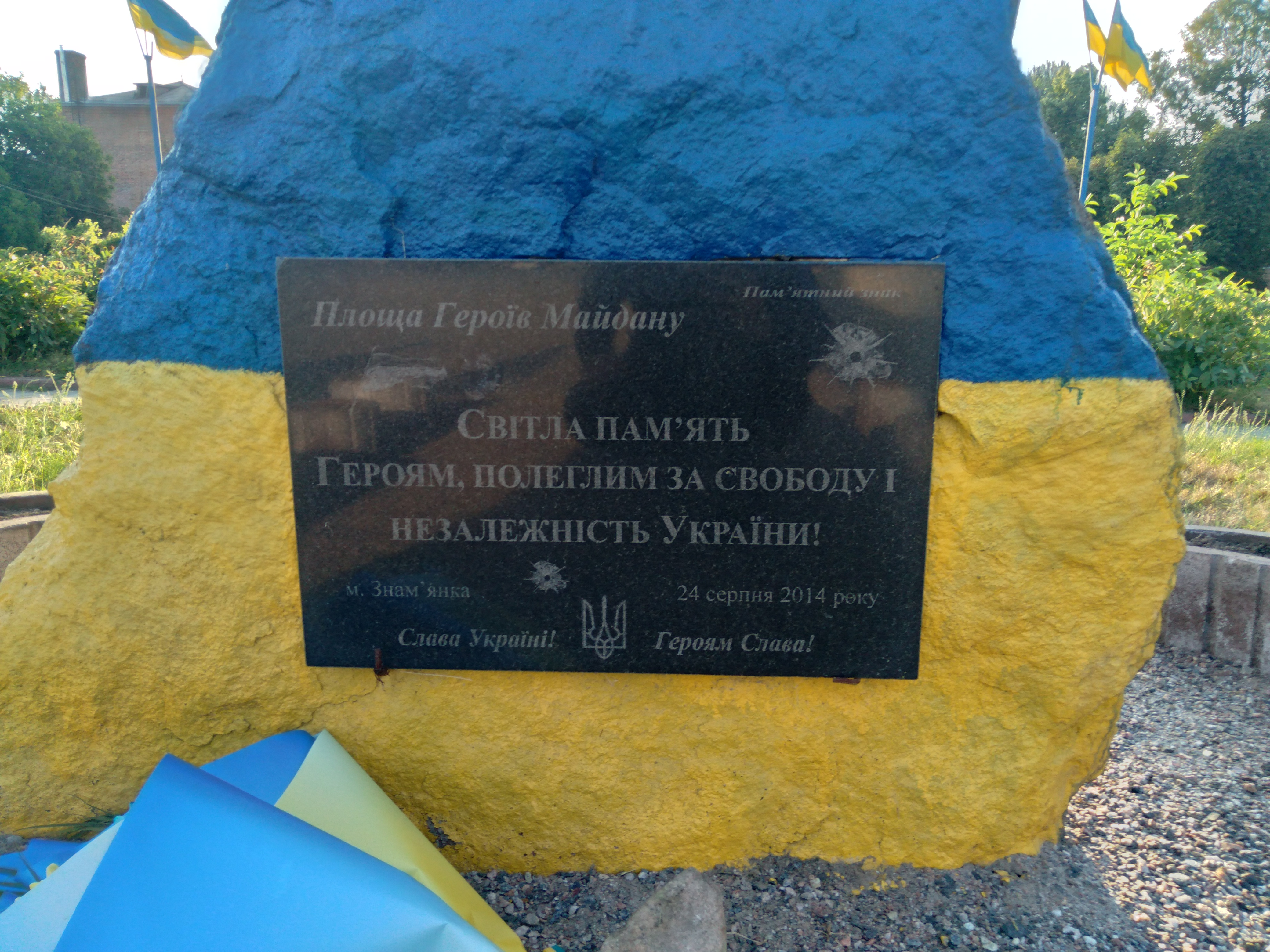
Пам'ятник подіям Євромайдану
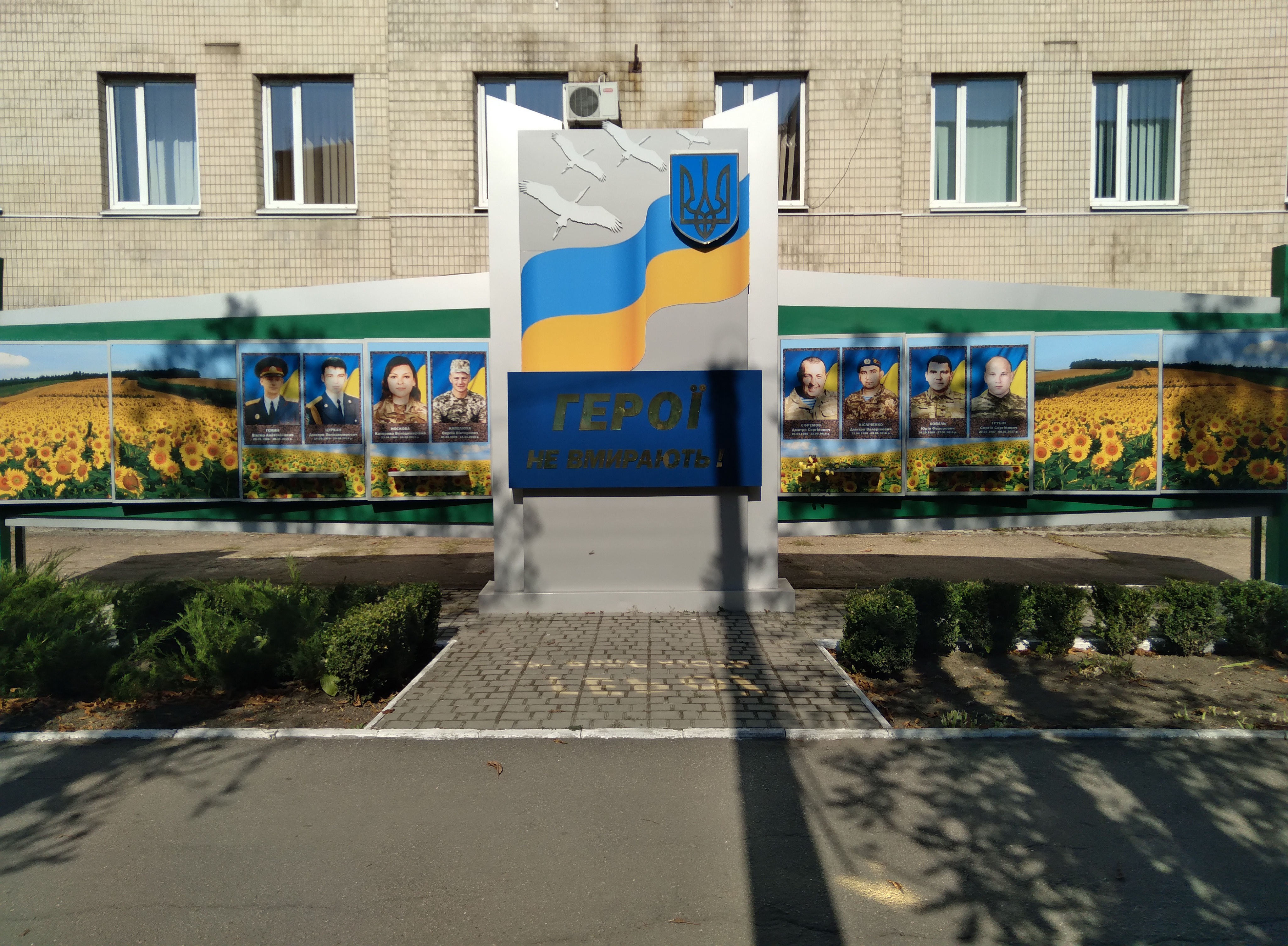
Дошка пам'яті Героїв війни на сході України
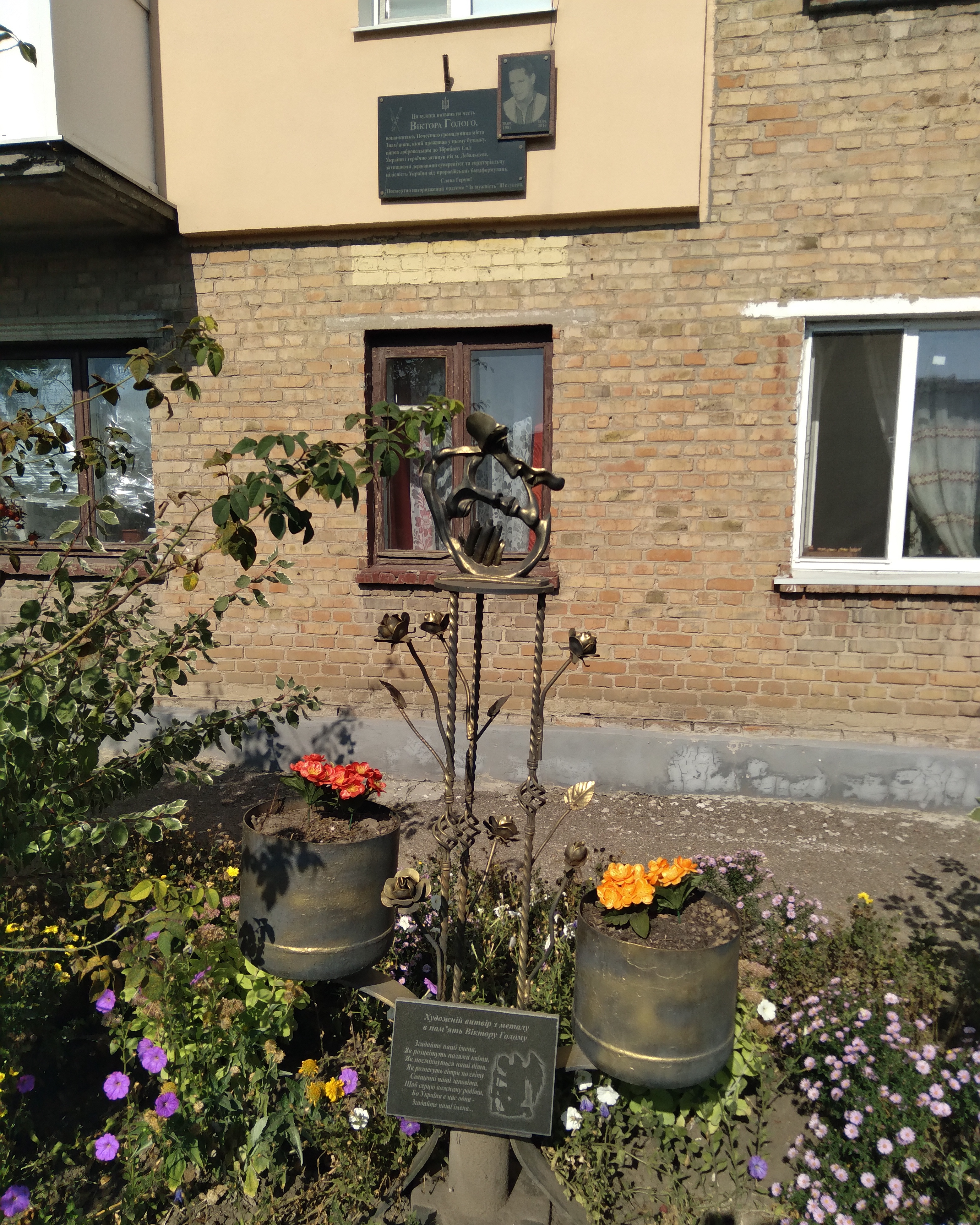
Табличка Віктора Голого
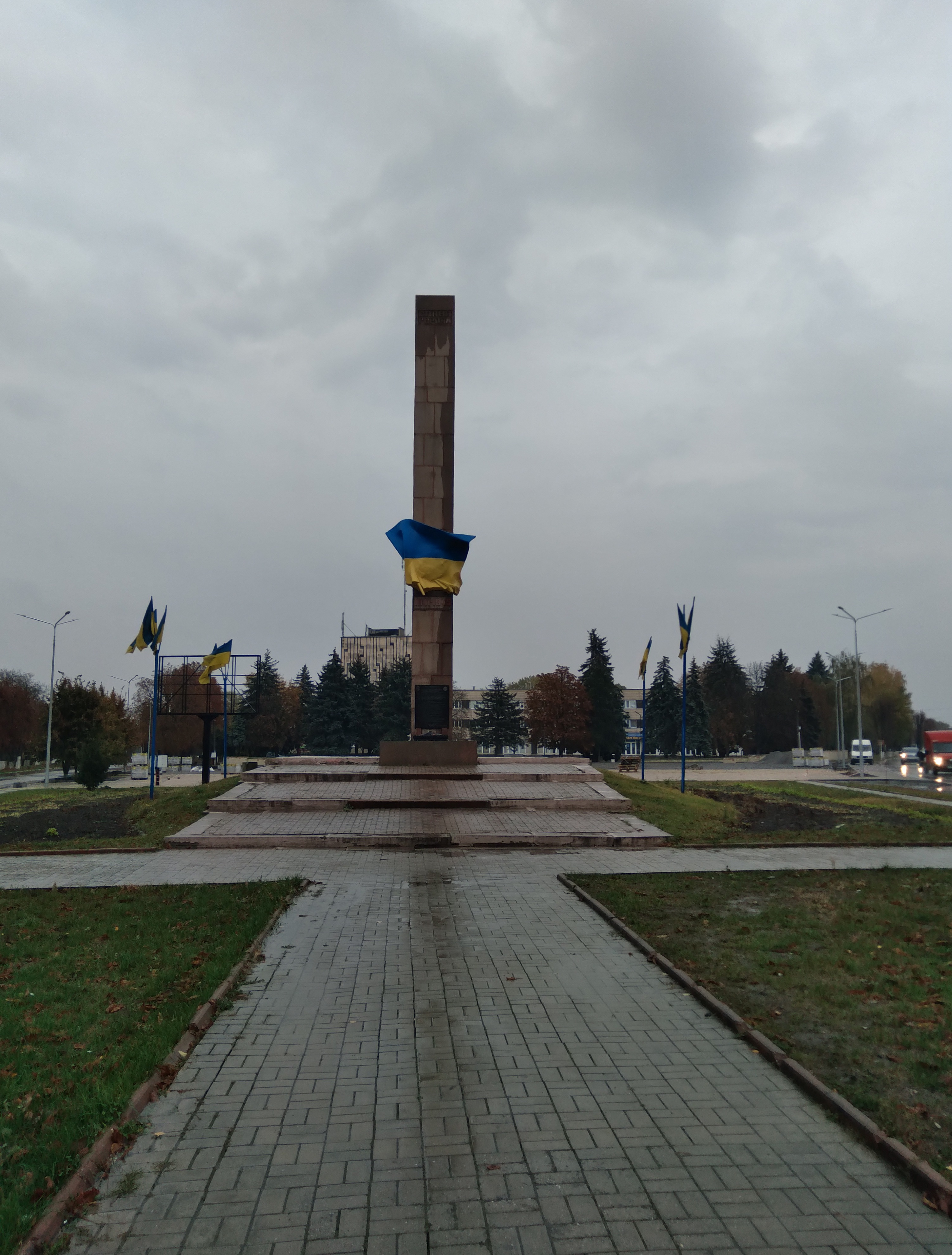
Пам’ятний знак на честь визволення міста від нацистських загарбників (2023)
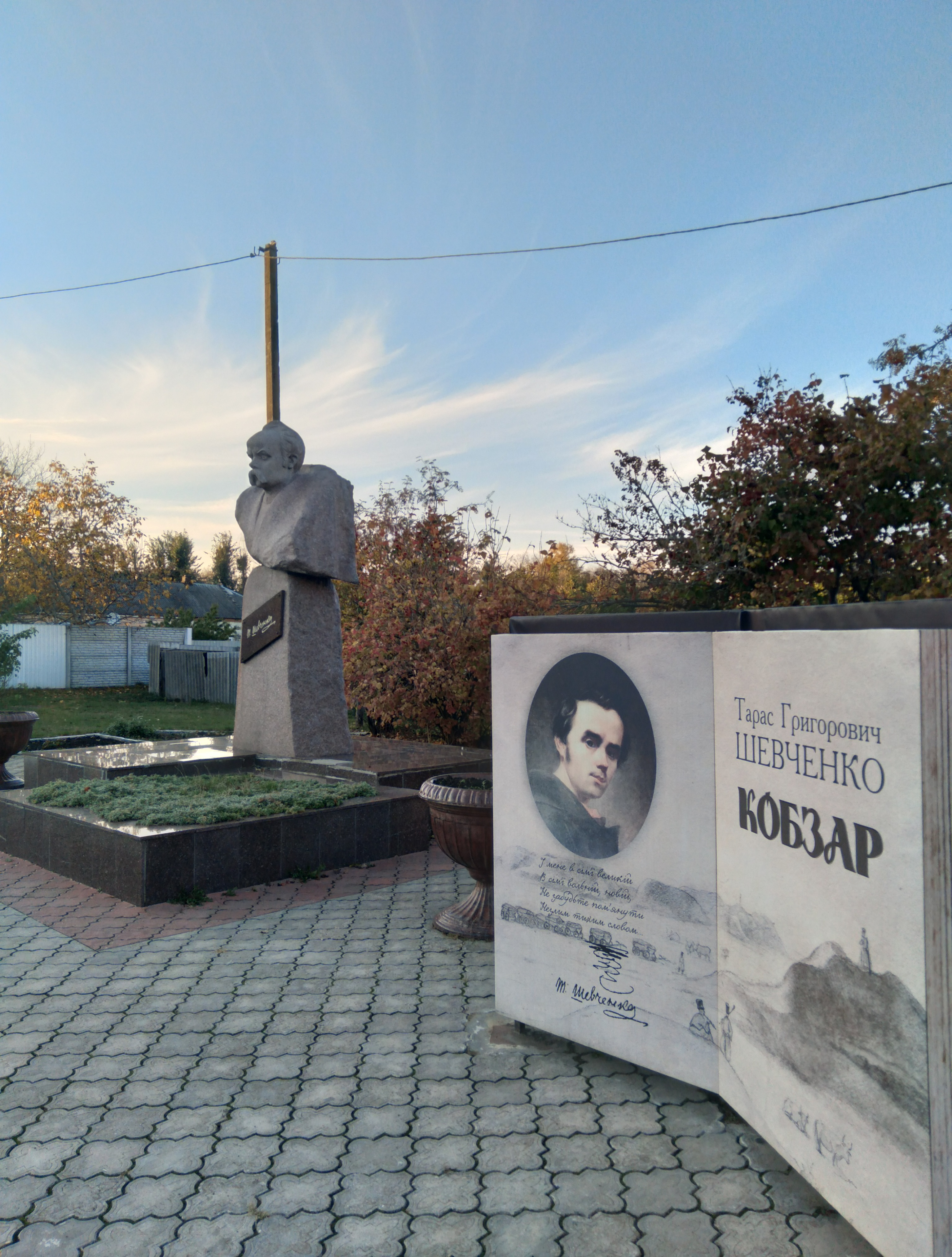
Пам'ятник Тарасові Шевченку
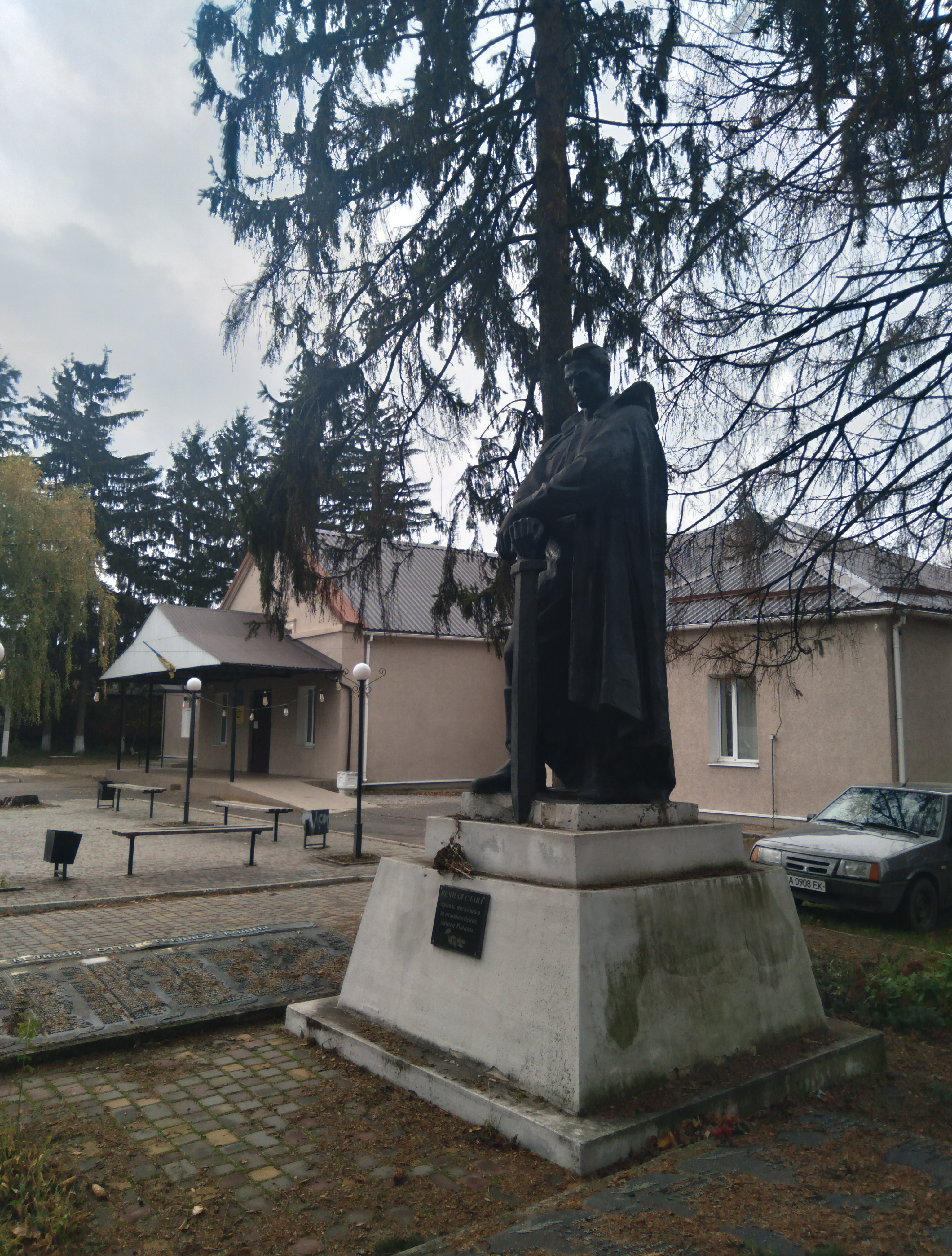
Пам'ятник воїнам полеглим у часи Другої Світової війни (2023)
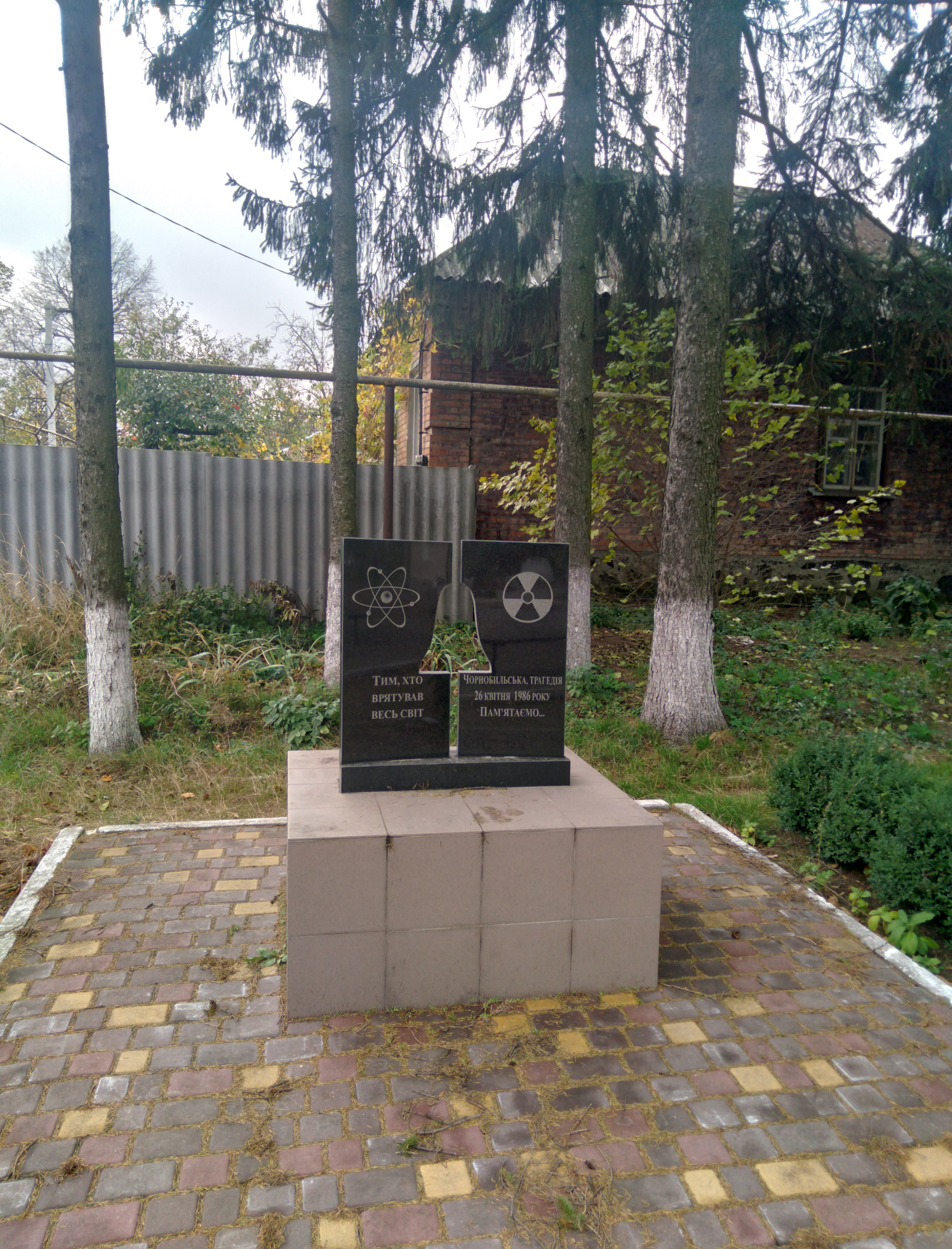
Пам'ятник ліквідаторам наслідків Чорнобильської катастрофи у Знам'янці Другій
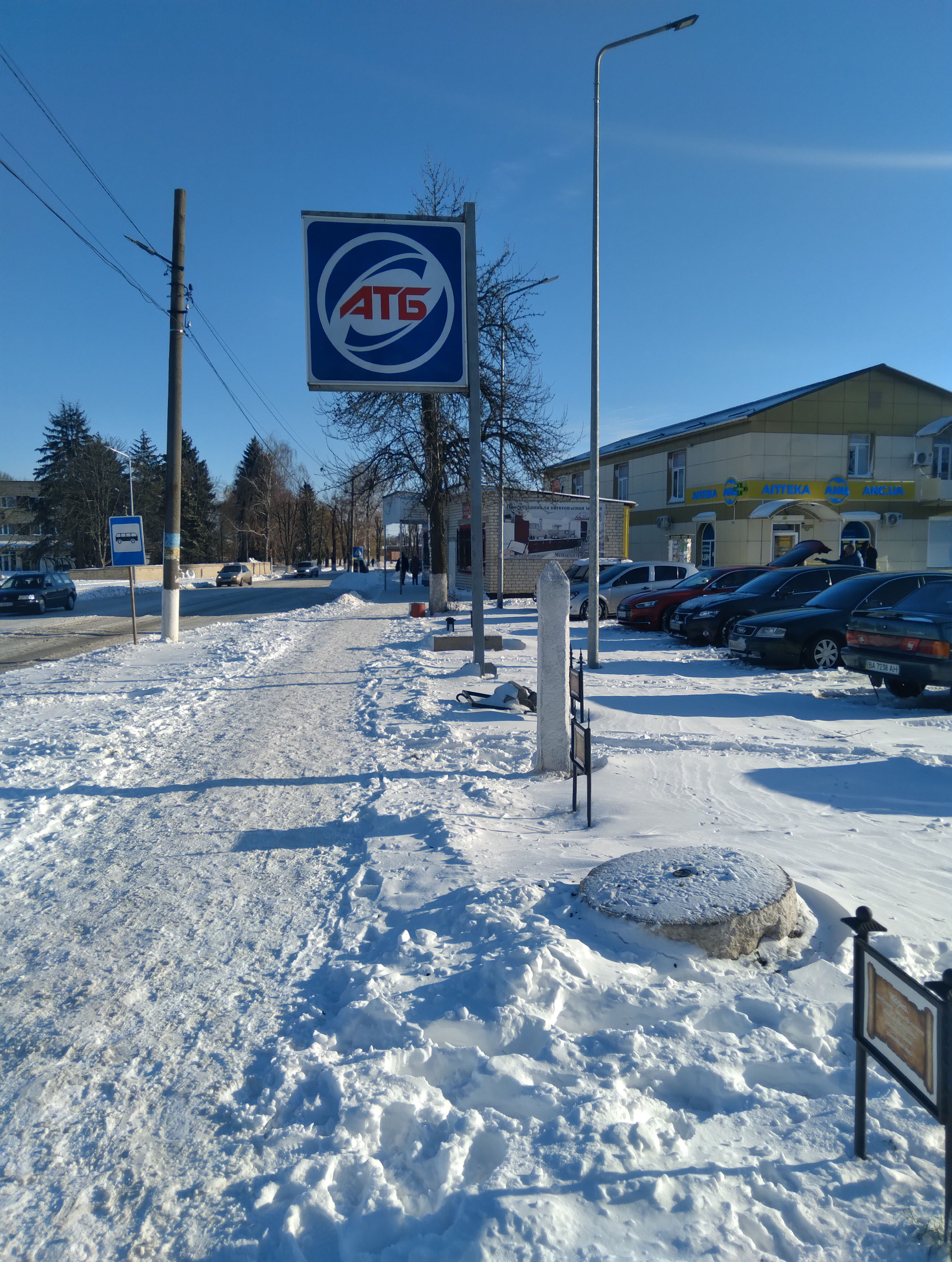
Археологічні знахідки у центрі міста
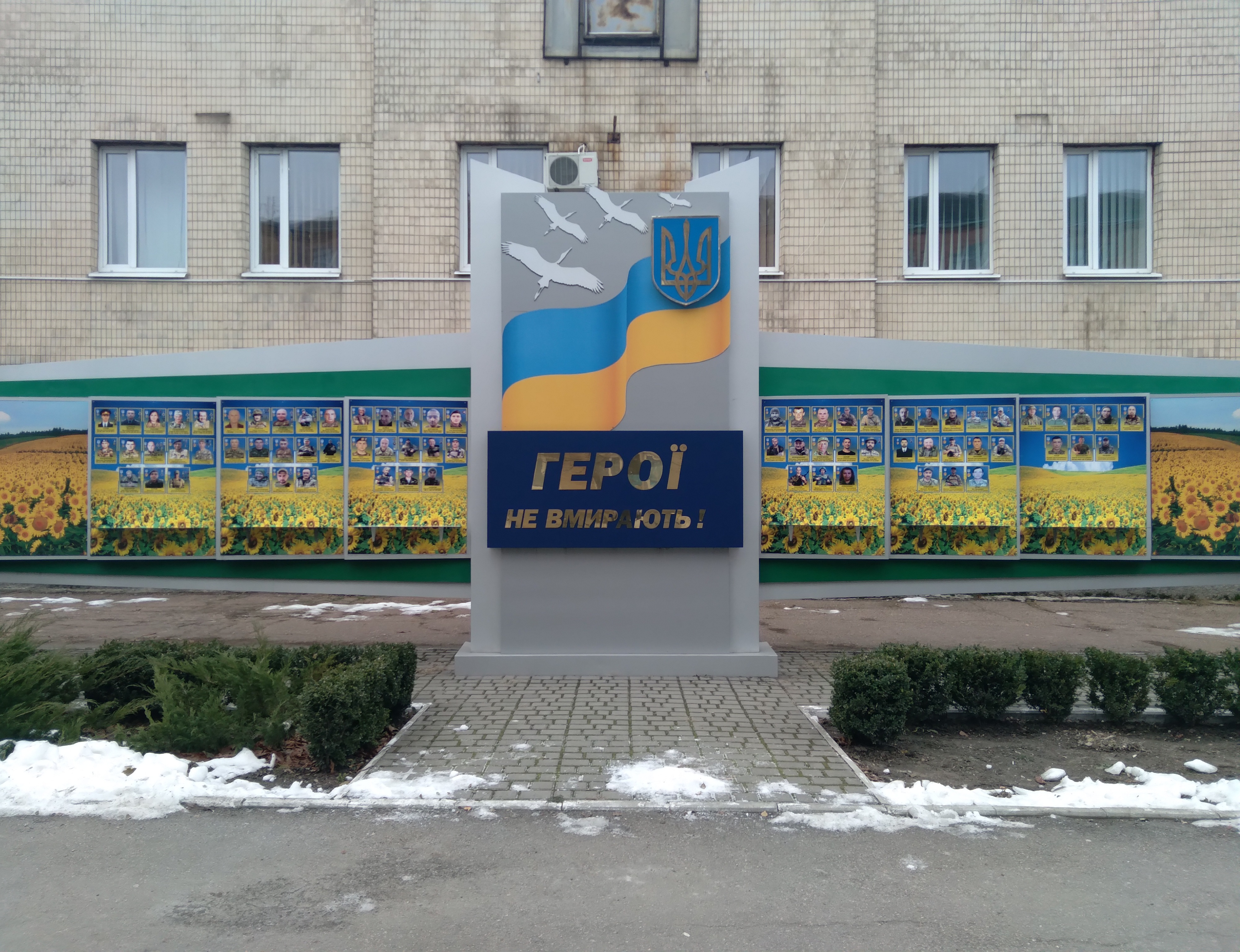
Дошка пам'яті Героїв російсько-української війни (кінець 2023)
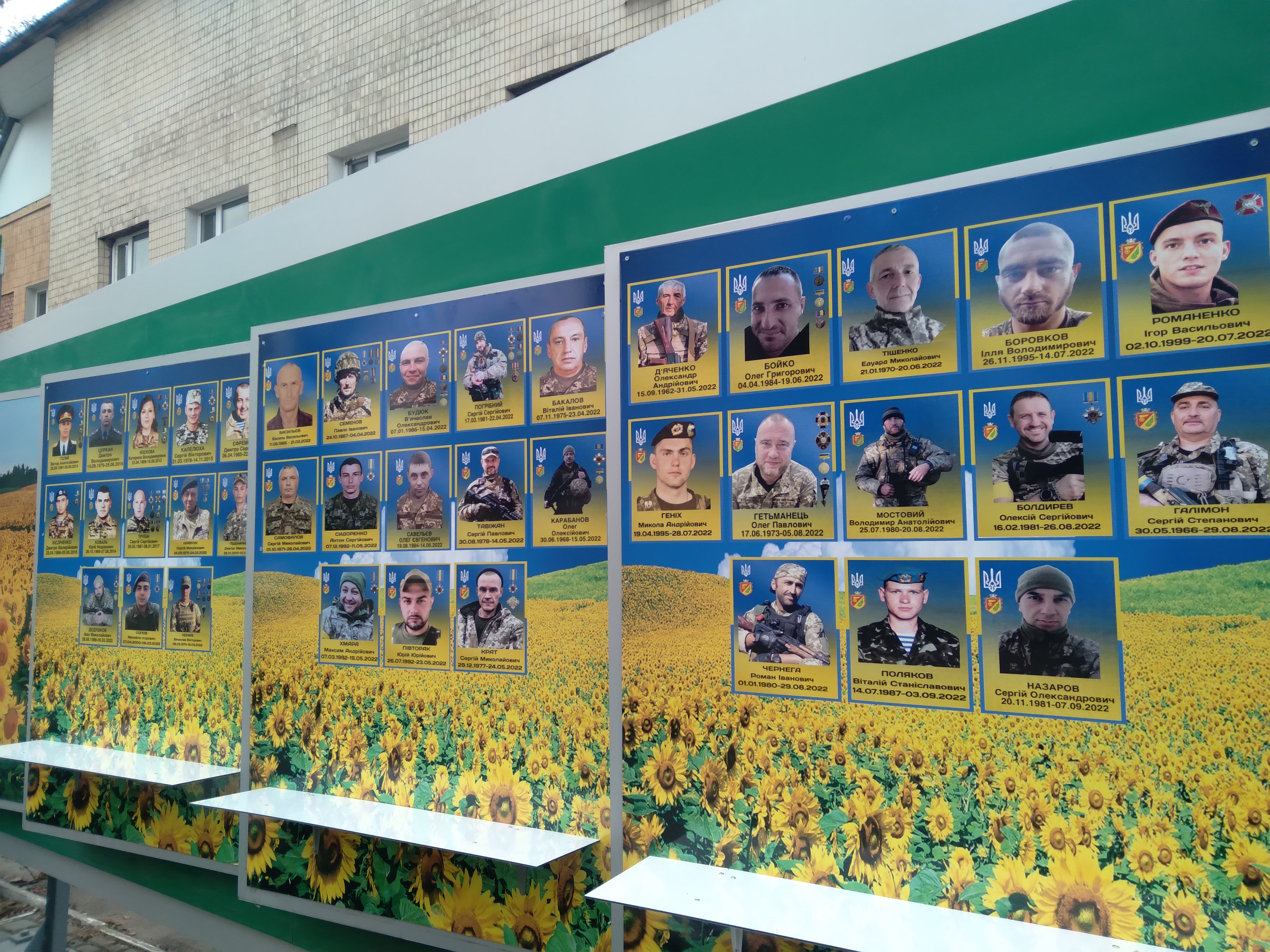
Фотографії на дошці пам'яті (ліворуч)
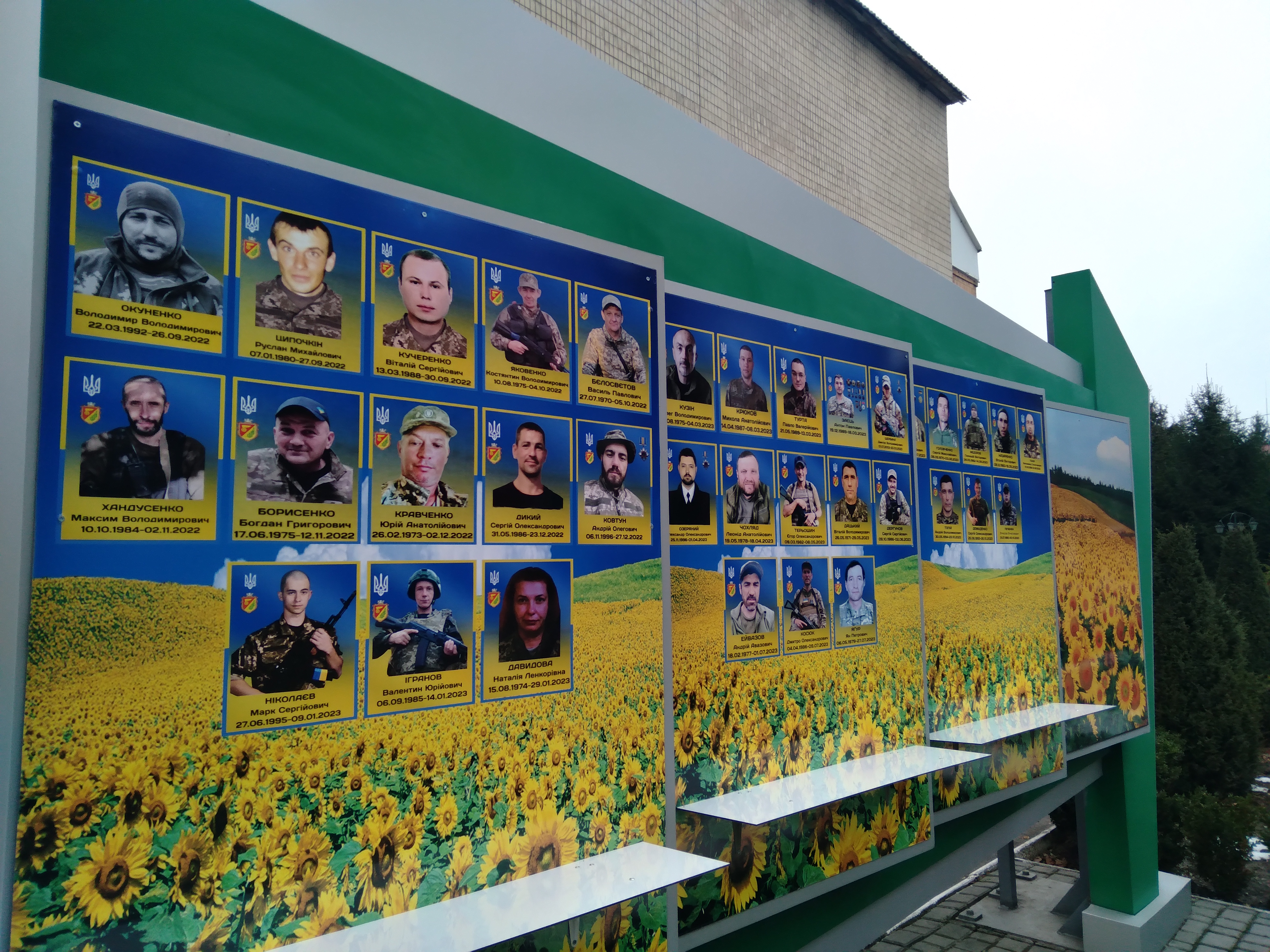
Фотографії на дошці пам'яті (праворуч)

## Відомі люди

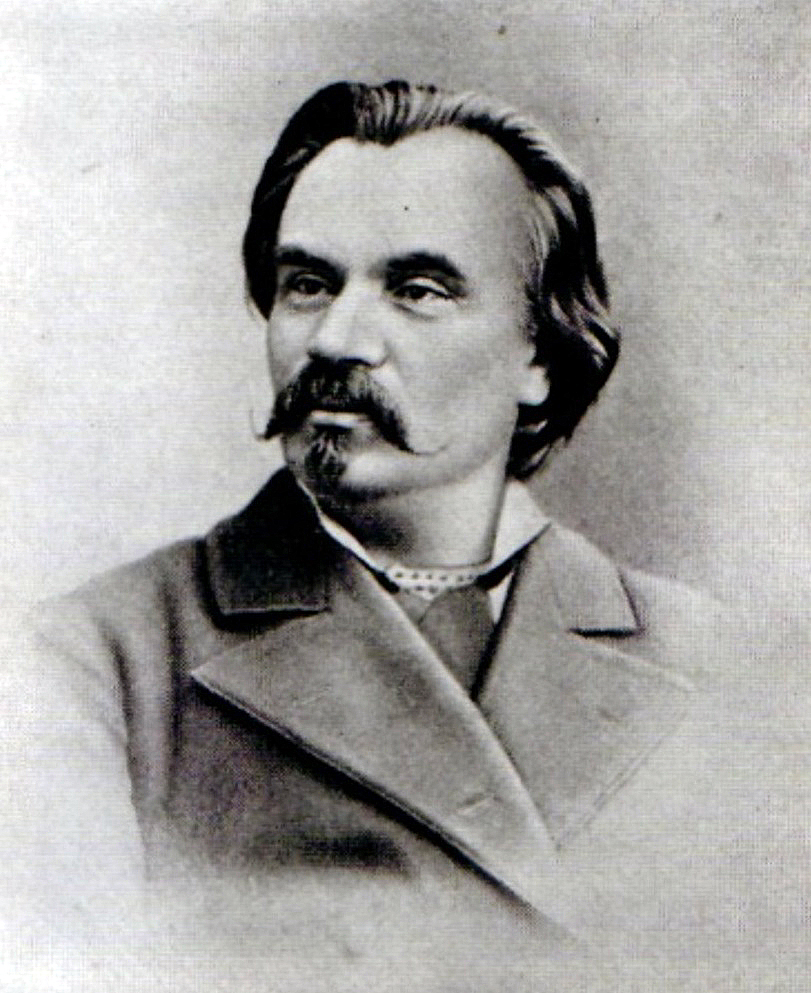
Михайло Старицький

З історією Знам'янки кінця XIX — початку XX століття пов'язано життя і діяльність відомих діячів української культури.
У Знам'янці жив і працював досвідчений лікар залізничної лікарні, брат видатного українського композитора Миколи Лисенка — Андрій Лисенко.
Улітку 1892 року тут перебували сім'ї композитора Миколи Лисенка та драматурга Михайла Старицького. В Орловій Балці Микола Лисенко зустрічався з Каролем Шимановським — майбутнім видатним польським композитором, працював над оркестровкою опери «Тарас Бульба». Теплу згадку про Знам'янку й Орлову Балку залишив польський письменник Ярослав Івашкевич. Михайло Старицький написав тут драму з народного побуту «Без світу». За порадою і творчою допомогою Старицького Андрій Лисенко 1898 року зорганізував серед робітників станції і депо аматорський музично-драматичний гурток. Одним із перших його спектаклів була п'єса «Не судилось». Тут провів своє дитинство і артист Юрій Лисенко, який згодом працював у театрі разом з Марією Заньковецькою, Панасом Саксаганським та іншими видатними акторами.
Також у місті народився
- прозаїк і драматург Товстоніс Віталій Павлович.
- Балога Петро Іванович (1963—2015) — старший солдат Збройних сил України, учасник російсько-української війни.
- Гарасевич Марія Савівна (1918—2004) — українська письменниця.
- Голий Віктор Анатолійович (1981—2014) — солдат Збройних сил України, учасник російсько-української війни.
- Єфремов Дмитро Сергійович (1985—2016) — солдат Збройних сил України, учасник російсько-української війни.
- Заєць Антон Павлович (1989—2023) — Старший Лейтенант Збройних сил України, учасник російсько-української війни, Герой України
- Романенко Ігор Васильович (1999—2022) — лейтенант Збройних сил України, учасник російсько-української війни.
- Калюжний Вiктор Станіславович (1967-2024) солдат Збройних сил України, герой російсько-української війни.
- Царуш Лілія (* 2006) — українська снукеристка. Чемпіонка України 2021 року.

## Галерея

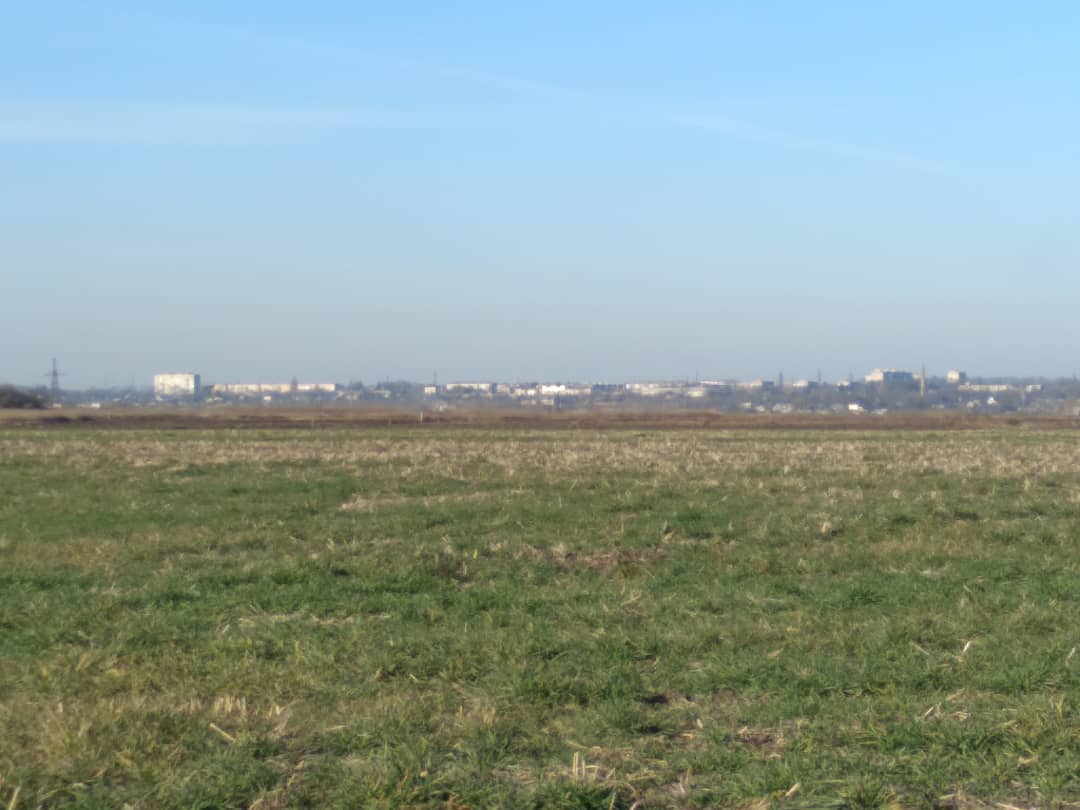
Панорама міста (2021)
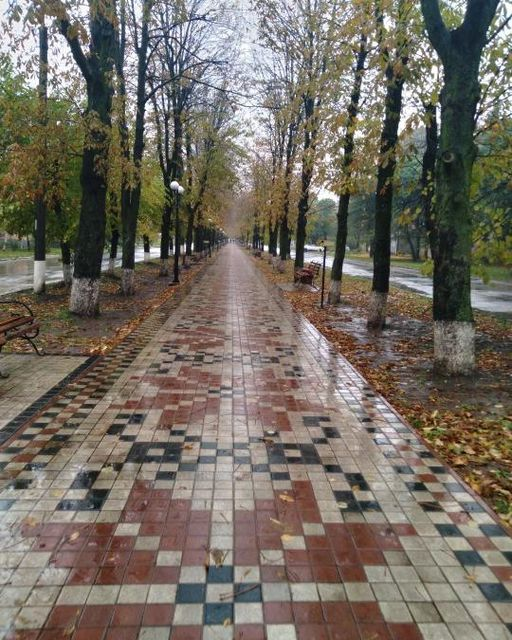
Привокзальна аллея
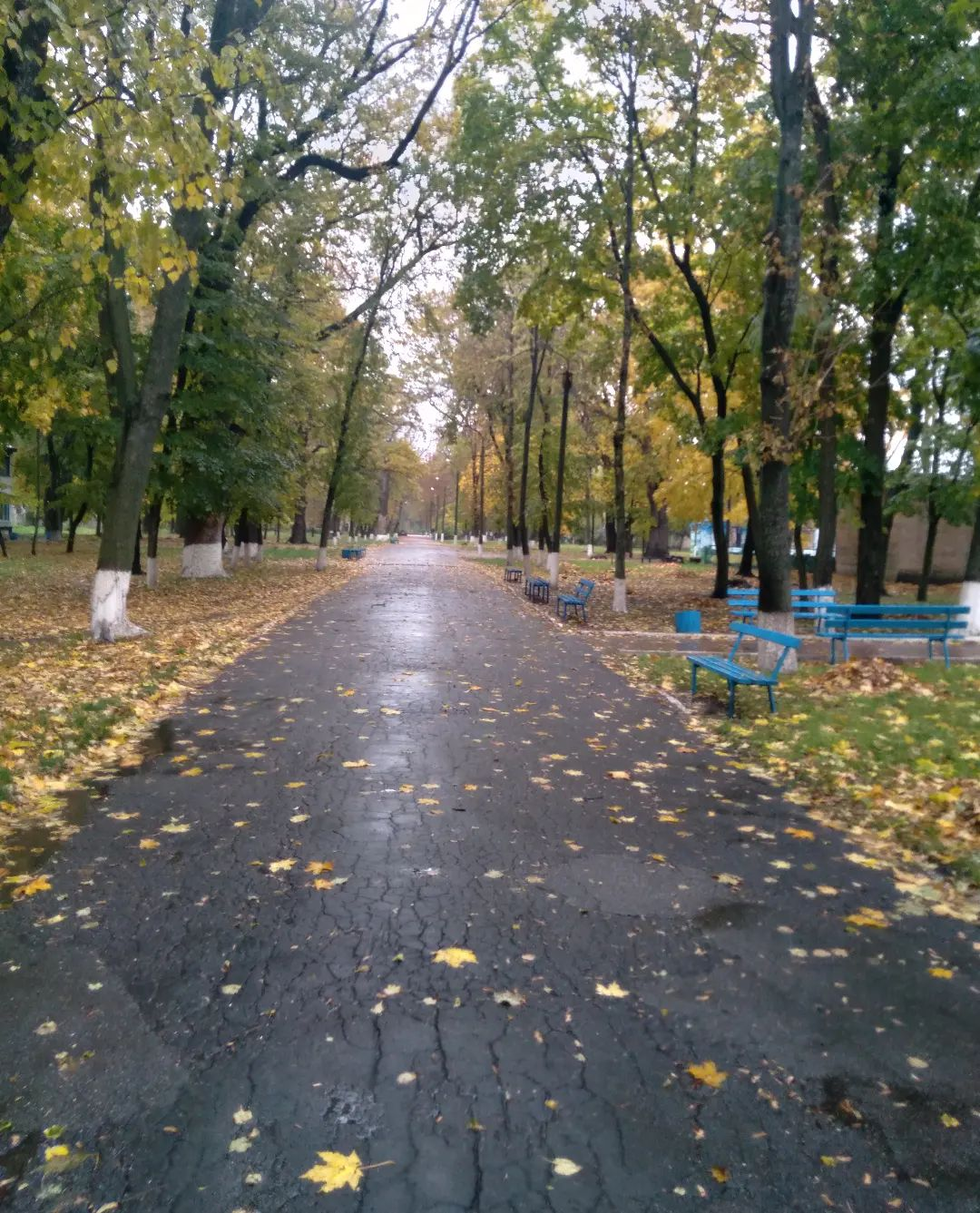
Міський парк
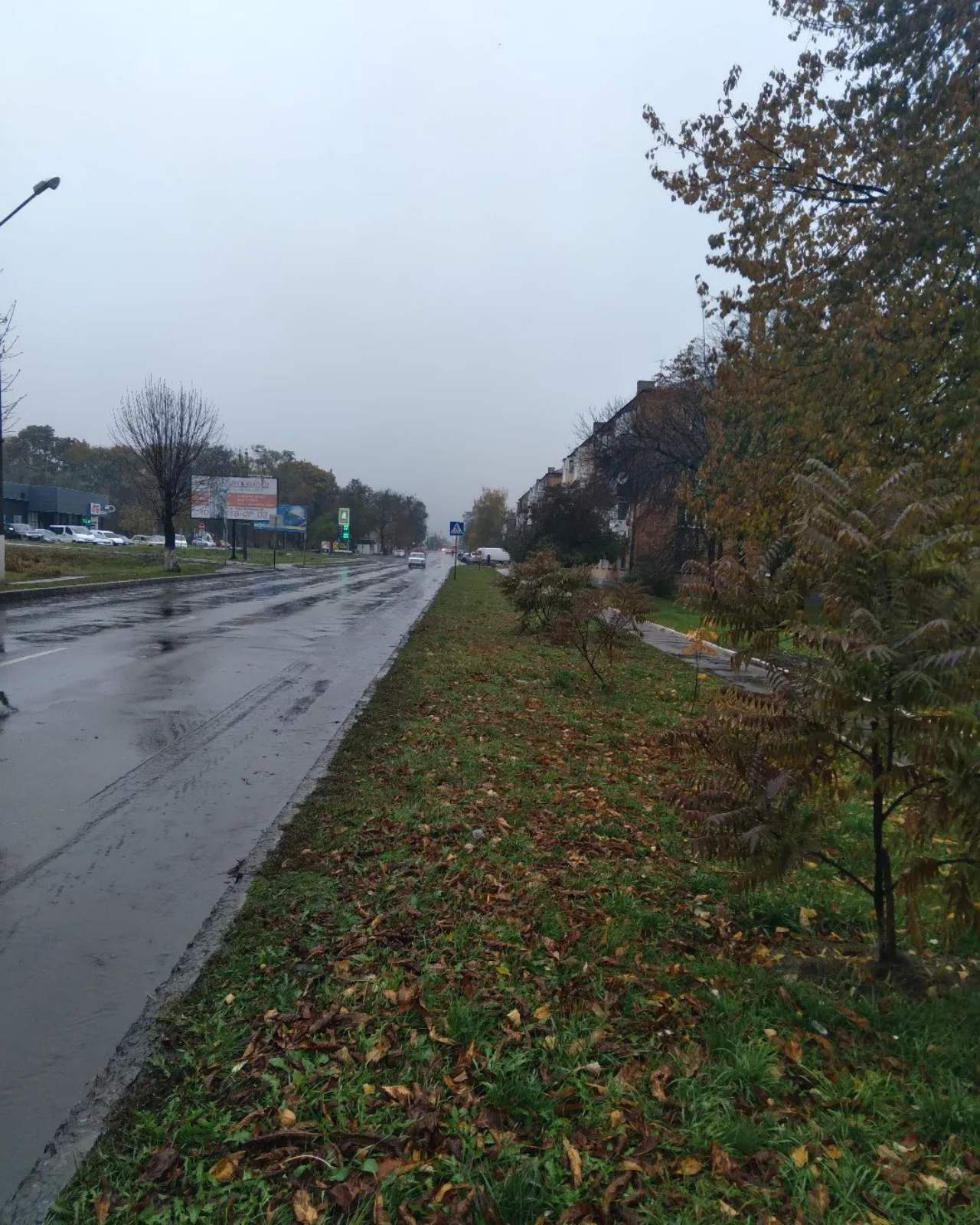
Центральна вулиця Віктора Голого
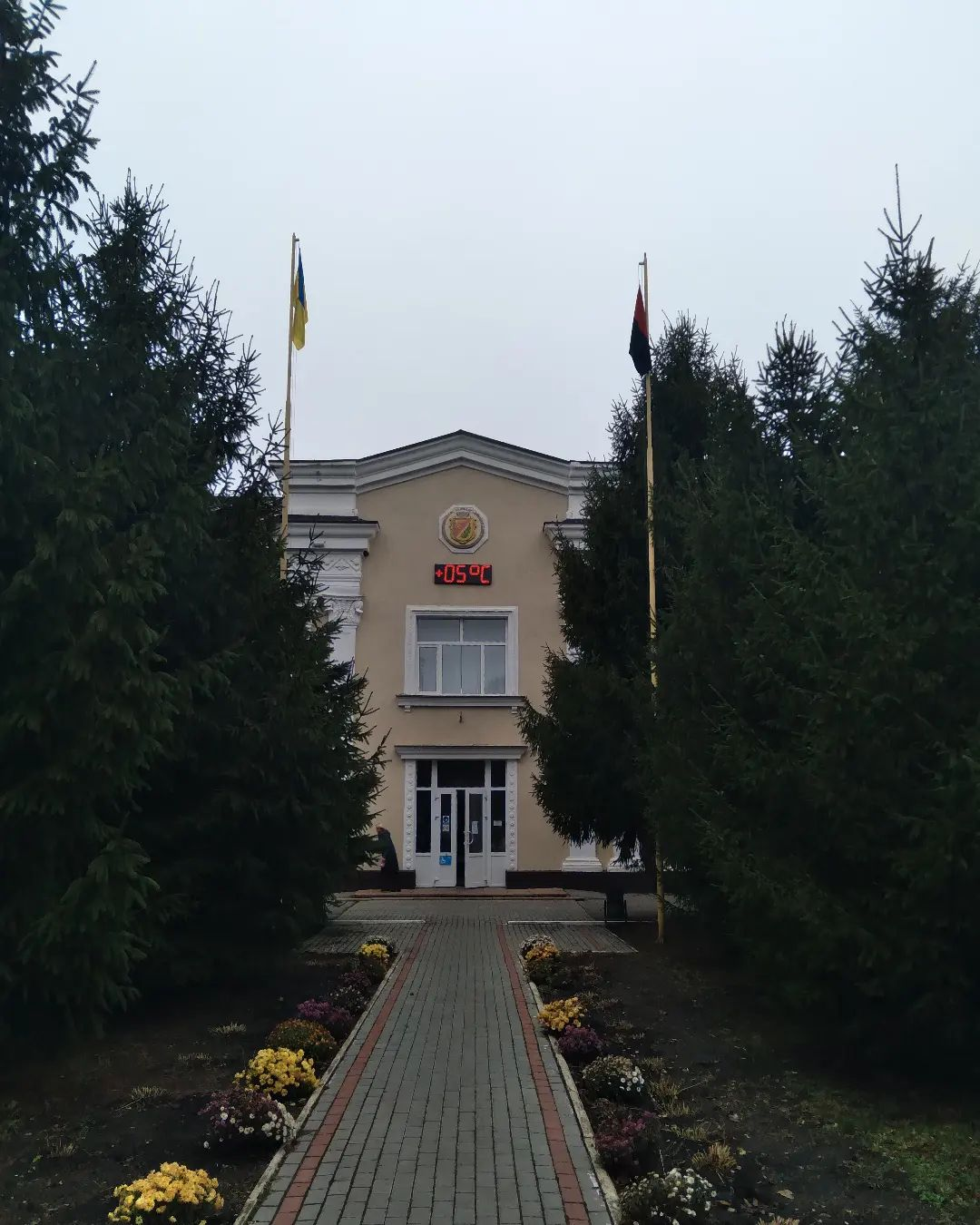
Знам'янська міська рада
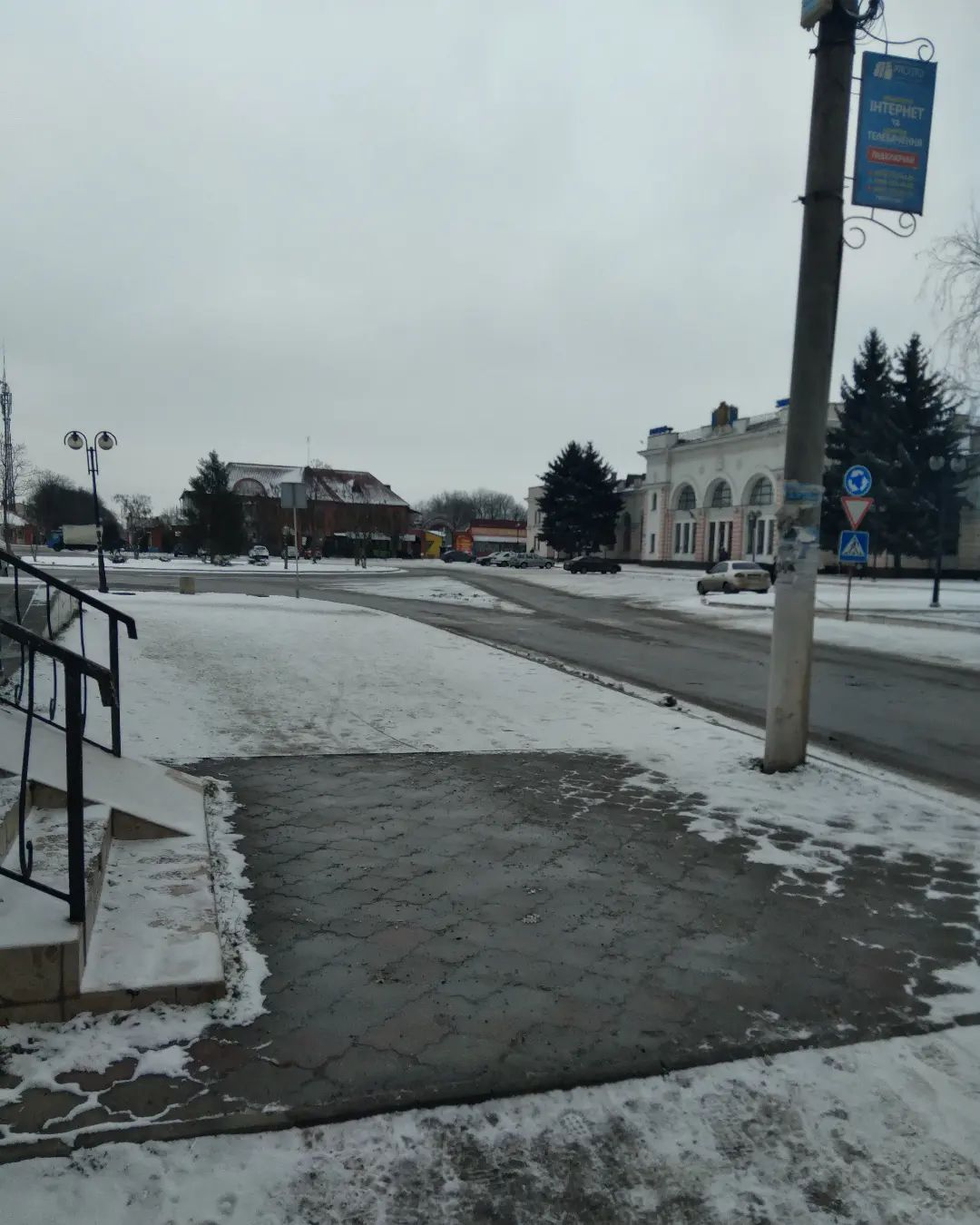
Вокзальна площа
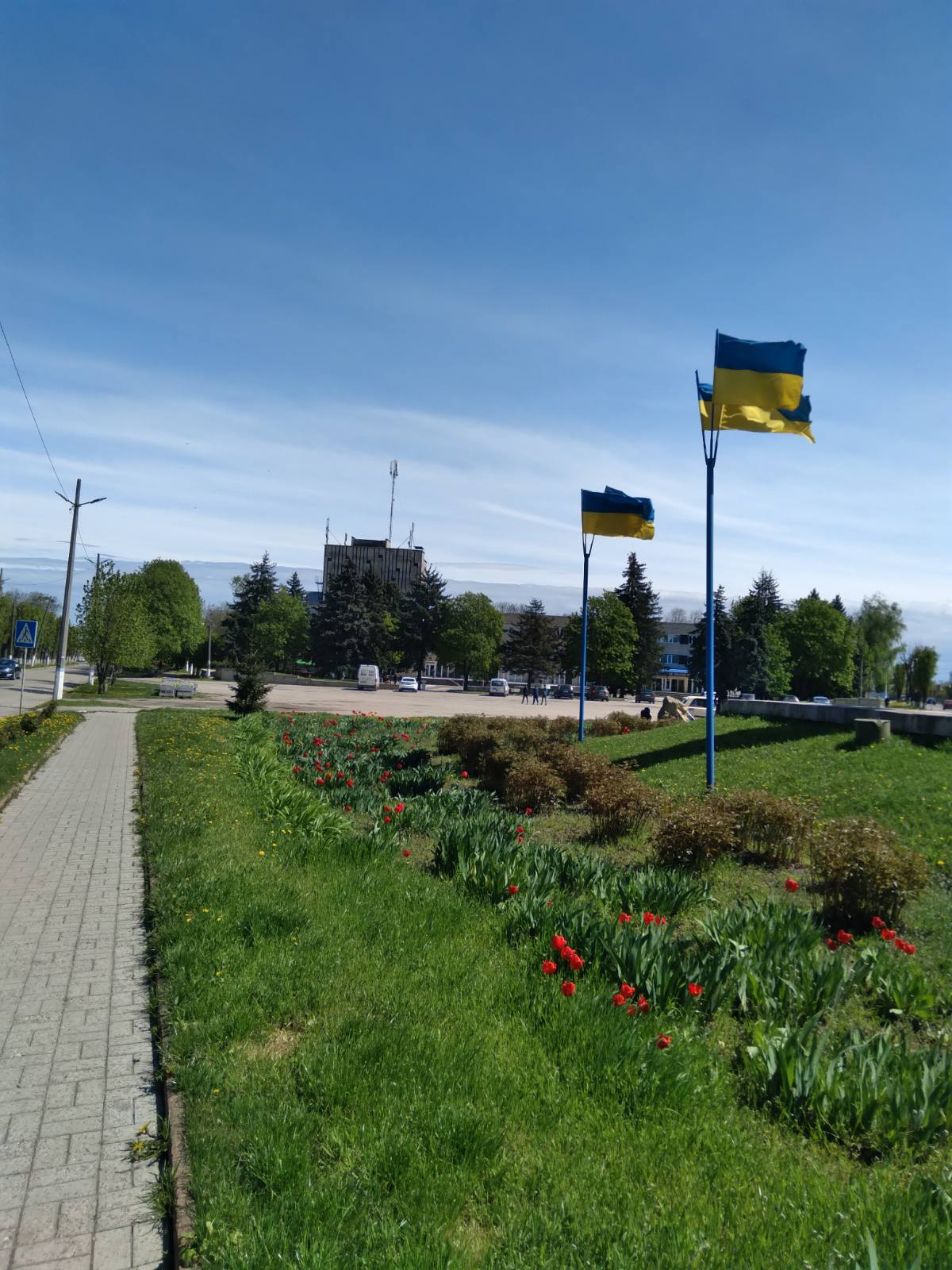
Знам'янський палац культури
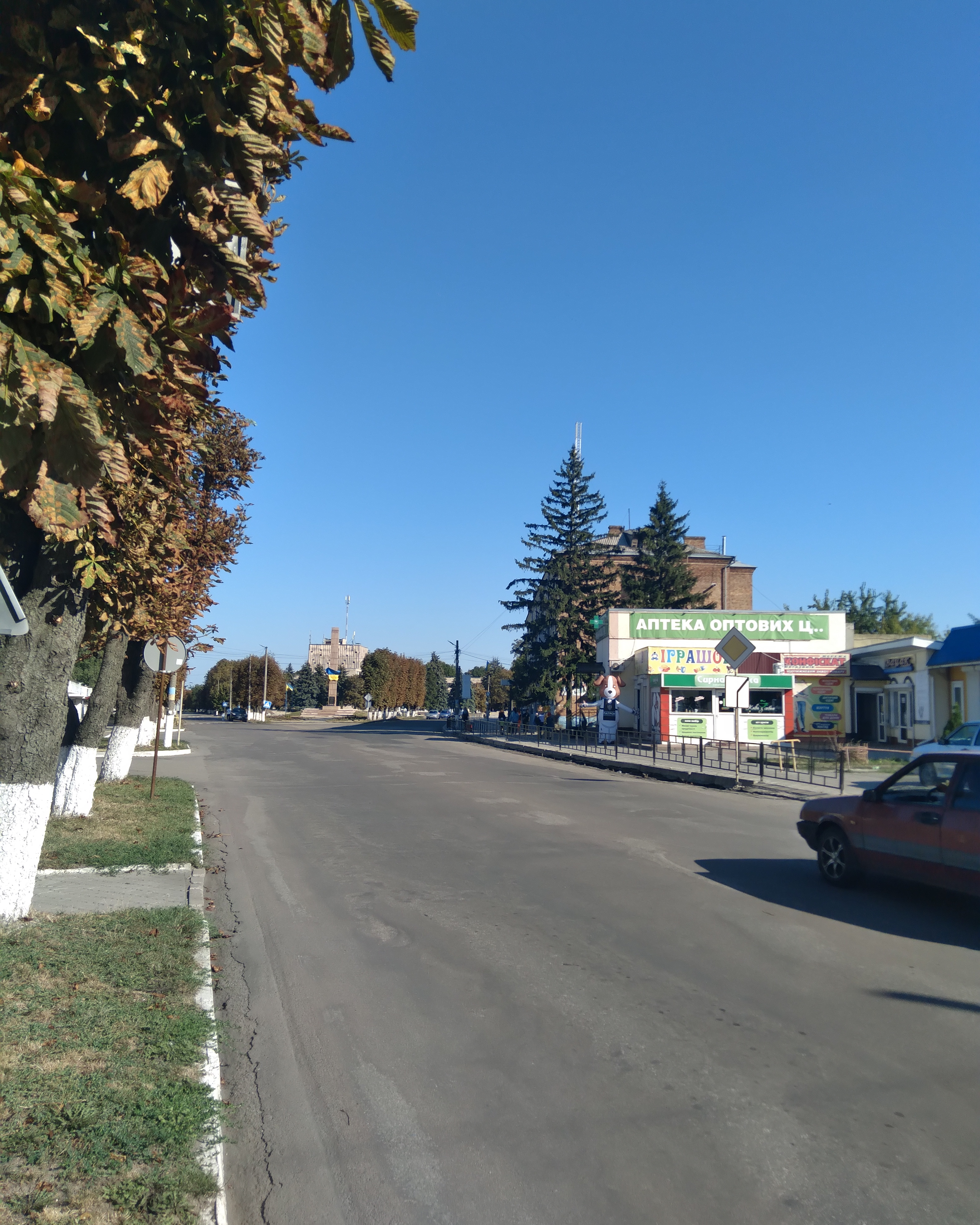
Центр міста
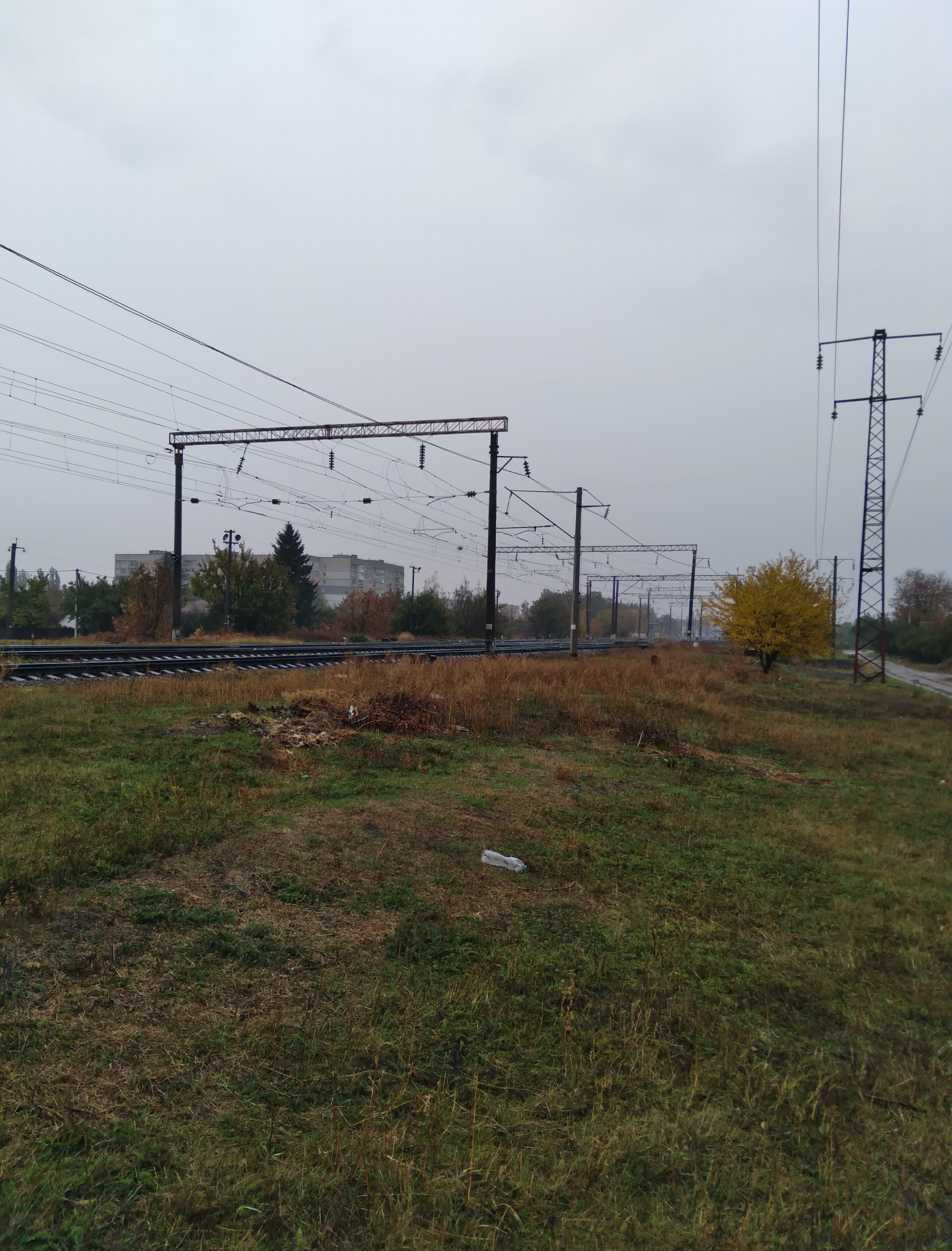
вул. Вокзальна
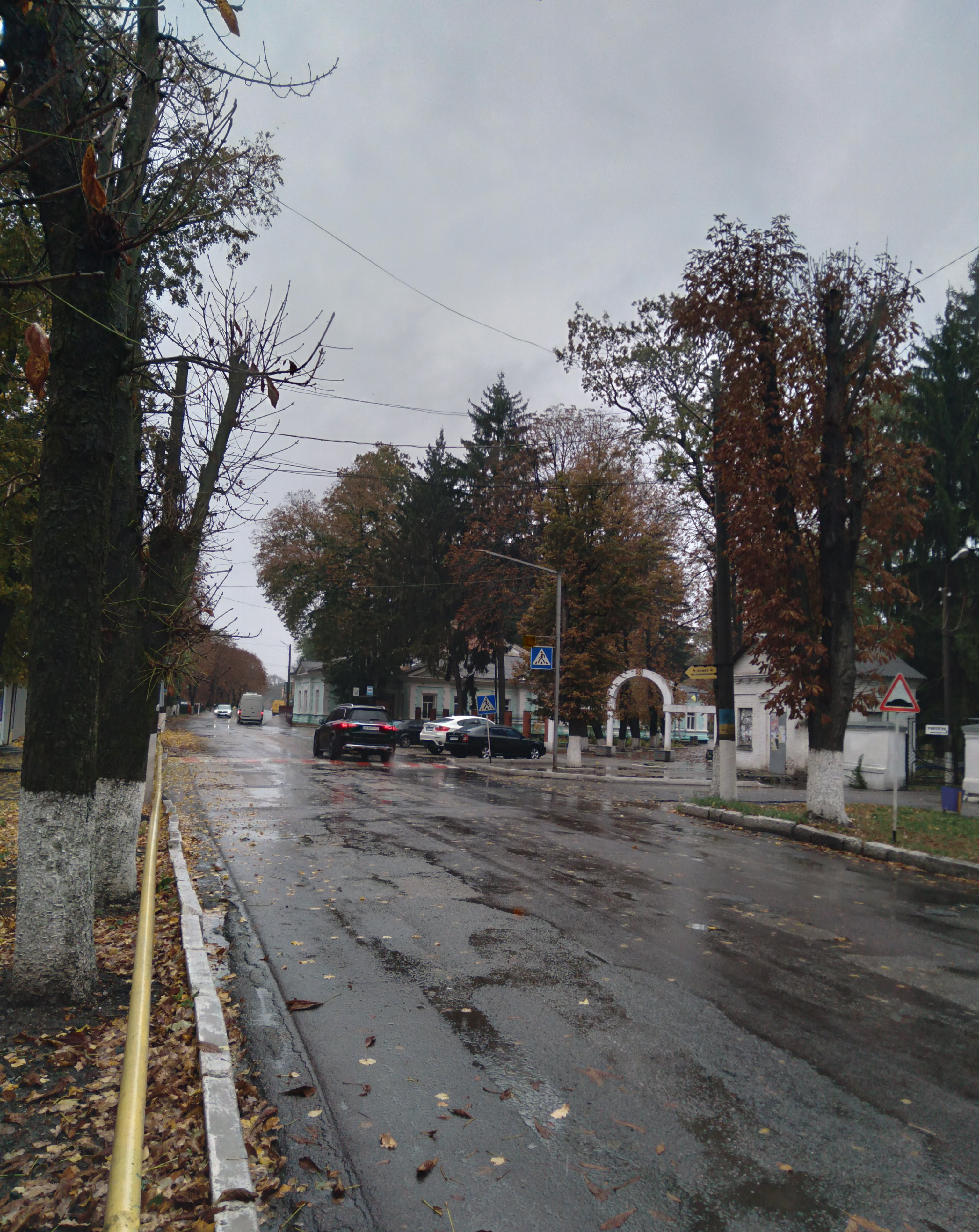
Будинок Миколи Лисенка
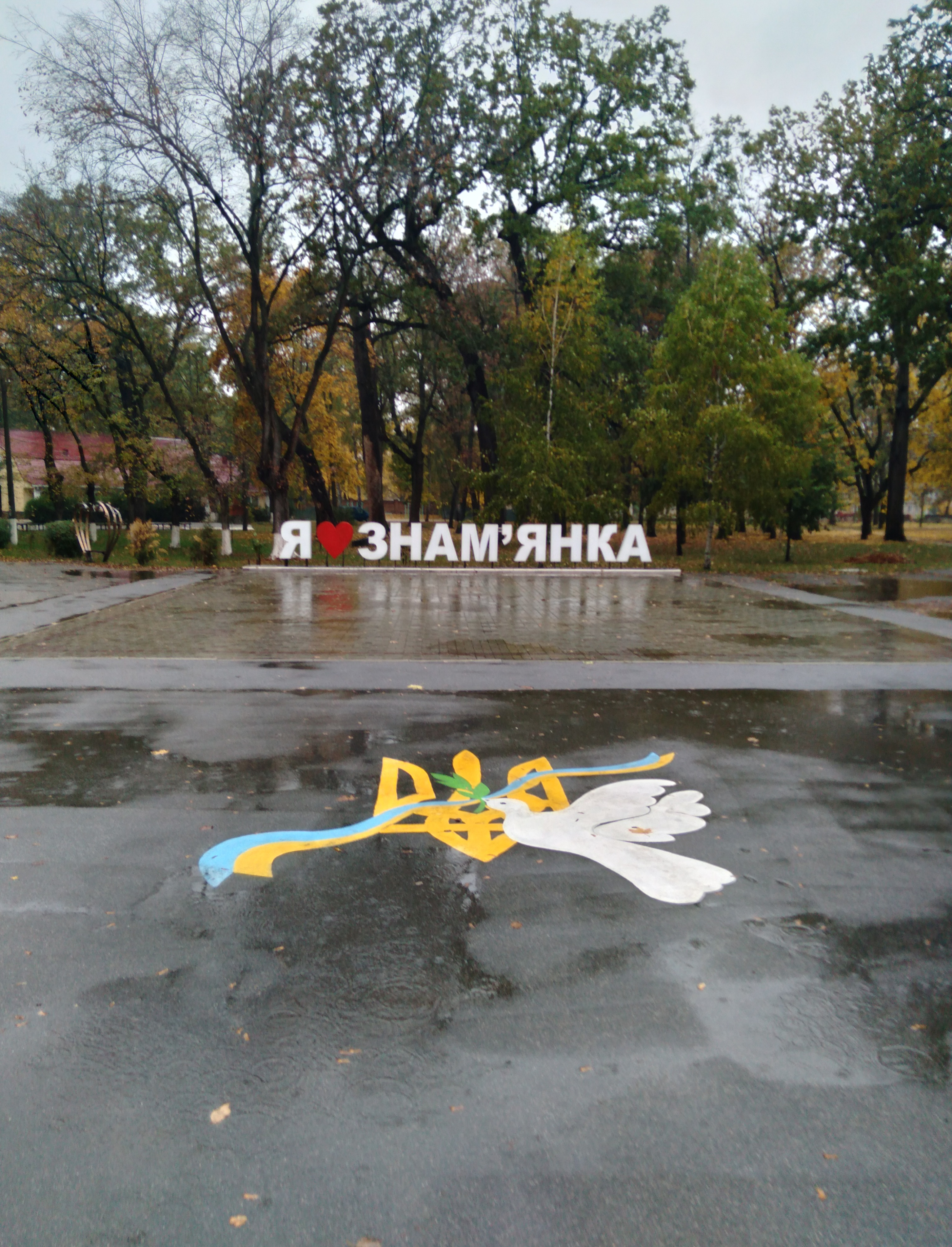
артоб'єкт "Я люблю Знам'янку"
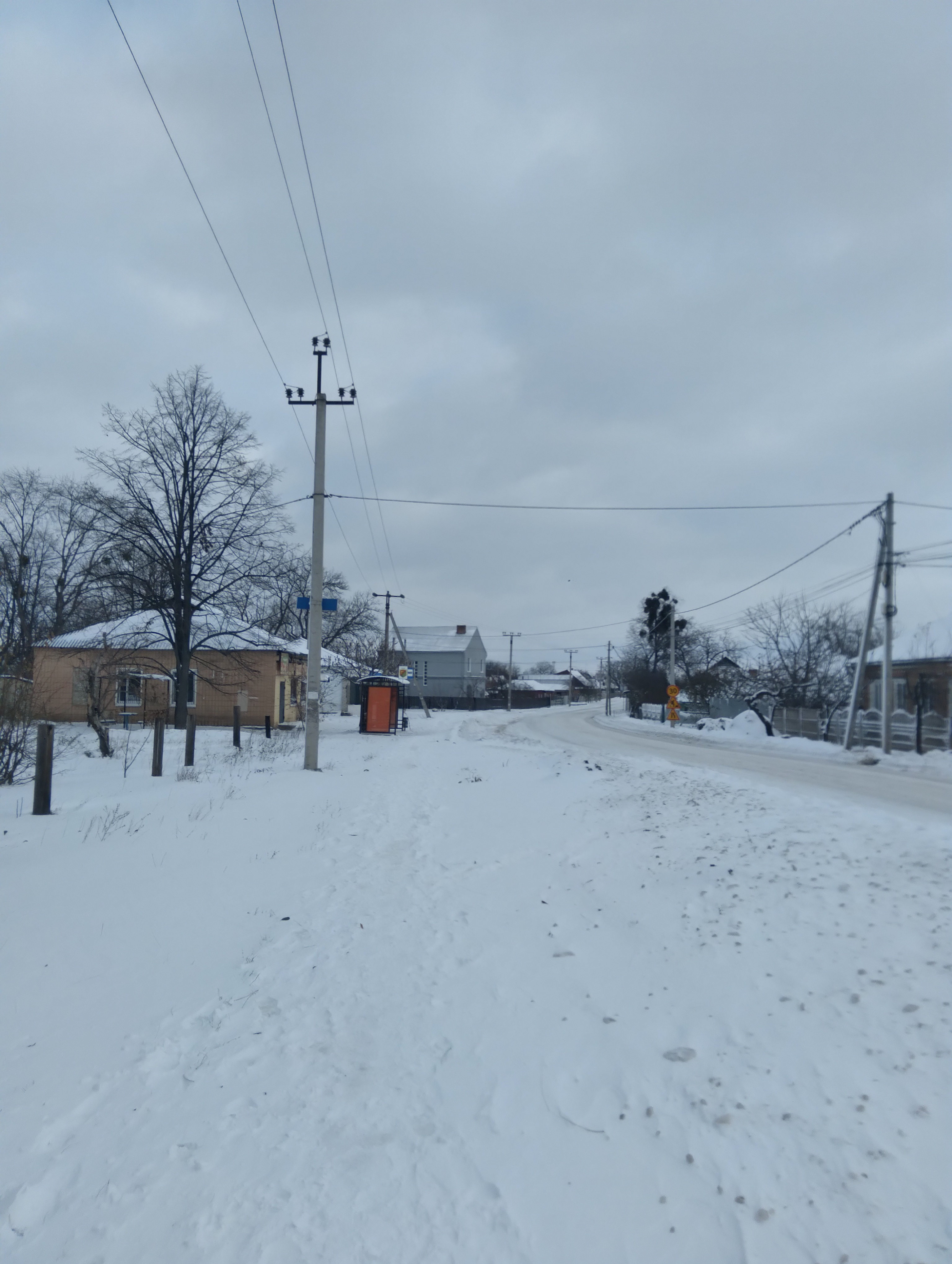
вул. Соборна
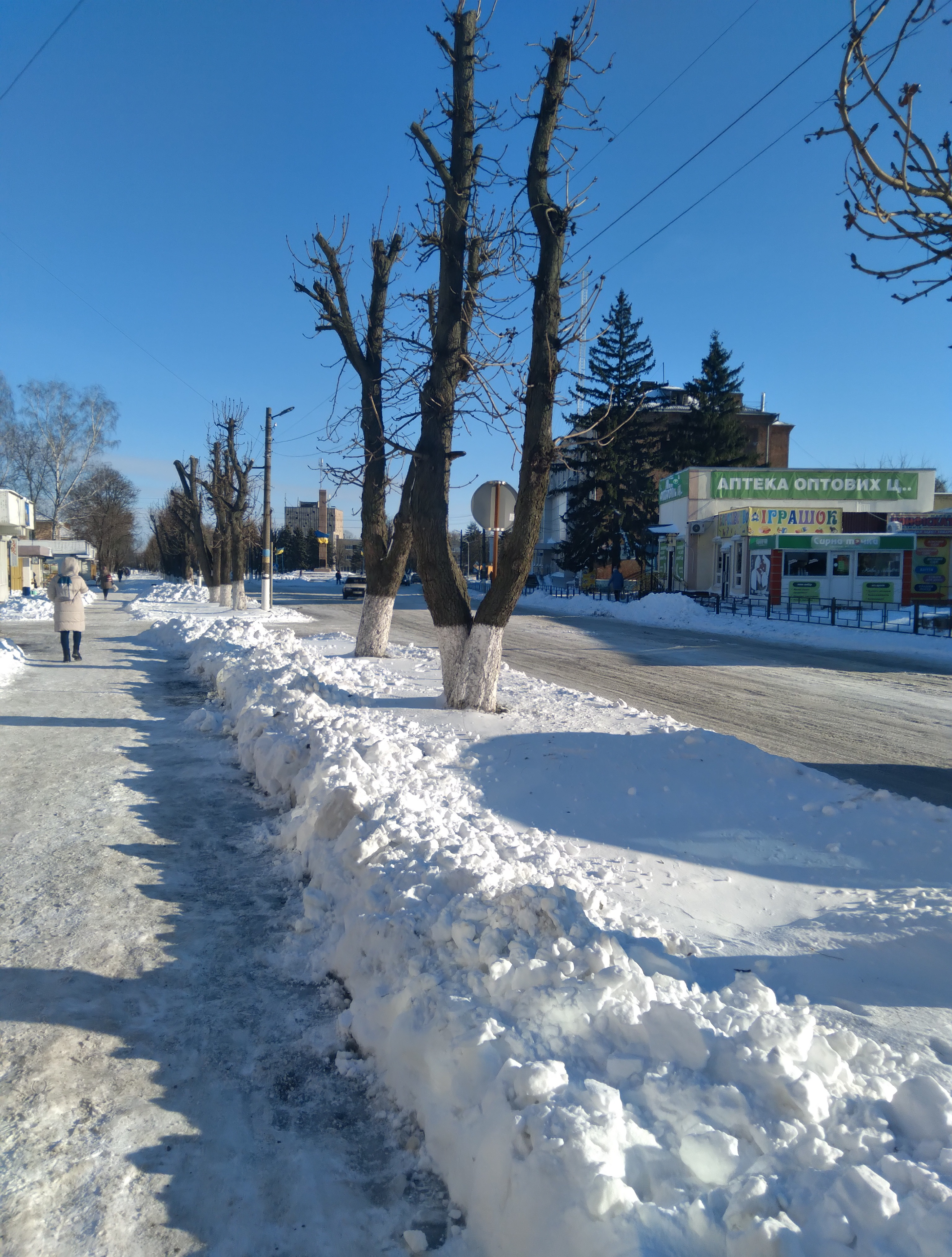
центр міста взимку
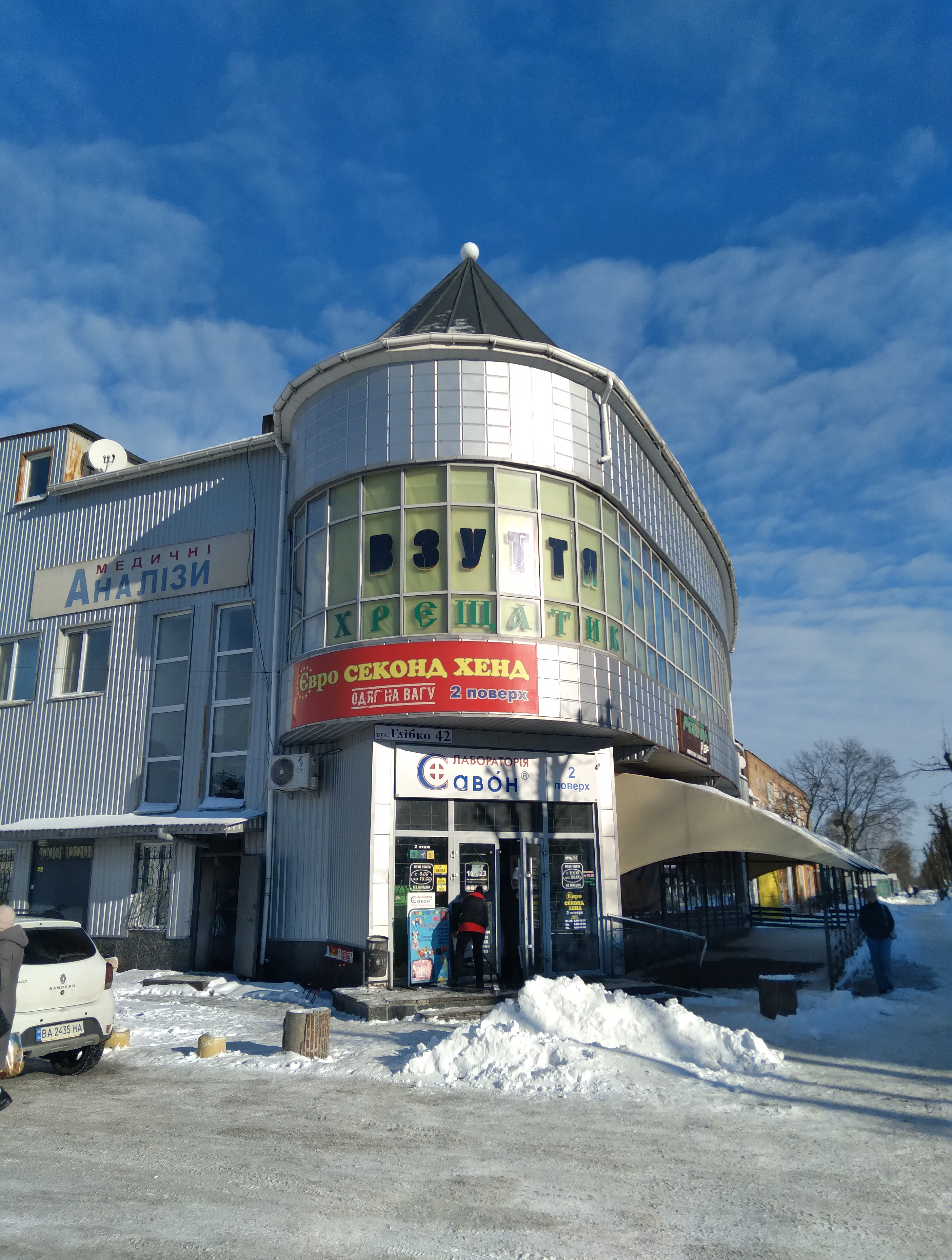
піцерія у місті
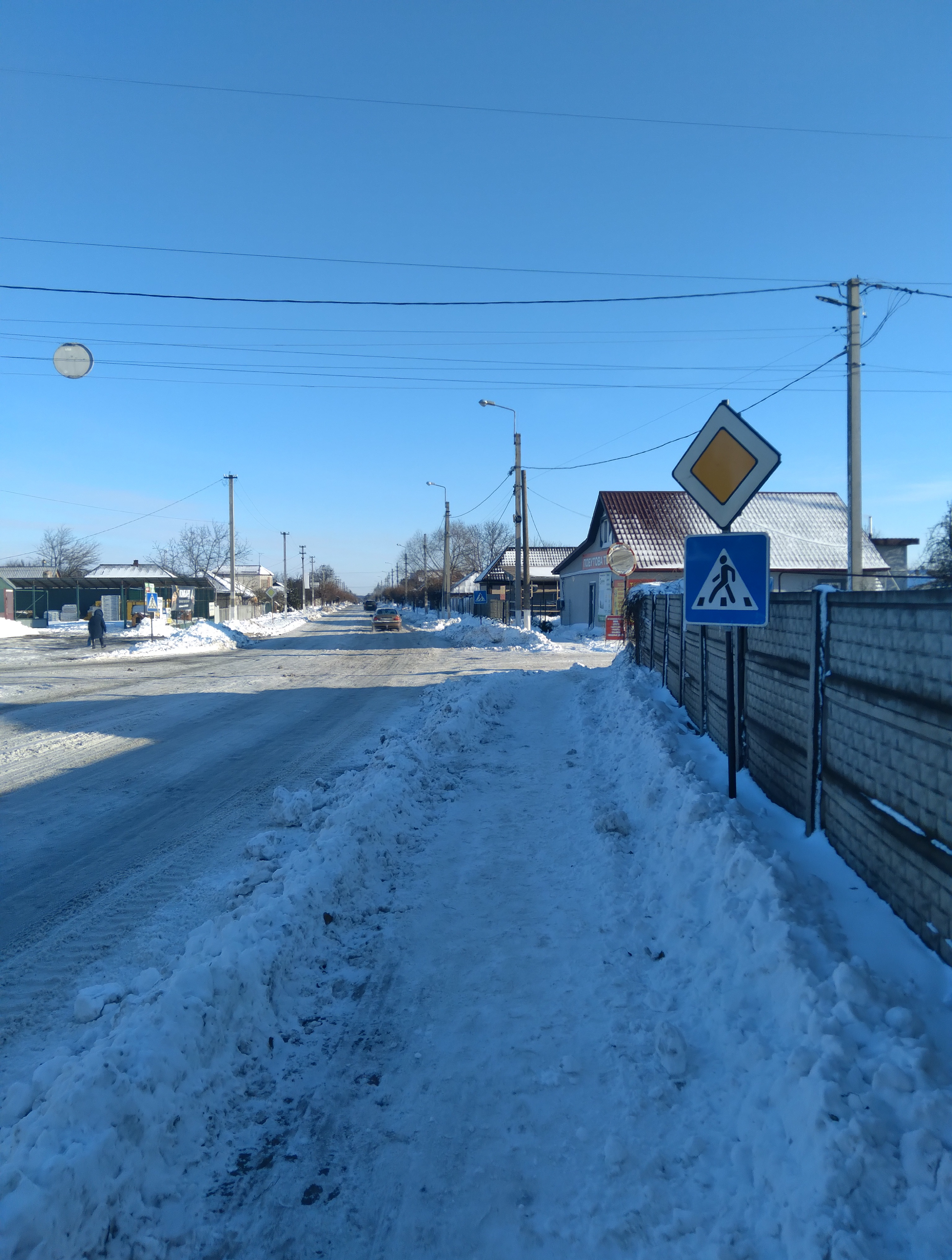
вул. Віктора Голого взимку